# Europese staatsschuldencrisis
De Europese staatsschuldencrisis of eurocrisis is de financiële crisis die eind 2009 uitbrak binnen de eurozone, nadat Griekenland, lid van de Europese Unie en van het eurogebied, zijn schulden niet meer zelfstandig dreigde te kunnen financieren. Dit gebeurde als uitloper van de twee jaar eerder wereldwijd uitgebroken kredietcrisis.
Het eurosysteem bleek een gebouw zonder hecht fundament te zijn. Het Groei- en Stabiliteitspact behoorde de Europese eenheidsmunt te stutten, maar de regels van het pact werden in 2004 geschonden door Frankrijk en Duitsland - de twee landen die aan de basis hadden gestaan van het Verdrag van Maastricht (1992) en de met dit verdrag op gerichte Economische en Monetaire Unie. Het begrotingstekort behoorde beperkt te blijven tot 3% van het bruto nationaal product. Duitsland ging erover, Frankrijk ging er zelfs fors over. Het gevolg was dat de euro kwetsbaar bij de eerste de beste economische crisis.
Met de kredietcrisis heerste op de financiële markten regelmatig onrust of zelfs paniek. Na Griekenland volgden meer landen die technisch failliet dreig(d)en te gaan. Naar de mening van sommigen liep op een aantal momenten door deze staatsschuldencrises de monetaire unie (de euro) gevaar. Pas circa medio 2014 was een situatie bereikt waarin van een voorlopig einde van deze crisis kon worden gesproken (behoudens ten aanzien van Griekenland).

## Aanleidingen

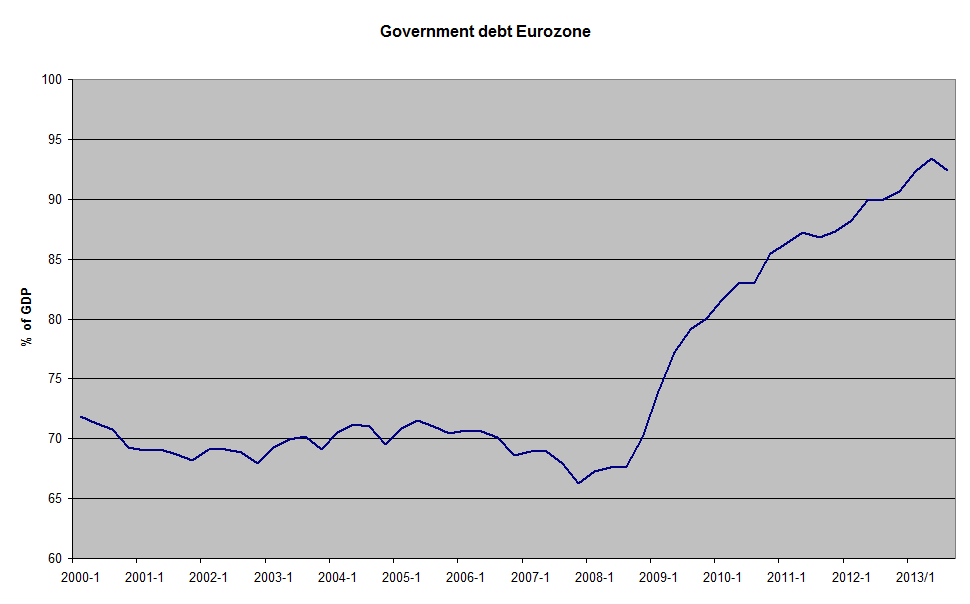
Verloop van de overheidsschuld in de eurozone als geheel, 2000-2012

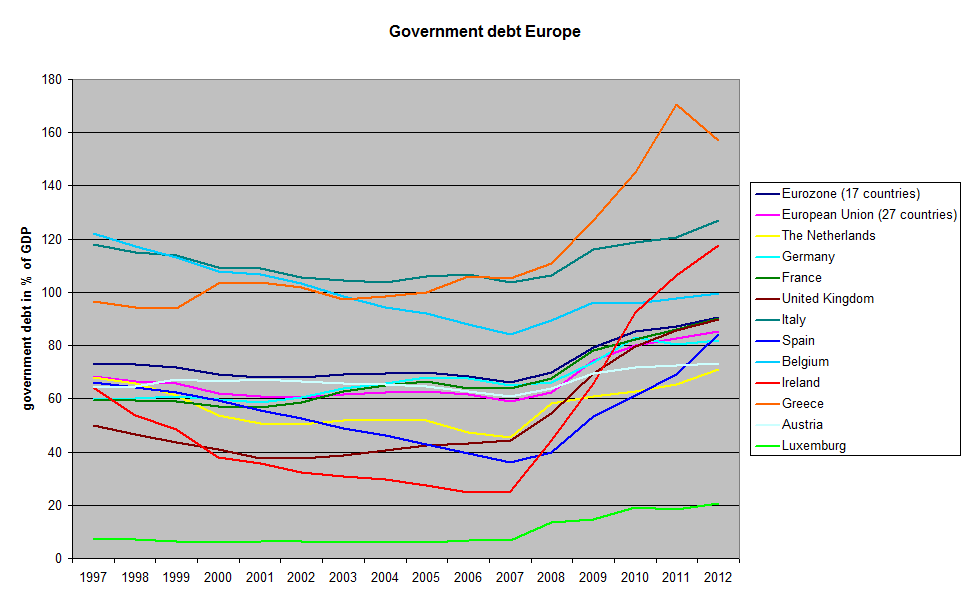
Ontwikkeling overheidsschuld in enkele Europese landen, en de eurozone, en de EU, 1997-2010

### Stijgende overheidsschulden na kredietcrisis
De financiële huishouding van Europese overheden is door de kredietcrisis die in Amerika was ontstaan aanmerkelijk verslechterd. Als gevolg van de negatieve groei daalden de belastingopbrengsten, terwijl de uitgaven toenamen, door omstandigheden als stijgende werkloosheidsuitkeringen en kosten van reddingsoperaties van banken en andere bedrijven. Als gevolg hiervan steeg de overheidsschuld, uitgedrukt als percentage van het bruto nationaal product, significant. In de bovenste grafiek links is het verloop van de overheidsschuld van de eurozone als geheel weergegeven. De tweede grafiek geeft het verloop voor enige relevante landen apart, alsmede voor de eurozone en de Europese Unie als geheel. De omvang van de staatsschuld verschilde en verschilt van land tot land aanmerkelijk. Voor de eurozone als geheel lag dit in 2008 op circa 70%, doch in Italië en Griekenland op circa 100%, terwijl de Luxemburgse staatsschuld met circa 13% zeer bescheiden was.

### Negeren verdragsregels eurogebied
De Europese begrotingsregels, neergelegd in het Verdrag van Maastricht, bleken door het merendeel van de eurozonelidstaten veelvuldig overtreden te zijn. In de 11 jaar sedert het invoeren van de euro overtraden België en Italië ieder jaar één of beide criteria; Griekenland overtrad beide in alle 10 jaar dat men de euro gebruikte. Slechts Finland en Luxemburg voldeden ieder jaar aan beide criteria. De in het verdrag voorziene boetes werden geen enkele keer opgelegd.
De tabel rechts geeft de ontwikkeling van de totale overheidsschuld (centrale overheid, lagere overheden en sociale zekerheidsfondsen) als percentage van het BBP van alle 27 lidstaten van de Europese Unie weer.
De cijfers voor 2010 werden op 26 april 2011 door Eurostat bekendgemaakt en waren van voorlopige aard. De cijfers voor 2011 werden op 22 oktober 2012 gepubliceerd. De cijfers voor 2012 zijn van voorlopige aard en dateren van 22 april 2013. De cijfers voor 2013 dateren van 23 april 2014. De cijfers voor 2014 dateren van 21 april 2015. (NB: Latere bijstellingen van deze cijfers zijn niet in deze tabel verwerkt.)
Ook de overheidstekorten (uitgaven minus inkomsten, als percentage van het BBP) lieten vaak een sterke verslechtering zien (een positief cijfer is een begrotingsoverschot over dat jaar, een negatief cijfer een begrotingstekort). (Bronnen: zelfde publicaties van Eurostat als hierboven. Ook hier zijn latere bijstellingen van deze cijfers niet in de tabel verwerkt)
| Totale overheidsschuld            | Totale overheidsschuld | Totale overheidsschuld | Totale overheidsschuld | Totale overheidsschuld | Totale overheidsschuld | Totale overheidsschuld | Totale overheidsschuld | Totale overheidsschuld | Totale overheidsschuld |
| Land                              | 2006                   | 2007                   | 2008                   | 2009                   | 2010                   | 2011                   | 2012                   | 2013                   | 2014                   |
| --------------------------------- | ---------------------- | ---------------------- | ---------------------- | ---------------------- | ---------------------- | ---------------------- | ---------------------- | ---------------------- | ---------------------- |
| België                            | 88,1%                  | 84,2%                  | 89,6%                  | 96,2%                  | 96,6%                  | 99,2%                  | 101,1%                 | 101,5%                 | 106,5%                 |
| Bulgarije                         | 22,7%                  | 18,2%                  | 13,7%                  | 14,6%                  | 16,2%                  | 16,3%                  | 18,4%                  | 18,9%                  | 27,6%                  |
| Cyprus                            | 64,6%                  | 58,3%                  | 48,3%                  | 58,0%                  | 61,3%                  | 71,5%                  | 86,6%                  | 111,7%                 | 107,5%                 |
| Denemarken                        | 32,1%                  | 27,4%                  | 34,2%                  | 41,8%                  | 42,8%                  | 46,4%                  | 45,4%                  | 44,5%                  | 45,2%                  |
| Duitsland                         | 67,6%                  | 65,0%                  | 66,3%                  | 73,5%                  | 82,5%                  | 80,0%                  | 81,0%                  | 78,4%                  | 74,7%                  |
| Estland                           | 4,5%                   | 3,8%                   | 4,6%                   | 7,2%                   | 6,7%                   | 6,1%                   | 9,8%                   | 10,0%                  | 10,6%                  |
| Finland                           | 39,7%                  | 35,2%                  | 34,1%                  | 43,8%                  | 48,8%                  | 49,3%                  | 53,6%                  | 57,0%                  | 59,3%                  |
| Frankrijk                         | 63,7%                  | 63,8%                  | 67,5%                  | 78,3%                  | 82,7%                  | 86,2%                  | 90,6%                  | 93,5%                  | 95,0%                  |
| Ierland                           | 24,9%                  | 25,0%                  | 44,3%                  | 65,5%                  | 91,2%                  | 104,1%                 | 117,4%                 | 123,7%                 | 109,7%                 |
| Italië                            | 106,5%                 | 103,6%                 | 106,3%                 | 116,1%                 | 119,3%                 | 120,7%                 | 127,0%                 | 132,6%                 | 132,1%                 |
| Griekenland                       | 106,1%                 | 105,4%                 | 110,7%                 | 127,1%                 | 182%                   | 170,3%                 | 157,2%                 | 175,1%                 | 177,1%                 |
| Hongarije                         | 65,7%                  | 66,1%                  | 72,3%                  | 78,4%                  | 82,2%                  | 82,1%                  | 79,8%                  | 79,2%                  | 76,9%                  |
| Letland                           | 10,7%                  | 9,0%                   | 19,7%                  | 36,7%                  | 44,5%                  | 42,0%                  | 40,8%                  | 38,1%                  | 40,0%                  |
| Litouwen                          | 18,0%                  | 16,9%                  | 15,6%                  | 29,5%                  | 37,8%                  | 38,3%                  | 40,5%                  | 39,4%                  | 40,9%                  |
| Luxemburg                         | 6,7%                   | 6,7%                   | 13,6%                  | 14,6%                  | 19,5%                  | 18,7%                  | 21,7%                  | 23,1%                  | 23,6%                  |
| Malta                             | 63,4%                  | 61,7%                  | 63,1%                  | 67,6%                  | 66,0%                  | 68,8%                  | 70,8%                  | 73,0%                  | 68,0%                  |
| Nederland                         | 47,4%                  | 45,3%                  | 58,2%                  | 60,8%                  | 63,4%                  | 65,7%                  | 71,3%                  | 73,5%                  | 68,8%                  |
| Oostenrijk                        | 62,1%                  | 59,3%                  | 62,5%                  | 69,6%                  | 72,5%                  | 73,1%                  | 74,4%                  | 74,5%                  | 84,5%                  |
| Polen                             | 47,7%                  | 45,0%                  | 47,1%                  | 50,9%                  | 54,9%                  | 56,2%                  | 55,6%                  | 57,0%                  | 50,1%                  |
| Portugal                          | 63,9%                  | 68,3%                  | 71,6%                  | 83,0%                  | 94,0%                  | 108,2%                 | 124,1%                 | 129,0%                 | 130,2%                 |
| Roemenië                          | 12,4%                  | 12,6%                  | 13,4%                  | 23,6%                  | 30,5%                  | 34,7%                  | 38,0%                  | 38,4%                  | 39,8%                  |
| Slovenië                          | 26,7%                  | 23,4%                  | 22,5%                  | 35,2%                  | 38,7%                  | 47,1%                  | 54,4%                  | 71,7%                  | 80,9%                  |
| Slowakije                         | 30,5%                  | 29,6%                  | 27,8%                  | 35,4%                  | 41,0%                  | 43,6%                  | 52,7%                  | 55,4%                  | 53,6%                  |
| Spanje                            | 39,6%                  | 36,1%                  | 39,8%                  | 53,3%                  | 61,7%                  | 70,5%                  | 86,0%                  | 93,9%                  | 97,7%                  |
| Tsjechië                          | 29,4%                  | 29,0%                  | 30,0%                  | 35,3%                  | 38,4%                  | 41,4%                  | 46,2%                  | 46,0%                  | 42,6%                  |
| Verenigd Koninkrijk               | 42,9%                  | 44,5%                  | 54,4%%                 | 69,5%                  | 78,4%                  | 84,3%                  | 89,1%                  | 90,6%                  | 89,4%                  |
| Zweden                            | 45,0%                  | 40,2%                  | 38,8%                  | 42,8%%                 | 39,4%                  | 38,6%                  | 38,3%                  | 40,6%                  | 43,9%                  |
| Eurozone (17, 18 c.q. 19 landen)  | 68,5%                  | 66,2%                  | 69,9%                  | 79,3%                  | 85,5%                  | 87,4%                  | 90,7%                  | 92,6%                  | 91,9%                  |
| Europese Unie (27 c.q. 28 landen) | 61,5%                  | 59,0%                  | 62,3%                  | 74,0%                  | 79,9%                  | 82,4%                  | 85,2%                  | 87,1%                  | 86,8%                  |

### Nadelen van hoge overheidsschuld
Een land met een (te) grote overheidsschuld en/of (te) groot financieringstekort, zoals Griekenland sinds januari 2010, bevindt zich in een zogenaamde debt trap ("gevangen in schuld"): die slechte financiële positie leidt ertoe dat men een hogere rente moet betalen over zijn schuld (oftewel ‘de koersen van zijn staatsleningen dalen’), hetgeen de financiën verder doet verslechteren, met als gevolg een vicieuze cirkel van toenemende schulden en rentelasten.
Een daling van de koersen van staatsleningen heeft verdergaande gevolgen dan alleen hogere financieringslasten van die overheid. Die hogere te betalen rente op staatsleningen pleegt een "aanzuigende" werking te hebben: banken plegen dan ook hogere tarieven voor bedrijfskredieten te vragen. Voorts hebben de gedaalde koersen gevolgen voor de eigen financiering van banken. Die plegen van elkaar geld te lenen tegen onderpand van staatsleningen ("repo's"); bij een daling van de waarde van dat onderpand moet men ofwel aanvullend onderpand verschaffen, ofwel de leningen (gedeeltelijk) aflossen. Dit kan de liquiditeit van zo'n bank in gevaar brengen. (Een variant hierop doet zich voor wanneer banken van een centrale bank kort geld lenen, hetgeen altijd geschiedt tegen onderpand van (normaliter) staatsleningen: een daling van de marktwaarde van dat onderpand vermindert de beschikbaarheid van die - vaak zeer goedkope - financieringsbron.) Griekse banken werden hiermee, naar verluidt, eind april 2010 geconfronteerd.

#### Risico
Mohamed A. El-Erian, (toen) Co-Chief Investment Officer van vermogensbeheerder PIMCO, waarschuwde in maart 2010 voor de gevolgen van de sterk toegenomen overheidsschulden in de ontwikkelde landen (sovereign debt explosion): die overheden worden gedwongen tot hogere belastingen en lagere uitgaven; durven ze dat niet aan dan dreigt inflatie, in het uiterste geval faillissement en confiscatie.

#### Bezorgdheid IMF over Europese overheidsschulden
In de tussentijdse update van het Global Financial Stability Report van het IMF, gepubliceerd op 26 januari 2010, uit het IMF zijn bezorgdheid over de omvang van overheidsschulden:
The transfer of financial risks to sovereign balance sheets and the higher public debt levels also add to financial stability risks and complicate the exit process.
In een op 4 februari 2010 gepubliceerde studie stelde het IMF dat de crisis had geleid tot een verslechtering van de fiscale positie (overheidsschulden en begrotingstekorten) in de ontwikkelde landen die in vredestijd ongekend was. In het Global Financial Stability Report van april 2010 waarschuwde het IMF eveneens voor de te hoge staatsschulden, hoewel men de algehele situatie ten opzichte van een half jaar ervoor wel verbeterd achtte.
| Ontwikkeling overheidstekorten (uitgaven minus inkomsten, als percentage van het BBP; een positief cijfer is een begrotingsoverschot over dat jaar, een negatief cijfer een begrotingstekort). (Bronnen: zelfde publicaties van Eurostat als hierboven.) | Ontwikkeling overheidstekorten (uitgaven minus inkomsten, als percentage van het BBP; een positief cijfer is een begrotingsoverschot over dat jaar, een negatief cijfer een begrotingstekort). (Bronnen: zelfde publicaties van Eurostat als hierboven.) | Ontwikkeling overheidstekorten (uitgaven minus inkomsten, als percentage van het BBP; een positief cijfer is een begrotingsoverschot over dat jaar, een negatief cijfer een begrotingstekort). (Bronnen: zelfde publicaties van Eurostat als hierboven.) | Ontwikkeling overheidstekorten (uitgaven minus inkomsten, als percentage van het BBP; een positief cijfer is een begrotingsoverschot over dat jaar, een negatief cijfer een begrotingstekort). (Bronnen: zelfde publicaties van Eurostat als hierboven.) | Ontwikkeling overheidstekorten (uitgaven minus inkomsten, als percentage van het BBP; een positief cijfer is een begrotingsoverschot over dat jaar, een negatief cijfer een begrotingstekort). (Bronnen: zelfde publicaties van Eurostat als hierboven.) | Ontwikkeling overheidstekorten (uitgaven minus inkomsten, als percentage van het BBP; een positief cijfer is een begrotingsoverschot over dat jaar, een negatief cijfer een begrotingstekort). (Bronnen: zelfde publicaties van Eurostat als hierboven.) | Ontwikkeling overheidstekorten (uitgaven minus inkomsten, als percentage van het BBP; een positief cijfer is een begrotingsoverschot over dat jaar, een negatief cijfer een begrotingstekort). (Bronnen: zelfde publicaties van Eurostat als hierboven.) | Ontwikkeling overheidstekorten (uitgaven minus inkomsten, als percentage van het BBP; een positief cijfer is een begrotingsoverschot over dat jaar, een negatief cijfer een begrotingstekort). (Bronnen: zelfde publicaties van Eurostat als hierboven.) | Ontwikkeling overheidstekorten (uitgaven minus inkomsten, als percentage van het BBP; een positief cijfer is een begrotingsoverschot over dat jaar, een negatief cijfer een begrotingstekort). (Bronnen: zelfde publicaties van Eurostat als hierboven.) | Ontwikkeling overheidstekorten (uitgaven minus inkomsten, als percentage van het BBP; een positief cijfer is een begrotingsoverschot over dat jaar, een negatief cijfer een begrotingstekort). (Bronnen: zelfde publicaties van Eurostat als hierboven.) |
| Land | 2006 | 2007 | 2008 | 2009 | 2010 | 2011 | 2012 | 2013 | 2014 |
| --- | --- | --- | --- | --- | --- | --- | --- | --- | --- |
| België | +0,2% | −0,3% | −1,3% | −5,9% | −3,8% | −3,8% | −4,1% | −2,6% | −3,2% |
| Bulgarije | +1,9% | +1,1% | +1,7% | −4,7% | −3,1% | −2,0% | −0,8% | −1,5% | −2,8% |
| Cyprus | −1,2% | +3,4% | +0,9% | −6,0% | −5,3% | −6,3% | −6,4% | −5,4% | −8,8% |
| Denemarken | +5,2% | +4,8% | +3,2% | −2,7% | −2,5% | −1,9% | −3,8% | −0,8% | +1,2% |
| Duitsland | −1,6% | +0,3% | 0,1% | −3,0% | −4,2% | −0,8% | +0,1% | 0,0% | +0,7% |
| Estland | +2,4% | +2,5% | −2,8% | −1,7% | +0,2% | +1,1% | −0,2% | −0,2% | +0,6% |
| Finland | +4,0% | +5,2% | +4,2% | −2,6% | −2,5% | −0,7% | −1,8% | −2,1% | −3,2% |
| Frankrijk | −2,3% | −2,7% | −3,3% | −7,5% | −7,0% | −5,2% | −4,9% | −4,3% | −4,0% |
| Ierland | +2,9% | 0,0% | −7,3% | −14,3% | −30,6% | −13,1% | −8,2% | −7,2% | −4,1% |
| Italië | −3,4% | −1,5% | −2,7% | −5,4% | −4,5% | −3,7% | −3,0% | −3,0% | −3,0% |
| Griekenland | −5,7% | −6,4% | −9,4% | −15,4% | −10,9% | −9,6% | −8,9% | −12,7% | −3,5% |
| Hongarije | −9,3% | −5,0% | −3,7% | −4,5% | −4,3% | +4,3% | −2,1% | −2,2% | −2,6% |
| Letland | −0,5% | −0,3% | −4,2% | −9,7% | −8,2% | −3,5% | −1,3% | −1,0% | −1,4% |
| Litouwen | −0,4% | −1,0% | −3,3% | −9,5% | −7,2% | −5,5% | −3,2% | −2,2% | −0,7% |
| Luxemburg | +1,4% | +3,7% | +3,0% | −0,9% | −0,8% | +0,2 | 0,0% | +0,1% | +0,6% |
| Malta | −2,7% | −2,4% | −4,5% | −3,7% | −3,5% | −2,7% | −3,3% | −2,8% | −2,1% |
| Nederland | +0,5% | +0,2% | +0,6% | −5,5% | −5,1% | −4,3% | −4,1% | −2,5% | −2,3% |
| Oostenrijk | −1,5% | −0,9% | −0,9% | −4,1% | −4,5% | −2,5% | −2,6% | −1,5% | −2,4% |
| Polen | −3,6% | −1,9% | −3,7% | −7,3% | −7,8% | −5,1% | −3,9% | −4,3% | −3,2% |
| Portugal | −4,1% | −2,8% | −2,9% | −10,1% | −9,6% | −4,3% | −6,4% | −4,9% | −4,5% |
| Roemenië | −2,2% | −2,6% | −5,7% | −8,5% | −6,8% | −5,5% | −3,0% | −2,3% | −1,5% |
| Slovenië | −1,3% | −0,1% | −1,8% | −6,0% | −5,9% | −6,4% | −4,0% | −14,7% | −4,9% |
| Slowakije | −3,2% | −1,8% | −2,1% | −8,0% | −7,5% | −4,8% | −4,5% | −2,8% | −2,9% |
| Spanje | +2,0% | +1,9% | −4,2% | −11,1% | −9,6% | −9,6% | −10,6% | −7,1% | −5,8% |
| Tsjechische Republiek | −2,6% | −0,7% | −2,7% | −5,9% | −4,7% | −3,2% | −4,2% | −1,5% | −2,0% |
| Verenigd Koninkrijk | −2,7% | −2,7% | −5,0% | −11,4% | −10,0% | −7,6% | −6,1% | −5,8% | −5,7% |
| Zweden | +2,3% | +3,6% | +2,2% | −0,7% | +0,3% | +0,2 | −0,6% | −1,1% | −1,9% |
| Eurozone (18 c.q. 19 landen) | −1,4% | −0,7% | −2,0% | −6,3% | −6,2% | −4,1% | −3,7% | −3,0% | −2,4% |
| Europese Unie (27 c.q. 28 landen) | −1,5% | −0,9% | −2,3% | −6,8% | −6,5% | −4,4% | −3,9% | −3,3% | −2,9% |

### Risico voor buitenlandse beleggers

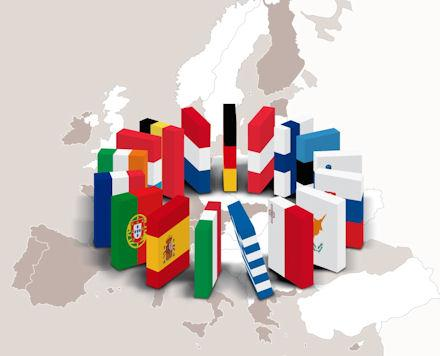
Tekening gepresenteerd door de Nederlandse regering op 21 juni 2011, getiteld: "Als Griekenland valt"

Banken en andere institutionele beleggers uit vooral grote EU-landen hadden op grote schaal belegd in staatsleningen van de landen met een (te) slechte financiële positie.
Dit betekende, dat een "default" (in gebreke blijven) van een van de probleemlanden tevens zou leiden tot (grote) verliezen voor die banken en beleggers.
Het was dus denkbaar, dat een "strenge" opstelling van land A tegenover steunzoekend land B, resulterend in een default van land B, binnen korte tijd zou leiden tot een crisis rond de bancaire sector van land A.
| Overzicht van de bedragen (in miljarden dollars) die banken in een aantal landen per medio 2010 te vorderen hadden van diverse typen debiteuren in Griekenland, Ierland, Portugal en Spanje. (Onder 'andere exposures' wordt verstaan: datgene wat banken verschuldigd zijn uit hoofde van credit default swaps, termijncontracten en dergelijke, verstrekte garanties, en toegezegde kredieten. Door enkele weglatingen tellen de bedragen in deze tabel niet geheel op.) | Overzicht van de bedragen (in miljarden dollars) die banken in een aantal landen per medio 2010 te vorderen hadden van diverse typen debiteuren in Griekenland, Ierland, Portugal en Spanje. (Onder 'andere exposures' wordt verstaan: datgene wat banken verschuldigd zijn uit hoofde van credit default swaps, termijncontracten en dergelijke, verstrekte garanties, en toegezegde kredieten. Door enkele weglatingen tellen de bedragen in deze tabel niet geheel op.) | Overzicht van de bedragen (in miljarden dollars) die banken in een aantal landen per medio 2010 te vorderen hadden van diverse typen debiteuren in Griekenland, Ierland, Portugal en Spanje. (Onder 'andere exposures' wordt verstaan: datgene wat banken verschuldigd zijn uit hoofde van credit default swaps, termijncontracten en dergelijke, verstrekte garanties, en toegezegde kredieten. Door enkele weglatingen tellen de bedragen in deze tabel niet geheel op.) | Overzicht van de bedragen (in miljarden dollars) die banken in een aantal landen per medio 2010 te vorderen hadden van diverse typen debiteuren in Griekenland, Ierland, Portugal en Spanje. (Onder 'andere exposures' wordt verstaan: datgene wat banken verschuldigd zijn uit hoofde van credit default swaps, termijncontracten en dergelijke, verstrekte garanties, en toegezegde kredieten. Door enkele weglatingen tellen de bedragen in deze tabel niet geheel op.) | Overzicht van de bedragen (in miljarden dollars) die banken in een aantal landen per medio 2010 te vorderen hadden van diverse typen debiteuren in Griekenland, Ierland, Portugal en Spanje. (Onder 'andere exposures' wordt verstaan: datgene wat banken verschuldigd zijn uit hoofde van credit default swaps, termijncontracten en dergelijke, verstrekte garanties, en toegezegde kredieten. Door enkele weglatingen tellen de bedragen in deze tabel niet geheel op.) | Overzicht van de bedragen (in miljarden dollars) die banken in een aantal landen per medio 2010 te vorderen hadden van diverse typen debiteuren in Griekenland, Ierland, Portugal en Spanje. (Onder 'andere exposures' wordt verstaan: datgene wat banken verschuldigd zijn uit hoofde van credit default swaps, termijncontracten en dergelijke, verstrekte garanties, en toegezegde kredieten. Door enkele weglatingen tellen de bedragen in deze tabel niet geheel op.) | Overzicht van de bedragen (in miljarden dollars) die banken in een aantal landen per medio 2010 te vorderen hadden van diverse typen debiteuren in Griekenland, Ierland, Portugal en Spanje. (Onder 'andere exposures' wordt verstaan: datgene wat banken verschuldigd zijn uit hoofde van credit default swaps, termijncontracten en dergelijke, verstrekte garanties, en toegezegde kredieten. Door enkele weglatingen tellen de bedragen in deze tabel niet geheel op.) | Overzicht van de bedragen (in miljarden dollars) die banken in een aantal landen per medio 2010 te vorderen hadden van diverse typen debiteuren in Griekenland, Ierland, Portugal en Spanje. (Onder 'andere exposures' wordt verstaan: datgene wat banken verschuldigd zijn uit hoofde van credit default swaps, termijncontracten en dergelijke, verstrekte garanties, en toegezegde kredieten. Door enkele weglatingen tellen de bedragen in deze tabel niet geheel op.) | Overzicht van de bedragen (in miljarden dollars) die banken in een aantal landen per medio 2010 te vorderen hadden van diverse typen debiteuren in Griekenland, Ierland, Portugal en Spanje. (Onder 'andere exposures' wordt verstaan: datgene wat banken verschuldigd zijn uit hoofde van credit default swaps, termijncontracten en dergelijke, verstrekte garanties, en toegezegde kredieten. Door enkele weglatingen tellen de bedragen in deze tabel niet geheel op.) |
| Land | Aard crediteur | Duitsland | Spanje | Frankrijk | Italië | Ov. Eurogebied | Ver. Koninkrijk | Gehele wereld |
| --- | --- | --- | --- | --- | --- | --- | --- | --- |
| Griekenland | Publieke sector | 22,6 | 0,8 | 17,8 | 2,7 | 15,0 | 1,6 | 12,3 |
| | Banken | 4,7 | 0,0 | 0,8 | 0,9 | 1,3 | 1,6 | 12,3 |
| | Ov. private sector | 9,6 | 0,2 | 38,7 | 1,7 | 12,4 | 7,6 | 79,2 |
| | Andere exposures | 28,6 | 0,5 | 25,7 | 1,6 | 2,8 | 4,8 | 252,1 |
| | Totale exposure | 65,4 | 1,3 | 83,1 | 6,8 | 31,6 | 17,0 | 252,1 |
| Ierland | Publieke sector | 3,4 | 0,2 | 6,1 | 0,8 | 3,2 | 3,5 | 22,2 |
| | Banken | 47,5 | 3,3 | 18,9 | 2,9 | 8,8 | 31,1 | 145,7 |
| | Ov. private sector | 87,7 | 10,5 | 18,5 | 10,7 | 44,7 | 97,0 | 348,5 |
| | Andere exposures | 47,9 | 3,7 | 33,7 | 10,0 | 7,3 | 55,9 | 228,9 |
| | Totale exposure | 186,4 | 17,7 | 77,3 | 24,7 | 64,2 | 187,5 | 746,8 |
| Portugal | Publieke sector | 7,4 | 8,1 | 14,2 | 0,8 | 7,5 | 2,3 | 44,0 |
| | Banken | 17,1 | 7,0 | 13,8 | 2,5 | 5,0 | 5,6 | 53,2 |
| | Ov. private sector | 12,7 | 62,7 | 13,3 | 1,3 | 6,6 | 14,1 | 114,6 |
| | Andere exposures | 7,0 | 20,6 | 7,2 | 3,0 | 2,1 | 6,8 | 80,8 |
| | Totale exposure | 44,3 | 98,3 | 48,5 | 7,6 | 21,2 | 29,0 | 292,6 |
| Spanje | Publieke sector | 26,2 | ... | 40,4 | 2,5 | 16,2 | 9,2 | 111,2 |
| | Banken | 81,1 | ... | 50,2 | 9,2 | 48,2 | 28,8 | 255,3 |
| | Ov. private sector | 74,1 | ... | 74,0 | 13,9 | 87,2 | 66,7 | 359,5 |
| | Andere exposures | 24,9 | ... | 36,7 | 11,4 | 12,4 | 31,8 | 263,0 |
| | Totale exposure | 216,6 | ... | 201,3 | 37,2 | 164,1 | 136,5 | 989,8 |

## Geschiedenis

### Maart - mei 2010: crisis rond Griekse overheidsfinanciën

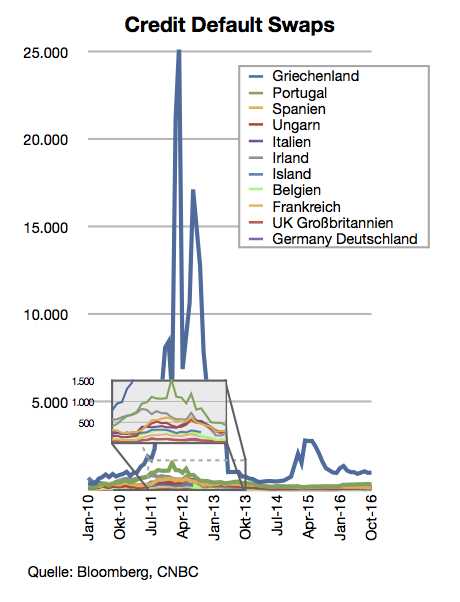
Verloop prijzen CDS'en op Europese staatsleningen

In januari 2010 leidden twijfels omtrent de Griekse overheidsfinanciën tot een sterke daling van de koersen van Griekse staatsleningen; begin februari 2010 daalden ook de koersen van Portugese en Spaanse staatsleningen (hoewel in mindere mate). Het IMF raamde in februari 2010 dat de overheidsschuld van de landen van de G-20 in 2014 118% van het GDP zouden bedragen; vóór de crisis was dit circa 80%. Vanaf februari 2010 kwam sovereign debt risk (het risico van leningen aan overheden) sterk in de belangstelling van de financiële markten te staan. Deze spanningen kwamen onder meer tot uiting in de stijging van de prijzen van credit default swaps van staatsleningen van de landen aan wier soliditeit getwijfeld werd, zie nevenstaande grafiek.

### "Besmetting" van andere landen door de problemen rond Griekenland
Vanaf vrijwel direct na het bekend worden van het pakket steunmaatregelen aan Griekenland op 2 mei 2010 bleek dat de financiële markten vreesden dat ook andere landen problemen zouden kunnen krijgen aan hun verplichtingen te voldoen. Dit gold met name voor Portugal en Spanje: de koersen van hun staatsleningen daalden, en de prijzen van CDS'en op die debiteuren stegen. In dit verband werd de term "contagion" (besmetting) gehanteerd, onder meer door Axel Weber, president van de Bundesbank. De Spaanse premier Zapatero verklaarde op 4 mei dat geruchten als zou Spanje (eveneens) een beroep op het IMF gaan doen "complete madness" waren.

### Omvangrijk steunpakket van EU en IMF van 9/10 mei 2010
De EU-regeringsleiders overlegden op 7 en 8 mei over het oprichten van een noodfonds dat leningen zou kunnen verstrekken aan lidstaten die op de kapitaalmarkt niet of slechts tegen zeer hoge rente konden lenen, in combinatie met een aanscherpen van de sanctiemaatregelen van het Stabiliteits- en Groeipact. Men beoogde hiermee een uitbreiding van de crisis rond Griekenland naar andere landen te voorkomen.
In de vroege ochtend van 10 mei 2010 presenteerden de EU-ministers van Financiën een reddingsplan van in totaal € 500 miljard, waarmee voorkomen moest worden dat landen als Portugal en Spanje (en potentieel ook andere landen) de facto van toegang tot de kapitaalmarkten zouden worden uitgesloten. Het voorzag in leningen door de Europese Commissie van € 60 miljard, en € 440 miljard aan leningen door een nog op te richten rechtspersoon (die dat geld zou aantrekken onder garantie van de EU-lidstaten); de aan de zwakke lidstaten te verschaffen leningen zouden gepaard gaan met stringente voorwaarden. Voor de uitvoering hiervan richtte men op 7 juni 2010 een special purpose vehicle naar Luxemburgs recht op geheten European Financial Stability Facility; het gestorte aandelenkapitaal hiervan was bescheiden, doch de lidstaten stonden voor € 440 miljard borg voor de door deze rechtspersoon aan te trekken leningen. Het IMF zei tot € 250 miljard toe. (In september 2010 verkreeg het EFSF een AAA-rating van de drie grote rating agencies.)
De eerste resultaten, reeds op maandag 10 mei 2010, waren dat koersen van Griekse, Portugese en Spaanse staatsleningen sterk stegen, maar dat kwam vooral omdat centrale banken in de eurozone direct begonnen met het kopen van die staatsleningen; ook prijzen van credit default swaps daalden sterk. Aan het eind van die week liepen de rendementen van leningen van de meest betrokken landen echter weer enigszins op. De ECB berichtte op 17 mei 2010 dat er op de voorafgaande vrijdag € 16,5 miljard aan leningen geleverd waren, en dat men vanaf dinsdag 18 mei voor een gelijk bedragen aan liquiditeiten aan het financiële systeem zou onttrekken (door deposito's van banken op te nemen) teneinde de hoeveelheid geld in het systeem gelijk te houden. (Uit de wekelijks door de ECB gepubliceerde balansen van het Eurosysteem en het overzicht van de "open market operations" kon worden afgeleid dat tegenover de door de ECB gekochte staatsleningen inderdaad (ongeveer) gelijke bedragen aan liquiditeit aan het financiële systeem onttrokken werden.) Deze deposito's hadden evenwel een looptijd van slechts één week, en voorts was opmerkelijk dat deze deposito's beleend konden worden bij de ECB. Analisten beschouwden dit als slechts een eerste stap; het totaal aan op te kopen staatsleningen zou enkele honderden miljarden euro's kunnen bedragen. (Zo'n vaart bleek het echter niet te lopen: eind januari 2010 had de ECB circa € 77 miljard aan staatsleningen gekocht.)
In november 2010 werd de looptijd van de aan Griekenland verstrekte en nog te verstrekken leningen verlengd van 2015 tot 2021, tegen een bescheiden extra rente.

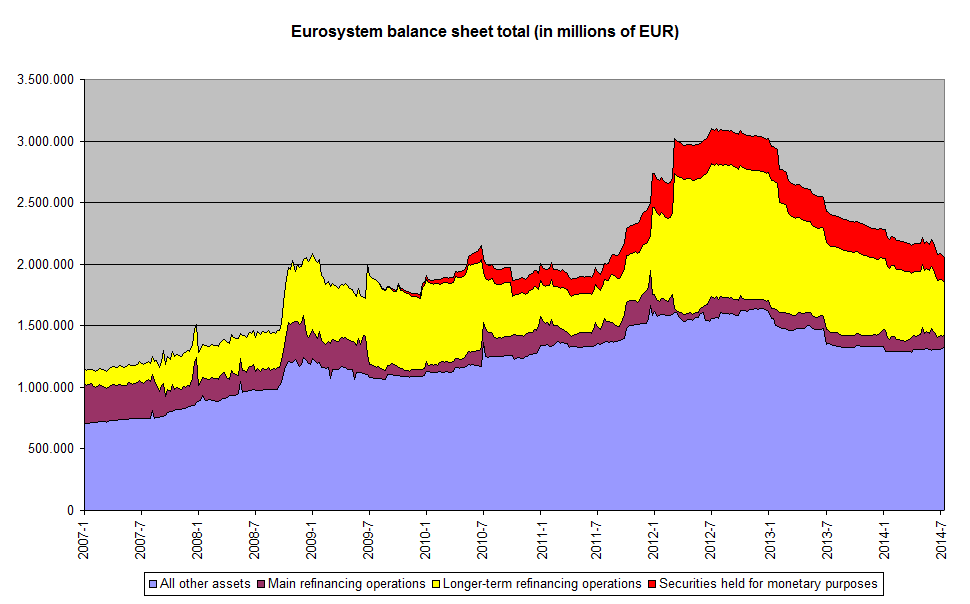
Ontwikkeling balanstotaal ECB en centrale banken eurozone

 De aankoop van staats- en andere leningen door de ECB wordt weergegeven in nevenstaande grafiek.

### Verdere ontwikkelingen
De crisis rond Griekenland leidde tot de vraag of de verschillen in het beheer van de overheidsfinanciën niet dienden te worden verkleind, alsmede of hierop sterker preventief toezicht zou moeten worden uitgeoefend. Duitsland ging hierin het verst, met een op 17 mei 2010 gedane suggestie dat de begrotingen van de lidstaten vooraf op Europees niveau zouden moeten worden beoordeeld. De meeste andere landen vonden dit te ver gaan. De Duitse beurstoezichthouder verbood op 18 mei 2010 "naked short selling" van euroland staatsleningen, almede het ongedekt schrijven van CDS'en daarop, tot eind maart 2011. In de financiële pers werden twijfels geuit omtrent de effectiviteit ervan (omdat de bevoegdheid van BaFin tenslotte beperkt was tot Duitse beurzen) alsmede omtrent de wenselijkheid ervan. Andere landen bleken geen plannen te hebben het Duitse voorbeeld te volgen. Bondskanselier Merkel verklaarde in de Bundestag dat niet alleen de euro, doch heel Europa in gevaar was. Deze bezorgdheid werd door de Franse minister van Financiën Lagarde niet gedeeld.
Een uitgelekt Duits strategiedocument van medio mei 2010 voorzag in diverse maatregelen tegen EU-lidstaten die de begrotingsregels zouden blijven schenden: tijdelijk tot permanent verlies van toegang tot EU-structuurfondsen, tijdelijk verlies van stemrecht in de Raad, en een procedure voor een ordelijke insolventie van EU-lidstaten.

#### Aankondigingen van bezuinigingen in diverse Europese landen
Vanaf mei 2010 kwamen diverse overheden met forse bezuinigingsplannen, mede ingegeven door de wens om te voorkomen dat men het volgende onderwerp van negatieve belangstelling van internationale obligatiebeleggers zou zijn en er problemen zouden kunnen ontstaan met het aantrekken van financiering. De bezuinigingen hadden veelal voor een groot deel betrekking op versobering van het pensioenstelsel en de sociale zekerheid. Deze bezuinigingen zouden echter kunnen leiden tot een mogelijk aanmerkelijke groeivertraging, hetgeen op zich reeds weer een bedreiging voor het herstel van de overheidsfinanciën van de betrokken staten. De aangekondigde maatregelen leidden regelmatig tot protesten en stakingen. Zo werd in Frankrijk op 27 mei 2010 gestaakt tegen plannen de pensioenleeftijd (60 jaar) te verhogen. Het maatschappelijk draagvlak bleek niet overweldigend: het Spaanse parlement nam op 27 mei 2010 de voorgestelde bezuinigingen aan, doch met slechts één stem verschil (169 tegen 168 stemmen). De Duitse regering kondigde begin juni 2010 een bezuinigingspakket van € 80 miljard aan. Medio juni 2010 lekten plannen uit van de Franse regering de pensioenleeftijd te verhogen van 60 jaar tot 62 jaar. De Britse regering kondigde op 22 juni 2010 een pakket bezuinigingen aan, bestaande uit onder meer bevriezing van ambtenarensalarissen en van pensioenen, verlaging van departementale uitgaven, en een verhoging van de VAT (btw) van 17,5% tot 20%; voorts werd een belasting op banken aangekondigd. Het doel was om in het begrotingsjaar 2014/2015 weer een sluitende begroting te hebben.

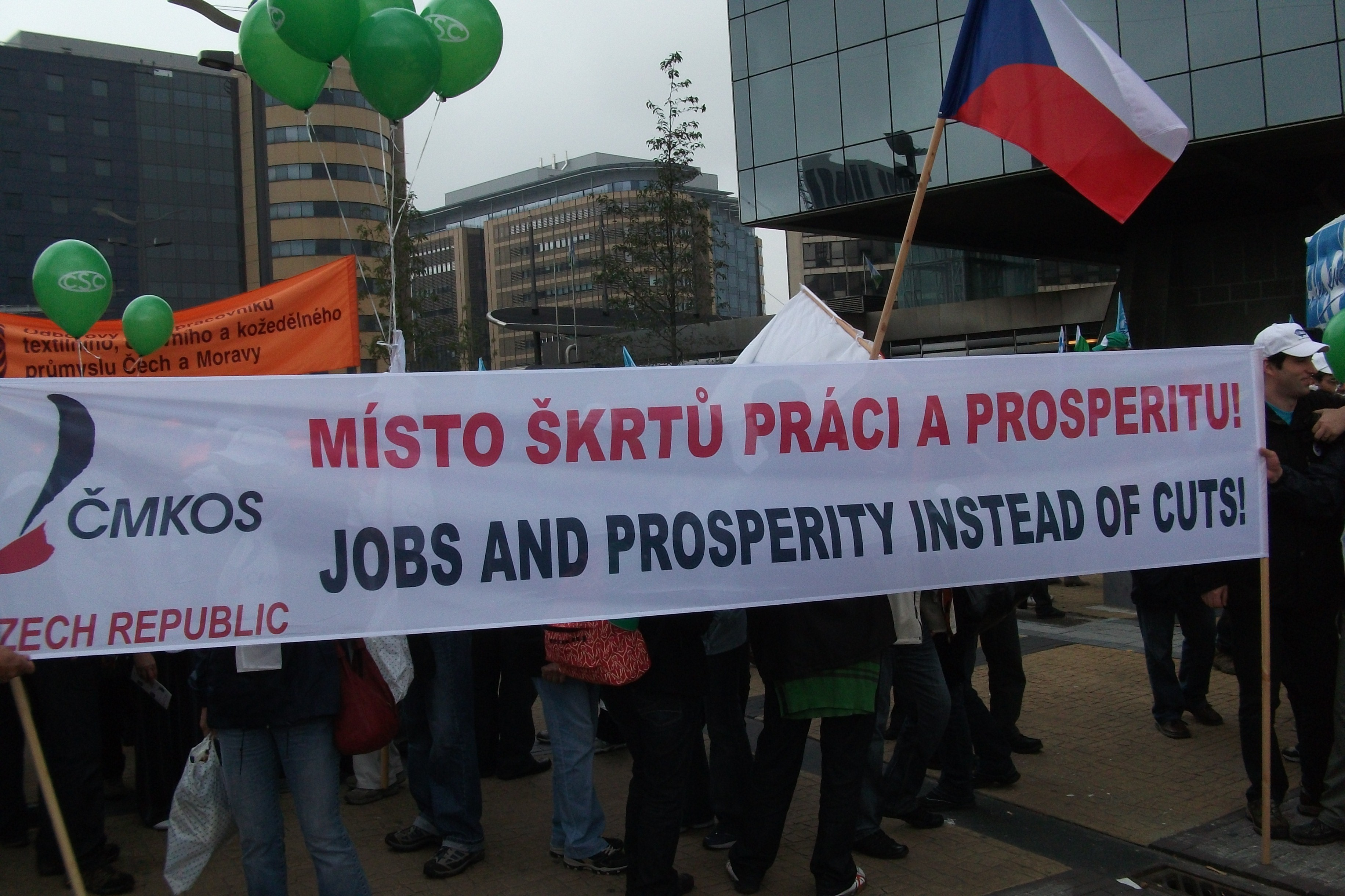
Demonstratie in Brussel op 29 september 2010

 Naarmate de crisis voortduurde kwam de hervorming van pensioenstelsels in diverse landen steeds meer op de voorgrond te staan. Hierbij wordt opgemerkt dat in diverse landen niet slechts de "eerste pijler" maar ook de "tweede pijler" werd gefinancierd met een omslagstelsel. Door de vergrijzing en door de scherpe verslechtering van de overheidsfinanciën namen de (huidige en begrote toekomstige) kosten daarvan sterk toe. Tevens speelde mee dat in sommige landen voor diverse beroepen een aanmerkelijk lagere pensioenleeftijd gold. Plannen om de pensioenleeftijd te verhogen leidden regelmatig tot stakingen, onder meer in Griekenland (zeer frequent, zie hierboven) en Frankrijk (in september 2010). Op 29 september hield het Europees Verbond van Vakverenigingen grote demonstraties in Brussel en andere steden.

#### Effecten op Europese interbancaire geldmarkt
Vanaf juni 2010 leidden twijfels omtrent de kwaliteit van leningen in de portefeuilles van banken (wederom, na de crisis van de herfst van 2008) tot toenemende spanningen op de interbancaire geldmarkt. Banken werden steeds meer terughoudend elkaar geld te lenen, en gaven er in toenemende mate de voorkeur aan hun overschotten bij de ECB en andere centrale banken te stallen, tegen (per juni 2010) 0,25% per jaar, in plaats van ze aan andere banken tegen een hogere rente uit te lenen. De aldus van de geldmarkt uitgeslotenen waren aangewezen op faciliteiten van de CB tegen een rente van 1%. De weekstaat van de ECB liet per 18 juni echter weer een duidelijke daling zien.

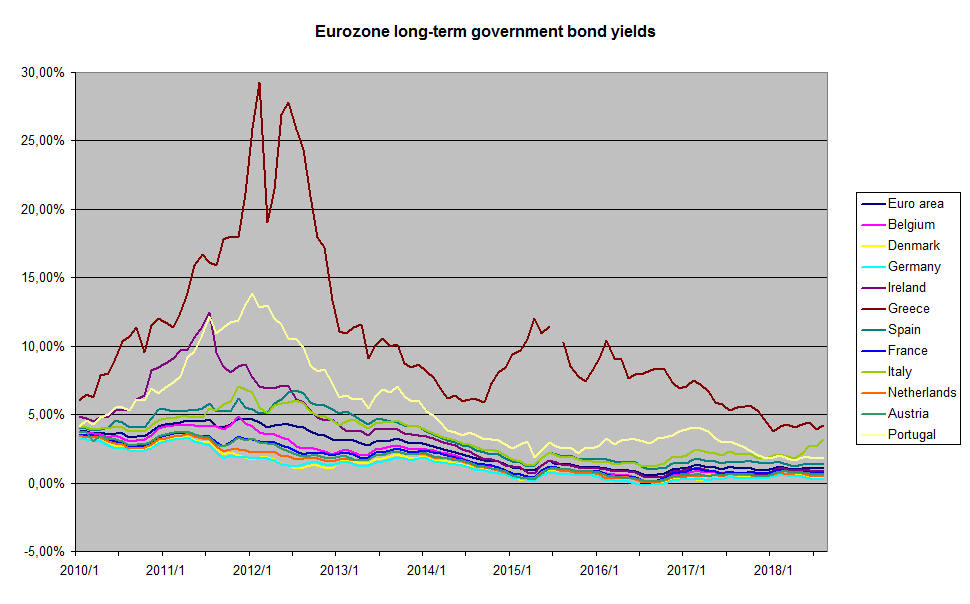
Verloop van het rendement van een aantal langlopende staatsleningen in de eurozone

Opmerkelijk was dat de diverse bezuinigingen, alsmede de steunprogramma's, niet leidden tot het terugkeren van het vertrouwen van de financiële markten: de door beleggers verlangde rendementen op leningen aan de betrokken landen bleven ook daarna op hoge tot zeer hoge niveaus liggen. Duidelijk was dat indien het vertrouwen in de soliditeit van een debiteur is aangetast, het een buitengewoon moeizaam en tijdrovend proces is om dit weer in die mate terug te winnen dat de verlangde rendementen weer op het niveau van vóór die crisis liggen.
Opmerkelijk was voorts dat de leningen van recent tot de EU toegetreden lidstaten, hoewel ze veelal een lagere rating hadden, op gelijke rendementen werden verhandeld als leningen van de "mindere" oudere lidstaten. Zo werd op 6 september 2010 een lening van de Tsjechische Republiek (Moody's-rating A1) tot 2021 geëmitteerd op een rendement dat 0,11% lager lag dan dat van een vergelijkbare Italiaanse staatslening (rating Aa2). De staatsschuldquote van de Tsjechische Republiek was aanmerkelijk lager dan die van Italië, iets dat wel in het rendement doch niet in de rating tot uitdrukking kwam.
Naarmate Europese banken, met name Griekse, Portugese en Ierse banken, meer problemen ondervonden om hun liquiditeitsbehoefte op de interbancaire geldmarkt te dekken, wendden ze zich op steeds grotere schaal tot de ECB.

#### Effecten van de bezuinigingen
De forse bezuinigingsmaatregelen leidden in diverse landen tot een sterke daling van de binnenlandse bestedingen, hetgeen, mede via dalende belastingopbrengsten, de schuldquote nog deed verslechteren. Zo kromp de Ierse economie in het tweede kwartaal van 2010 onverwacht met 1,2%. In reactie hierop daalden de koersen van Ierse staatsleningen aanmerkelijk, en namen de prijzen van CDS'en op Ierse staatsleningen sterk toe. De problemen rond de Ierse overheidsfinanciën werden in hoge mate nog verergerd door de kosten van de steun aan Ierse banken, met name Anglo Irish Bank, die vrijwel als een bodemloze put werd beschouwd. Per eind september had de Ierse regering € 22,9 miljard uitgegeven aan Anglo Irish Bank. Op 30 september 2010 presenteerde de Ierse regering aanvullende steunmaatregelen (in de vorm van extra kapitaalsinjecties in Anglo Irish Bank en Irish Nationwide) die de totale kosten op circa € 45 miljard zouden brengen. In een worstcasescenario zou dit kunnen oplopen tot € 50 miljard. De extra uitgaven leidden tot een explosieve toename van het begrotingstekort: van 11% tot 32% van het GDP. De gevolgen voor de conjunctuur van de diverse bezuinigingen konden zeer fors zijn: zo waren de Griekse detailhandelsverkopen in december 2010 13,2% lager dan in december 2009. Verder bleek een deel van de Griekse bevolking zijn ongenoegen te uiten door zwart te rijden in het openbaar vervoer en tolheffing te saboteren.

### November 2010: crisis rond Ierse overheidsfinanciën en Ierse banken
Vanaf eind oktober 2010 leidden wederom opkomende zorgen over de financiën van de zwakkere eurolanden tot dalende koersen van hun staatsleningen en oplopende CDS-prijzen. Dit werd voornamelijk veroorzaakt doordat een aantal vooraanstaande analisten en beleggers hun twijfels uitspraken over de haalbaarheid van de diverse bezuinigingsplannen, die zouden leiden tot een sterke aantasting van de groei, hetgeen zou leiden tot aanmerkelijk lagere belastinginkomsten. De staatsschuld als percentage van het BNP zou daardoor gedurende meerdere jaren nog blijven stijgen. Voorts speelden minder vertrouwenwekkende uitlatingen van een Griekse politicus een rol. Ten slotte kan gewezen worden op plannen voor wijziging van het Verdrag van Lissabon, waarbij bij volgende steunoperaties van bestaande houders van staatsleningen een financieel offer gevraagd zou worden. De sterk dalende koersen van Ierse staatsleningen noodzaakten de Ierse regering tot een versnelde publicatie van de hoofdlijnen van de begroting voor 2011, met bezuinigingen van € 6 miljard. In de week van 8 november 2010 escaleerden de zorgen rond de Ierse overheidsfinanciën. EU-commissaris Rehn bezocht Dublin, doch ontkende dat een Iers beroep op het EFSF aanstaande was. De koersen van Ierse staatsleningen daalden zeer sterk; de rendementen stegen tot recordniveaus. Het rendement op de 10-jaars lening steeg van 7,94% op dinsdag 9 november tot 8,54% op woensdag 10 november. De koersen van Portugese staatsleningen daalden eveneens. De Franse president Sarkozy ondertekende de nieuwe pensioenwet. De ministers van Financiën van een aantal EU-lidstaten verklaarden op 12 november 2010 dat eventuele steunverlening aan Ierland door het EFSF niet gepaard zou gaan met een gedwongen bijdrage van zittende houders van staatsleningen. Hierop stegen de koersen van Ierse staatsleningen. Uit een enquête van Bloomberg bleek echter dat een groot aantal respondenten een default van eurozone-landen waarschijnlijk achtte: Griekenland 71%, Ierland 51%, Portugal 38%. De financiering van Ierse banken bleek echter problematisch te zijn: per eind oktober 2010 had men in totaal € 130 miljard bij de ECB geleend.
Medio november 2010 raakten de problemen rond Ierland in een (verdere) stroomversnelling. Opmerkelijk was dat de Ierse regering zich (aanvankelijk) op het standpunt stelde geen behoefte te hebben aan steun: men had genoeg liquide middelen om eerst medio 2011 nieuwe leningen te moeten aantrekken. De EU-lidstaten drongen echter aan op steun, met name om de Ierse banken te saneren. De vrees dat Portugal ook getroffen zou worden, was zichtbaar in een scherpe stijging van de tarieven die men op de geldmarkt moest betalen: voor 12-maands leningen 4,81% op 17 november 2010, wat op 3 november 2010 nog 3,26% was. De EU-regeringsleiders besloten op dinsdag 16 november 2010 een missie naar Ierland te sturen (met experts van de EC, de ECB en het IMF) die de problemen zou inventariseren.
Op donderdag 18 november 2010 verklaarde de Ierse regering zich bereid, steun te vragen ten bedrage van enkele tientallen miljarden euro's; men hoopte dat hiermee het vertrouwen van de markten zodanig zou terugkeren dat die lening niet nodig zou blijken te zijn. Besprekingen begonnen direct.
De steun zou overigens niet zozeer voor de Ierse staat bedoeld zijn, als wel bestemd om te worden doorgeleend aan Ierse banken. Bij de Ierse terughoudendheid om steun te vragen, kan opgemerkt worden dat Ierland eerst sinds 1922 (volledig) onafhankelijk is. Er werd regelmatig verwezen naar de in de Eerste Wereldoorlog gehanteerde slogan "We serve neither King nor Kaiser but Ireland". Deze financiële hulp zou nu juist voor een groot deel afkomstig zijn van het Verenigd Koninkrijk en Duitsland. De reden dat nu juist deze landen aandrongen op het aanvaarden van steun kan gezocht worden in de grote bedragen die banken in die landen aan Ierse banken geleend hadden: een default van Ierse banken zou tot grote problemen voor hun eigen banken leiden. Een tweede aspect betrof de (zeer lage) Ierse vennootschapsbelasting, waarmee men een groot aantal grote ondernemingen bewogen had zich in Ierland te vestigen: de Ierse regering vreesde dat van Europese zijde zou worden aangedrongen op een aanmerkelijke verhoging daarvan. Het besluit van de Ierse regering deze steun te aanvaarden, werd opgevat als een "inleveren" van de nationale soevereiniteit.
"Tussen de bedrijven door" bleek nog dat de Oostenrijkse regering de volgende termijn (ad € 190 miljoen) van het steunpakket aan Griekenland, in december uit te betalen, niet wilde vrijgeven omdat Griekenland over 2011 een hoger tekort zou gaan hebben dan in mei 2010 was afgesproken. Hierop stegen de prijzen van CDS'en op Griekenland zeer sterk.
Op zondag 21 november kondigde de Ierse regering aan een steunaanvraag te gaan doen. Reeds enkele dagen later kondigde men € 15 miljard aan bezuinigingen aan, met onder meer belastingverhogingen, een verlaging van het minimumloon en kortingen op uitkeringen. Opmerkelijk was dat de aankondiging van het Ierse reddingsplan niet tot effect had dat de koersen van Ierse staatsleningen daalden. (Bij de bail-out van Griekenland in mei 2010 was dit, hoewel slechts kortstondig, wel het geval geweest.)
Vanaf eind november 2010 werd met een zekere regelmaat geschreven over de vraag of het mogelijk en wenselijk zou zijn voor de zwakkere eurolanden, de euro te verlaten.
Op zondag 28 november 2010 werd bekend dat het reddingspakket voor Ierland € 85 miljard zou bedragen, waarvan € 67,5 miljard van het IMF en de EU, het European Financial Stability Fund, het EFSF en bilaterale leningen, en € 17,5 miljard van het eigen nationale pensioenfonds.
De te betalen rente zou afhankelijk zijn van de rente die het IMF zou hanteren bij het opnemen van termijnen ervan, plus een opslag die zou toenemen naarmate er meer geleend werd; indien het gehele bedrag in november 2010 zou zijn opgenomen zou de rente circa 5,80% hebben bedragen.

### Aanscherping voorwaarden voor steunverlening bij toekomstige reddingsoperaties
In dezelfde vergadering van de EU-ministers van Financiën van 28 november 2010 werd overeenstemming bereikt over het afdwingen van een bijdrage van zittende obligatiehouders bij volgende steunoperaties. Voor staatsleningen uitgegeven vanaf medio 2013 zouden gelijkluidende bepalingen worden geïntroduceerd, inhoudende dat met obligatiehouders collectief kan worden onderhandeld over een financieel offer bij herstructurering, tot verlaging ("haircut") van de hoofdsom toe. De steun voor Europese instellingen zou in rangorde voorgaan boven houders van staatsleningen. Deze bepalingen zouden kunnen worden ingeroepen indien het IMF en de EC zouden concluderen dat een EU-lidstaat, gelet op de omvang van de schulden, als insolvent zou moeten worden beschouwd.

### Toenemende zorgen om Portugal en Spanje
Vrijwel direct nadat over de steunoperatie voor Ierland overeenstemming bereikt was, verplaatste de (negatieve) belangstelling van de financiële markten zich naar Portugal en Spanje. De prijzen van CDS'en van deze landen liepen reeds op maandag 29 november duidelijk op. Aan het einde van die week herstelden de koersen van deze staatsleningen zich weer enigszins.

### December 2010: toenemende meningsverschillen; later enige ontspanning
In december 2010 was in steeds sterkere mate sprake van grote meningsverschillen over het te volgen beleid. Enerzijds was dit het geval binnen de ECB, waar men van mening verschilde over de vraag of doorgegaan moest worden met het opkopen van staatsleningen van de zwakkere eurolanden, nadat in de voorgaande weken per week tussen € 1 miljard en € 2 miljard per week was gekocht. Anderzijds verschilden de ministers van Financiën van de euro-lidstaten van mening of het EFSF (reeds dan) moest worden uitgebreid, aangezien verwacht werd dat bij een voortgaand beroep daarop het bestaande noodfonds van € 750 miljard te klein zou blijken te zijn. Voorts verschilde men van mening over de merites van het uitgeven van "euro-obligaties", waarbij landen gezamenlijk geld zouden lenen (en het rentetarief daarop dus voor de zwakkere landen voordelig, doch voor de sterkere landen nadelig zou zijn). Met name Duitsland was mordicus tegen uitbreiding van het EFSF. Op 16 december 2010 vergaderden de EU-regeringsleiders over een wijziging van het EU-verdrag dat het EFSF een permanente status zou moeten geven. Men bereikte overeenstemming; de verdragswijziging moest uiteraard nog door de parlementen van de lidstaten worden goedgekeurd. De omvang van het EFSF werd niet gewijzigd.
Reeds in het begin van 2011 bleek dat de bezorgdheid van beleggers niet was afgenomen: de koersen van Portugese staatsleningen daalden tot historische dieptepunten. Ook koersen van Belgische staatsleningen daalden, als gevolg van de politieke crisis aldaar. Halverwege januari 2011 trad een zekere verlichting in, mede als gevolg van het door de ECB opkopen van staatsleningen. Op het eind van januari 2011 trad een verdere ontspanning op, waar overigens geen concrete aanleiding voor aanwezig bleek aangezien er nog geen structurele oplossing voor de problemen leek te zijn: koersen van staatsleningen van perifere eurolanden stegen significant, en CDS-prijzen op die landen daalden. Het EFSF plaatste (met groot succes: de lening werd 9 × overtekend) een lening van € 5 miljard ten behoeve van de steunverlening aan Ierland.

### Uitbreiding EU-steunpakket in maart 2011
Op 11 t/m 13 maart 2011 bereikten de Europese regeringsleiders overeenstemming over de hoofdlijnen van een uitbreiding van het pakket steunmaatregelen:
- Griekenland kreeg een korting van 1% op de rente op de te verstrekken leningen, mits er voor € 50 miljard geprivatiseerd zou worden, en tevens als "beloning" voor de getroffen bezuinigingsmaatregelen.
- De uitbreiding van het EFSF werd definitief.
- Het EFSF kon ook rechtstreeks staatsleningen kopen (in plaats van het emitteren van leningen en het doorlenen van de opbrengst daarvan).

Ierland zag het verzoek tot verlaging van de rente niet gehonoreerd: de andere EU-lidstaten verlangden een substantiële verhoging van het Ierse vennootschapsbelastingtarief (op dat moment 12,5%, zijnde het laagste in de EU en voor vele grote ondernemingen een reden om zich in Ierland te vestigen), waartoe Ierland niet bereid was. ECB-president Trichet toonde zich matig tevreden met de maatregelen: hij had, blijkens uitlatingen tegen journalisten, er de voorkeur aan gegeven dat het EFSF ook de rol van de ECB bij het opkopen van bestaande leningen had overgenomen. (De ECB had op dat moment circa € 77 miljard aan leningen opgekocht, doch steeds aangegeven dit als een noodmaatregel te beschouwen die niet tot de taak van de ECB behoorde.) Commentatoren achtten de aan de bereikte overeenstemming ten grondslag liggende ramingen omtrent het Griekse begrotingsoverschot en BNP-groei optimistisch en meenden dat men hiermee het probleem slechts vooruitgeschoven had.

### Eind maart 2011: opnieuw toenemende zorgen over Portugal, uitmondend in verzoek om IMF- en EU-steun
Eind maart 2011 namen de zorgen over de staat van de Portugese overheidsfinanciën sterk toe. De Portugese regering viel over aangekondigde bezuinigingsplannen; de druk op Portugal om zich tot het EFSF te wenden nam toe. De ratings van Portugal werden in korte tijd sterk verlaagd; de koersen van Portugese staatsleningen daalden sterk. De (door de Portugese staat te betalen) rendementen stegen tot de hoogste niveaus sinds de invoering van de euro: het 5-jaars rendement steeg tot 9%. Begin april 2011 daalden de koersen van Portugese staatsleningen verder; een veiling van kortlopend papier slaagde slechts tegen zeer hoge prijzen. Op 6 april kondigde de Portugese regering aan zich tot het IMF en de EU te zullen wenden voor een steunpakket dat door analisten op dat moment geschat werd op circa € 75 miljard. Hierop herstelden de koersen zich weer enigszins, doch niet voor lang.
Het IMF waarschuwde in zijn World Economic Outlook van april 2011 dat de financiële positie van diverse Europese overheden zorgwekkend was, en kon overslaan op het bankwezen in andere landen in de eurozone:
Downside risks to the outlook continue to prevail. In the near term, continued strains in more vulnerable euro area sovereigns and banks pose a significant threat to financial stability and growth, as discussed in Chapter 1 of the April 2011 Global Financial Stability Report. This is mainly due to continuing weakness among financial institutions in many of the region’s advanced economies and a lack of transparency about their exposures. Financial institutions and sovereigns are closely linked, with spillovers occurring in both directions. Substantial cross-border linkages, as well as financial spillovers through higher risk aversion and lower equity prices, could generate a slowdown in growth and demand that would hinder the regional and global recoveries.
Op 4 mei 2011 werd bekend dat Portugal met de Europese Commissie, de ECB en het IMF een steunpakket van € 78 miljard was overeengekomen, in ruil voor (verdergaande) bezuinigingen en privatiseringen.

### April 2011 en daarna: zorg over mogelijke "debt restructuring" van Griekse staatsleningen, uitmondend in akkoord
Vanaf april 2011 werd steeds meer rekening gehouden met de mogelijkheid van een "debt restructuring": een sanering van staatsschulden van Griekenland, Ierland en Portugal. Hierbij werden diverse scenario's voor mogelijk gehouden, die alle tot gevolg hadden dat de contractueel vastgelegde betalingen van bestaande staatsleningen verlaten zouden worden, uiteraard steeds in het nadeel van de houders van die staatsleningen. Dit zou een inbreuk op de contractuele verplichtingen betekenen, doch de houders van die staatsleningen zouden (naar aangenomen werd) weinig keus hebben: de juridische afdwingbaarheid zowel als het feitelijke verhaal van hun vorderingen zou problematisch kunnen zijn.
De volgende mogelijkheden werden genoemd:
- Het verlagen van het nominal bedrag van de lening ("haircut");
- Het verlengen van de looptijd van de lening, met behoud van de bestaande coupon;
- Het verlagen van de coupon van de lening;
- Een combinatie van deze mogelijkheden, met name van de laatste twee.

De directe aanleiding voor deze zorgen was de omstandigheid dat de vanaf 2013 door het Europees Stabiliteitsmechanisme te verstrekken leningen in rangorde boven bestaande staatsleningen zouden worden gesteld, alsmede dat in Europees verband was besloten om in de leningsvoorwaarden (van staatsleningen van alle landen in de eurozone) bepalingen op te nemen omtrent onderhandelingen met een collectiviteit van schuldeisers, waarbij een met een meerderheid daarvan bereikte overeenstemming opgelegd kon worden aan de overige crediteuren ("collective action clauses"). Een verdere aanleiding was gelegen in de inmiddels opgedane ervaringen met de steunpakketten voor Griekenland en Ierland: die hadden niet tot een (blijvende) verlaging van de door deze landen te betalen rentetarieven geleid.
Uiteraard wordt tot een dergelijke herstructurering slechts in uiterste noodzaak overgegaan: de houders van bestaande staatsleningen lijden een dermate groot verlies dat de bereidheid van beleggers, nieuwe staatsleningen te kopen gedurende een aanmerkelijke periode is aangetast.

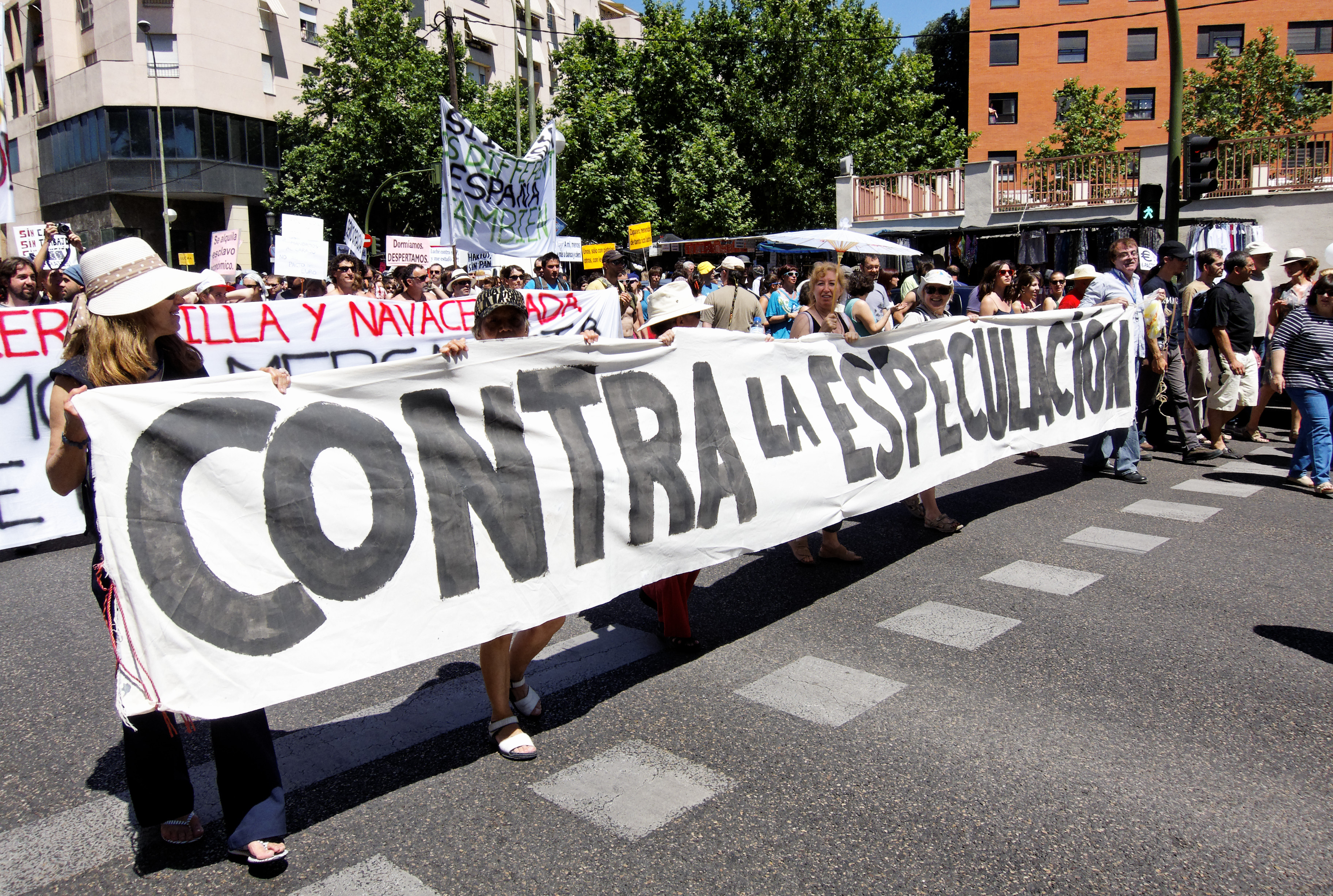
Demonstratie in Madrid, juni 2011

Medio april 2011 nam de crisis in intensiteit toe. De onmiddellijke aanleiding waren uitspraken van twee Duitse ministers (gevolgd door een Bundesbank-functionaris en een adviseur van bondskanselier Merkel), erop neerkomende dat men geen bezwaar had tegen een "vrijwillige schuldsanering" van Griekse staatsschulden. Hierop daalden koersen van met name Griekse staatsleningen (doch ook Ierse, Portugese en Spaanse) zeer sterk. Opmerkelijk was dat de ECB geen steunaankopen deed. In Spanje ontstond een protestbeweging, bekend als "15-M", naar de datum waarom deze van start ging (15 mei).
Op vrijdag 3 juni 2011 werd bekend dat Griekenland een principe-akkoord had bereikt over de uitbetaling van de volgende tranche van het bestaande steunpakket, alsmede over een volgend steunpakket, onder "strikte voorwaarden". In de week daarop bleek echter dat dit akkoord nog diverse vragen onbeantwoord liet. Met name de vraag of van "private" crediteuren (met name banken) een financieel offer gevraagd diende te worden, en welke vorm dit moest aannemen, leidde tot felle discussies tussen diverse betrokkenen. Met name tussen de Duitse regering en de ECB bleken grote meningsverschillen te bestaan.
Op woensdag 29 juni nam het Griekse parlement met een krappe meerderheid (155 stemmen voor, op 298 uitgebrachte stemmen) bezuinigingsvoorstellen van in totaal € 28 miljard aan; de uitslag bleef in feite tot de stemming zelf onzeker. Tijdens de parlementaire behandeling vonden (soms ernstige) rellen plaats. Met dit besluit leek de weg vrij voor de uitbetaling van de volgende tranche van € 12 miljard van het eerste noodpakket: zonder dit bedrag, zo werd algemeen aangenomen, zou de Griekse overheid medio juli geheel zonder geld zitten. Franse banken en de Franse regering presenteerden een (vrij complex) plan voor de invulling van die "vrijwillige medewerking" dan onder meer voorzag in een vervangen van de helft van vervallende staatsleningen door leningen voor 30 jaar, met een coupon die deels afhankelijk was van de toekomstige groei van het Griekse GDP. Het plan werd in de financiële markten gematigd positief ontvangen, doch betwijfeld werd of dit een oplossing zou bieden voor het probleem dat Griekenland in feite insolvent was. Op 30 juni werd een uitvoeringswet aangenomen, tevens omvattende de fiscale plannen voor 2012 - 2015.

### Juli 2011

#### Ratingverlaging Portugal
Op 5 juli 2011 verlaagde Moody's de rating van Portugal met vier "notches" tot beneden "investment grade". Dit leidde tot een golf van verkopen van Portugese staatsleningen. (Ook Ierse staatsleningen daalden sterk.) Op de financiële markten ontstond de vrees dat Portugal genoodzaakt zou worden een tweede steunpakket aan te vragen, en dat alsdan op houders van Portugese staatsleningen druk zou worden uitgeoefend om eveneens mee te werken aan een vrijwillige verlenging van bestaande leningen. Een dergelijk scenario werd ook voor Ierland mogelijk geacht; zelfs ten aanzien van Italië en Spanje werden beginnende twijfels geuit. In de loop van juli namen deze zorgen toe, hetgeen leidde tot aanmerkelijke koersdalingen van Spaanse en Italiaanse staatsleningen. De Italiaanse regering presenteerde een pakket bezuinigingen van € 42 miljard, dat opmerkelijk snel door het parlement werd aangenomen.

#### Ratingverlaging Italië
Door ongelukkige uitspraken van premier Berlusconi van Italië tijdens een politieke ruzie binnen de regering, zakte het vertrouwen van de beleggers in Italië en paste de kredietbeoordelaar Moody's de kredietstatus van Italië naar beneden aan. In reactie hierop heeft het Italiaanse parlement versneld bezuinigingsmaatregelen ingevoerd om het vertrouwen terug te winnen.

#### 21 juli: Europees topberaad
Op 21 juli 2011 bereikten de zeventien lidstaten van Economische en Monetaire Unie overeenstemming over een nieuw pakket van 109 miljard euro dat tot 2014 aan Griekenland ter beschikking wordt gesteld. Het bedrag komt zowel ten laste van de gezonde eurolanden, het Internationaal Monetair Fonds alsook private partijen, zoals banken, verzekeringsmaatschappijen en pensioenfondsen. Ook is afgesproken dat het noodfonds voor de euro (het EFSF) flexibeler zal worden ingezet. Zowel Griekenland, Ierland als Portugal kunnen voortaan tegen een laag tarief van 3,5 tot 4% lenen. De looptijd van de Griekse leningen zal tot 15 jaar worden verlengd. Al met al betekenen de maatregelen een verlichting van de Griekse staatsschuld zonder dat er van een 'event of default' sprake is. Daarnaast kunnen in het kader van de EFSF voortaan staatsobligaties worden opgekocht van andere landen, die in de toekomst mogelijk nog in problemen kunnen gaan komen.
De Nederlandse premier Rutte toonde zich ingenomen met het resultaat. Hij sprak van goed nieuws voor de Nederlandse spaartegoeden en pensioenen. Hij was met name verheugd dat de private partijen een deel van de financiering voor hun rekening nemen. Ook staat Nederland achter het initiatief om in overleg te treden met het Europees Parlement over strengere maatregelen tegen landen die zich in onvoldoende mate aan de begrotingsregels van de Europese Unie houden.
De wijze waarop de financiële sector (voor circa € 37 miljard) zou bijdragen (waarbij werd gesteld dat Griekenland een "exceptional and unique solution" vergde) bleef tamelijk vaag: een grote Zwitserse bank noemde dit "amorphous". Analisten wezen er op dat dit niet betekende dat de private sector Griekenland een dergelijk bedrag zou "schenken", doch dat dit de vermoedelijke omvang was van het bedrag aan Griekse staatsleningen dat "doorgerold" zou worden. Een analist kwam tot de conclusie dat de netto-bijdrage van de financiële sector op € 4,2 miljard geraamd kon worden. Voor het probleem van de "selective defaults" leek een oplossing gevonden te zijn. Het resultaat werd door de financiële markten in hoofdzaak positief ontvangen; de markten wezen er echter op dat voor een succes op langere termijn een sterke groei in de perifere landen noodzakelijk bleef alsmede dat de extra activiteiten van het EFSF tot een verzwaring van de garanties van de sterkere eurolanden leidden, en daarmee uiteindelijk tot mogelijke extra lasten voor die landen. CDS'en op Griekenland daalden op 22 juli met circa 500 bp. De aanvankelijke euforie begon echter reeds in de middag van vrijdag 22 juli weg te ebben.

### Vanaf augustus 2011: Hernieuwd opkopen van staatsleningen door ECB; vertraging in besluitvorming
Een scherpe daling van de koersen van Italiaanse en Spaanse staatsleningen in de loop van juli 2011 leidde ertoe dat de ECB vanaf begin augustus op opmerkelijk grote schaal staatsleningen, vooral Italiaanse, ging opkopen. Dit leidde eerst tot een grote koersstijgingen (het rendement van 10-jaars Italiaanse en Spaanse staatsleningen daalde op 8 augustus met circa 100 basispunten), doch in de weken daarna liep het rendement, ondanks vrijwel dagelijkse steunaankopen, weer merkbaar op. De in juli in allerijl door de Italiaanse regering gepresenteerde bezuinigingsplannen van € 45 miljard werden meerdere keren herzien, waarbij het eindbedrag iedere keer lager werd; enkele dagen later werd echter een pakket van € 54 miljard gepresenteerd en door de Senaat aangenomen. Medio september nam ook het Huis van Afgevaardigden het voorstel aan.
De problemen rond Griekenland werden in de loop van augustus steeds complexer. Het programma voor de omwisseling van Griekse staatsleningen, waarbij banken een "substantiële" bijdrage zouden moeten leveren aan de sanering van de Griekse overheidsfinanciën, bleek in uitgewerkte vorm tamelijk complex. Voorts bleek Finland slechts genegen tot medewerking aan de tweede steunpakket indien Griekenland zekerheid zou stellen voor de te verstrekken leningen. Dit leidde tot ongenoegen en vertraging in de uitwerking. Een commissie van het Griekse parlement rapporteerde op 1 september 2011 dat de Griekse budgettaire situatie "rampzalig" was; de voorzitter van deze commissie trad daags erop af nadat de minister van Financiën had verklaard dat de commissie geen enkel begrip van economie had. De privatisering van Griekse staatseigendommen bleek reeds vertraging te ondervinden.
Het aankopen van (met name Italiaanse) staatsleningen bleek intussen slechts ten dele effect te sorteren: het kon niet verhinderen dat er regelmatig dagen (of delen van dagen) met forse koersdalingen plaatsvonden. Dit beleid bleek binnen de top van de ECB tot (zeer) grote conflicten te hebben geleid: op 9 september nam bestuurslid Jürgen Stark onverwacht ontslag, naar algemeen werd aangenomen omdat hij zich hiermee niet kon verenigen.
De (theoretische) rendementen Griekse staatsleningen namen, overigens zonder omzet van betekenis, toe tot volstrekt ondenkbare niveaus: zo zou een nog zes maanden lopende lening op 13 september 2011 een rendement hebben (uitgaande van de veronderstelling dat op de aflossingsdatum hoofdsom en rente inderdaad ontvangen zouden worden) van ruim 170%.
In september 2011 nam de druk gestaag toe: de uitwerking van de besluiten van de eurotop van 21 juli bleek moeizaam te gaan. De mogelijkheid van een "beheerst faillissement" van Griekenland werd niet meer als "ondenkbaar" of "uitgesloten" beschouwd, ook niet door (diverse) politici. Een overleg van de eurogroep (de Europese ministers van Financiën) op 16 september leidde niet tot een uitweg uit de diverse patstellingen. De algehele toename van de spanning op de kapitaalmarkten kwam tevens tot uiting in de stijging van CDS-prijzen: die op Italië stegen tot boven 500 basispunten. De kans op een faillissement van Griekenland werd steeds meer als reëel beschouwd. In het weekend van 24 en 25 september werden plannen aangekondigd voor een zeer omvangrijke uitbreiding van het EFSF. Hierna trad een zekere ontspanning in. Diverse parlementen keurden de uitbreiding (van juli 2011) van het EFSF goed. De uitbetaling van de oktober-tranche van het eerste Griekse steunpakket ad € 8 miljard bleef onzeker; de inspecteurs van ECB, EU en IMF hadden medio september hun werk opgeschort en kwamen eerst eind september weer terug doch vonden toen de toegang tot diverse ministeries geblokkeerd door demonstrerende Griekse ambtenaren.

### 7 oktober 2011: Zwitserland stelt een maximumkoers voor de Zwitserse frank vast
De Zwitserse economie heeft veel last van de hoge koers van de Zwitserse frank die als vluchthaven wordt gebruikt door beleggers. De Zwitserse centrale bank zal nu onbeperkt euro's opkopen met nieuwe gedrukte Zwitserse franken om de koers op maximaal 1,20 € voor een euro te beperken. Sindsdien is de balans van de centrale bank een stortplaats voor euro's geworden. In januari 2015 liet de Zwitserse centrale bank onverwacht deze koppeling los waardoor de koers van de munt sterk steeg.

### Oktober 2011: verdere verdieping van de crisis; besluit tot kwijtschelding van deel schulden
In oktober 2011 verdiepte de crisis zich verder. De Frans-Belgische groep Dexia bleek ernstige liquiditeitsproblemen te ondervinden en kreeg wederom staatssteun (wat in 2008 ook al gebeurd was). Circa € 100 miljard aan dubieuze leningen zouden worden ondergebracht in een "bad bank"; de Belgische regering nam de Belgische retail-tak over voor € 4 miljard; de Belgische, Franse en Luxemburgse regering verstrekten in totaal € 90 miljard aan garanties. De Franse president Sarkozy en de Duitse bondskanselier Merkel kondigden begin oktober aan, eind oktober een veelomvattend plan voor de definitieve oplossing van de crisis te zullen presenteren, doch verschaften nog geen details. Enkele dagen later presenteerde EU-commissievoorzitter Barroso eveneens een als alles omvattend en definitief bedoeld plan. Geruchten over een voorgenomen afwaardering van Griekse staatsleningen werden steeds vaker vernomen. Scheidend ECB-president Trichet sprak op 10 oktober 2011 van een "systemische dimensie" van de crisis:
The crisis has reached a systemic dimension. Sovereign stress has moved from smaller economies to some of the larger countries. The crisis is systemic and must be tackled decisively.
De procedure van parlementaire goedkeuring van de uitbreiding van het EFSF werd op 13 oktober 2011 afgerond, toen het Slowaakse parlement dit alsnog goedkeurde, nadat een der oppositiepartijen twee dagen eerder door toen tegen te stemmen de regering ten val had gebracht.

### Uitgebreid EU-topberaad eind oktober 2011; G20 begin november 2011
Eind oktober 2011 werd in diverse Europese gremia herhaald en uitgebreid vergaderd. De onmiddellijke aanleiding was het Trojka-rapport dat waarschuwde dat de Griekse economie zodanig verslechterd was dat zonder (omvangrijke) kwijtschelding van schulden tot in lengte van jaren steun nodig zou zijn:
The assessment shows that debt will remain high for the entire forecast horizon. While it would decline at a slow rate given heavy official support at low interest rates (through the EFSF as agreed at the July 21 Summit), this trajectory is not robust to a range of shocks. Making debt sustainable will require an ambitious combination of official support and private sector involvement (PSI). Even with much stronger PSI, large official sector support would be needed for an extended period.In this sense, ultimately sustainability depends on the strength of the official sector commitment to Greece.
Overlegd werd met name over een kwijtschelding van Griekse schulden, waarbij 60% genoemd werd: ook de bijdrage van de private sector zou deze omvang moeten krijgen. Als gevolg van een dergelijke schuldreductie zouden Europese banken extra kapitaal moeten aantrekken, waarvoor een bedrag van € 100 miljard genoemd werd. De discussie (met name tussen Duitsland en Frankrijk) spitste zich toe op de vraag welke rol het EFSF hierbij zou moeten hebben. Voor de vormgeving van de uitbreiding van de omvang van het EFSF werden tamelijk complexe varianten bedacht. Op Italië werd druk uitgeoefend om eerder toegezegde (en door het parlement besloten) bezuinigingen te concretiseren.
In de nacht van 26 op 27 oktober 2011 werd na 8 uur vergaderen door de regeringsleiders van de eurozone een akkoord bereikt. De Griekse staatsschulden (voor zover in handen van de private sector) zouden met 50% gekort worden; het EFSF werd "geleveraged" tot € 1000 miljard; de institutionele structuur zou versterkt worden; het eigen vermogen van de Europese banken zou met € 106 miljard versterkt moeten worden. De reacties op de financiële markten waren aanvankelijk positief, doch niet van lange duur: een emissie van Italiaanse staatsleningen op vrijdag 28 oktober was niet echt een succes. Enkele dagen later, op 31 oktober 2011, kondigde de Griekse regering (geheel onverwacht) een referendum over het steunpakket en de daarmee samenhangende bezuinigingen aan. Dit leidde tot een forse commotie op de financiële markten en ongenoegen bij de Europese regeringsleiders. Op 3 november liet de Griekse premier dit plan weer varen, nadat de EU en het IMF de uitbetaling van verdere steun opschortten.
Bij de vergadering van de G20 op 3 en 4 november 2011 bleken de niet-Europese landen niet genegen om de EU de omvangrijke hulp te geven waarop de EU gehoopt had. Italië accepteerde (onder grote druk) toezicht van het IMF bij het doorvoeren van bezuinigingen.
De Griekse regering en de oppositiepartij ND bereikten op 6 november overeenstemming over het vormen van een overgangsregering die vervroegde verkiezingen zou uitschrijven. Eerst na meerdere dagen onderhandelen werd overeenstemming bereikt over de benoeming van voormalig ECB-bestuurder Lucas Papademos tot premier. Op 18 november 2011 presenteerde de nieuwe Griekse regering een begroting waarin een afname van het begrotingstekort werd verwacht van 9% in 2011 tot 5,4% in 2012, met name op basis van de beide steunpakketten van de EU en van het IMF. Onderhandelingen met de private crediteuren over de vormgeving van de "haircut" van 50% leidden nog niet tot resultaat.

### 8 tot 16 november 2011 en later: regeringscrisis in Italië
Op 8 november 2011 kondigde de Italiaanse premier Berlusconi aan te zullen aftreden zodra de (reeds enkele maanden eerder aangekondigde) bezuinigingen door het parlement zouden zijn aangenomen. De dag erop stortten Italiaanse staatsleningen volledig in, met koersdalingen van circa 4% in enkele uren: het rendement op 10-jaars leningen steeg rond het middaguur tot ruim 7,45%. Later op de dag trad, door omvangrijke steunaankopen van de ECB, een zeker herstel op. De dagen erna herstelden Italiaanse staatsleningen zich weer grotendeels, op het vermoeden dat nu een regeringswisseling afgedwongen zou kunnen worden. Dit bleek, na enkele dagen van onzekerheid en geruchten, het geval te zijn: het Italiaanse parlement nam de bezuinigingsvoorstellen aan (de Senaat op 11 november, het Huis van Afgevaardigden op 12 november); direct hierna trad Berlusconi af om plaats te maken voor Mario Monti, voormalig EU-commissaris. Deze presenteerde op woensdag 16 november een kabinet dat geheel uit niet-politici bestond, en waarin hijzelf zowel premier als minister van Financiën was. Op de financiële markten had dit slechts een zeer kortstondig positief effect: de ECB moest frequente en omvangrijke steunaankopen blijven doen om het rendement op 10-jarige Italiaanse staatsleningen niet boven 7% te laten stijgen. De door de Italiaanse regering aan het eind van de week gepresenteerde begroting leidde tot demonstraties. Op 23 november trad een nieuwe fase in toen zelfs Duitsland moeite had om kapitaal aan te trekken., waarbij gelijktijdig ook de Nederlandse rente sterk opliep. Op 25 november werden de ratings van Portugal, Hongarije en België verlaagd.
De eerste dagen van december 2011 trad een duidelijke ontspanning op, naarmate sprake leek van een toenadering tussen Duitsland en Frankrijk over de wenselijkheid van een verscherpt toezicht op de begrotingsdiscipline van de lidstaten en de (centrale) rol van de Europese Commissie en de (ondersteunende) rol van de ECB daarbij.

### België
De rente op de Belgische staatsleningen liep hoog op door het ongeduld van internationale beleggers wegens de langdurige regeringsformatie. De kredietstatus werd verlaagd, net op het moment dat een regeringsakkoord werd bereikt. Bij de laatste uitgifte van staatsleningen voor de internationale beleggingsmarkt, liep de rente op tot 5,5%. Daarnaast werden echter ook kasbons voor het publiek uitgeven. Aftredend premier Leterme deed een oproep aan de Belgen om het land te ondersteunen door deze kasbons te kopen. Dit is een groot succes geworden. Hierbij werd 5,7 miljard euro opgehaald aan een relatief lage rente rond 4%. Door dit signaal van vertrouwen in de eigen economie aan de internationale beleggers, is de rente op Belgische staatsobligaties aanzienlijk gedaald.

### Ook problemen buiten de eurozone
Ook Europese landen met hoge schulden buiten de eurozone hebben het vertrouwen van de beleggers verloren. Hongarije heeft grote schulden en heeft hulp bij het IMF en Europa gevraagd. Veel hypotheken werden in euro's afgesloten, maar door de devaluatie van de lokale munt zijn die onbetaalbaar geworden. Met een wet werden deze hypotheken verplicht omgezet in de lokale munt. Europese banken lijden hierdoor veel schade.
Het Verenigd Koninkrijk heeft naar verhouding ongeveer net evenveel staatsschulden als Griekenland opgebouwd. De regering heeft echter tijdig zware bezuinigingen uitgevoerd waardoor het vertrouwen van de beleggers is behouden en de rente laag is gebleven. Door de overheidsbezuinigingen is er echter nauwelijks groei meer en zijn extra bezuinigingen nodig. De verwachte termijn voor het budgettair evenwicht is nu verschoven van vijf jaar naar zeven jaar.

### De staatsschuldencrisis ook buiten Europa
Naast Europa, hebben de meeste westerse landen en Japan grote staatsschulden opgebouwd. De tot nu toe gebruikte stimuleringsmaatregelen (lage rente, belastingsverminderingen, extra overheidsuitgaven en geld bijdrukken (quantitative easing)) om de consumptie te verhogen, hebben weinig of geen effect meer. Door deze maatregelen worden de schulden alleen maar groter. De Europese staatsschuldencrisis is een onderdeel van een wereldwijde krediet/schuldencrisis.

### Eurotop 8 en 9 december 2011
Op de eurotop van 8 en 9 december werd (na circa 10 uur vergaderen) overeenstemming bereikt over een nieuw verdrag (alleen tussen de zeventien landen van de eurozone, waar de andere tien landen zich bij konden aansluiten), met als doel een aanzienlijk strengere begrotingsdiscipline: men diende de eis van een sluitende begroting in de nationale grondwet op te nemen; sancties bij overschrijding zouden zo veel mogelijk automatisch zijn. Het Hof van Justitie zou erop kunnen toezien. Het zijn echter wel de eurolanden zelf die landen die de regels overtreden voor de rechter moeten brengen. Tevens werd de inwerkingtreding van het ESM "naar voren gehaald" tot juli 2012. Hiermee werd een in principe verstrekkende stap gezet: tot dan toe was de begroting de vrijwel exclusieve bevoegdheid van iedere lidstaat geweest, terwijl de in het Verdrag van Maastricht voorziene sancties nooit waren opgelegd. De vraag rees echter wel, of op nationaal niveau vereiste goedkeuringen (door de nationale parlementen of in referenda) nog belemmeringen zouden kunnen opwerpen.

### December 2011: € 489 miljard driejaars-leningen van de ECB aan het bankwezen
Op 21 december 2011 wees de ECB € 489 miljard toe aan driejaars-leningen aan een groot aantal Europese banken, tegen een rente die gelijk was aan de refi rate gedurende de looptijd (in december 2011 was dit 1,00%). Dat deze faciliteit zou worden verstrekt, was al enkele weken bekend: de ECB had dit aangekondigd enkele dagen na de eurotop van 8/9 december 2011. De bedoeling was dat banken dit zouden gebruiken voor de aanschaf van (vooral Italiaanse en Spaanse) staatsleningen; het vermoeden werd geuit dat op de banken druk was uitgeoefend om dit te doen, doch onduidelijk was toen nog of het beoogde effect bereikt zou worden. Bij het bedrag van € 489 miljard dient opgemerkt te worden dat dit deels diende ter vervanging van aflopende eerdere faciliteiten. De banken konden zo risicoloos korte staatsleningen van hun land kopen, waardoor de korte rentes van de Zuid-Europese staten sterk ging dalen.

### Succesvolle uitgifte Italiaanse staatsobligaties
Op 28 december 2011 plaatste Italië voor negen miljard euro aan staatsobligaties tegen 3,25% rente. Dat is de helft van de 6,5% rente die een maand eerder nog betaald moest worden. Een emissie van 10-jaars obligaties op 29 december was met een rendement van 6,98% een duidelijk minder succes.

### Januari 2012: voortslepende onderhandelingen over Griekse schulden; sterke koersdalingen Portugese staatsleningen
In januari 2012 werd voortdurend< verder onderhandeld over de sanering van de Griekse staatsschuld. Niet alleen was de omvang van de bijdrage van de private sector een punt, naarmate de tijd verstreek werd steeds meer druk uitgeoefend op de ECB om ook een deel van de vorderingen op Griekenland te schrappen. In de tweede helft van januari 2012 daalden Portugese staatsleningen sterk in koers op toenemende zorgen van beleggers: het herstel van de Portugese economie liet ernstig te wensen over (ook door de omvang van de opgelegde bezuinigingen) zodat de schuldquote alleen maar toenam. De kans dat houders van Portugese staatsleningen binnen afzienbare tijd ook met een "haircut" zouden worden geconfronteerd werd gestaag groter geacht. Eind januari lag het rendement van de tienjarige Portugese staatslening, ondanks steunaankopen door de ECB, op ruim 16%. (De dagen erop trad een zeker herstel in, tot circa 14%.)

### Februari 2012: Tweede Griekse steunpakket en tweede LTRO
Op 20 februari is bij een Europese top van ministers van Financiën, na eerdere pogingen in de maand een definitief akkoord gegeven voor een steunpakket van 130 miljard euro aan Griekenland. Dit zal in tranches uitbetaald worden en is afhankelijk van het stipt volgen van de Europese afspraken. Daarnaast is toegezegd dat de banken 100 miljard euro zullen afschrijven op hun obligaties.
Er werd na 13 uur vergaderen een complex compromis bereikt: Griekenland zou in beginsel het tweede steunpakket van € 130 miljard krijgen, mits tot aanvullende bezuinigingen werd besloten en ook eerder aangekondigde maatregelen daadwerkelijk uitgevoerd werden; de private crediteuren gingen akkoord met een verdere "haircut" dan eerder afgesproken, en de (formeel nog steeds vrijwillige) medewerking van de private crediteuren zou afgedwongen kunnen worden. Bij deze onderhandelingen werd uitgegaan van ramingen die er in voorzagen dat de Griekse staatsschuldquote in 2020 zou uitkomen op 120,5%, doch in een strikt vertrouwelijk doch uitgebreid uitgelekt rapport van de "trojka" werd gesteld dat bij een tegenvallende ontwikkeling dit circa 160% zou kunnen zijn. De ECB en de nationale centrale banken zouden worden ontzien, doch de toekomstige koerswinsten (het verschil tussen de aflossing tegen 100% en de door hen betaalde aankoopkoers) en de coupons zouden door hen worden uitgekeerd aan hun aandeelhouders (de nationale overheden) die dit dan naar eigen inzicht konden besteden. Tevens werd besloten over te gaan tot strengere controle op de besteding van de steun: er zou een "permanente aanwezigheid" van controleurs zijn, en een deel van de steun zou in een speciaal fonds gestort worden waaruit betalingen aan crediteuren gedaan zouden worden. De vereiste wetgeving werd reeds op dinsdagavond bij het Griekse parlement ingediend: men diende in luttele dagen een uitgebreid pakket aan maatregelen aan te nemen: onder andere verlaging van minimumloon en pensioenen, hervorming van het belastingstelsel en liberalisering van een groot aantal beroepen. Een deel van deze maatregelen was overigens reeds (veel) eerder door de Griekse regering toegezegd. Voorts zou in de grondwet worden vastgelegd dat betaling van crediteuren voorrang had boven bekostiging van overheidsdiensten. Op 29 februari wees de ECB € 530 miljard toe op de tweede 3-jaars LTRO, waar 800 banken op hadden ingeschreven.

### Afwaardering Griekse staatsobligaties
Er werd een akkoord bereikt dat de banken (formeel) vrijwillig een 53,5% afwaarderen op de nominale waarde van de Griekse staatsobligaties. Deze PSI (Private Sector Involvement) werd uitgevoerd in de vorm van een inruilbod waarop beleggers (banken) zich vrijwillig kunnen inschrijven. De obligaties werden ingeruild tegen nieuw uit te geven Griekse staatsleningen met looptijden van 11 tot 30 jaar (samen 31,5%) en een lage doch in de loop der tijd iets stijgende rente, en kortlopende obligaties voor 15% van de nominale waarde ten laste van het EFSF. Aan de Griekse staatsleningen waren warrants gekoppeld die een uitkering zouden doen indien de Griekse economie in de toekomst voldoende zou groeien. De Griekse wetgeving werd aangepast: er werden -met terugwerkende kracht!- collective action clauses aan de leningsvoorwaarden toegevoegd. De beleggers dienden zich voor 9 maart uit te spreken omtrent hun instap. De omruil zou dan op 12 maart uitgevoerd worden voor de obligaties uitgegeven onder Grieks recht, en op 5 en 6 april voor de obligaties onder Japans en Engels recht.
De afwaardering was een succes met ongeveer 85% van de obligatiehouders die mee deden. Daar er meer dan driekwart van het kapitaal mee deed, kon ook nog eens 11% van de overblijvende obligatiehouders verplicht worden om mee te doen. In marktwaarde waren de obligaties al onder de 50% van de nominale waarde gedaald. Op die basis leden de obligatiehouders geen of weinig verlies met de inruil.
De toezichthouder ISDA (International Swaps and Derivatives Association) bepaalde dat de gang van zaken rond de schuldsanering als een "credit event" diende te worden beschouwd, waardoor de op Griekse staatsleningen afgesloten credit default swaps (CDS-contracten; verzekeringen tegen faillissementen) tot uitbetaling dienden te komen. Op 19 maart vond een veiling plaats ter bepaling van de "restwaarde" van (oude) Griekse staatsleningen: deze bleek op 21,5% te liggen. De koersvorming van de nieuwe Griekse staatsleningen gaf aan dat beleggers nog niet overtuigd waren dat de Griekse overheidsfinanciën deugdelijk gesaneerd waren: de rendementen liepen, na enkele dagen, van 20% (voor de 10-jaars lening) tot 16,5% (voor de 30-jaarslening). De waarde van de warrants was nagenoeg nihil.
Bij de herstructurering van de Griekse staatsschuld bleek dat de ECB voor zichzelf (en de nationale centrale banken die feitelijk het opkopen van staatsleningen deden) een uitzonderingspositie had bedongen: men wenste niet mee te werken aan het afschrijven op de Griekse staatsleningen.

### Begin april 2012: wederom toenemende zorgen omtrent Spanje

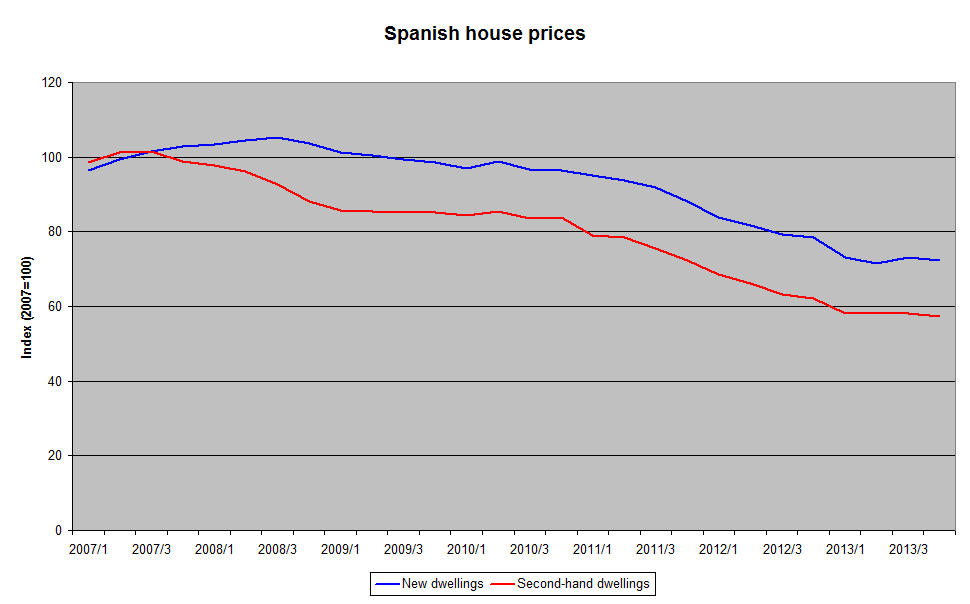
Spaanse huizenprijzen vanaf 2007

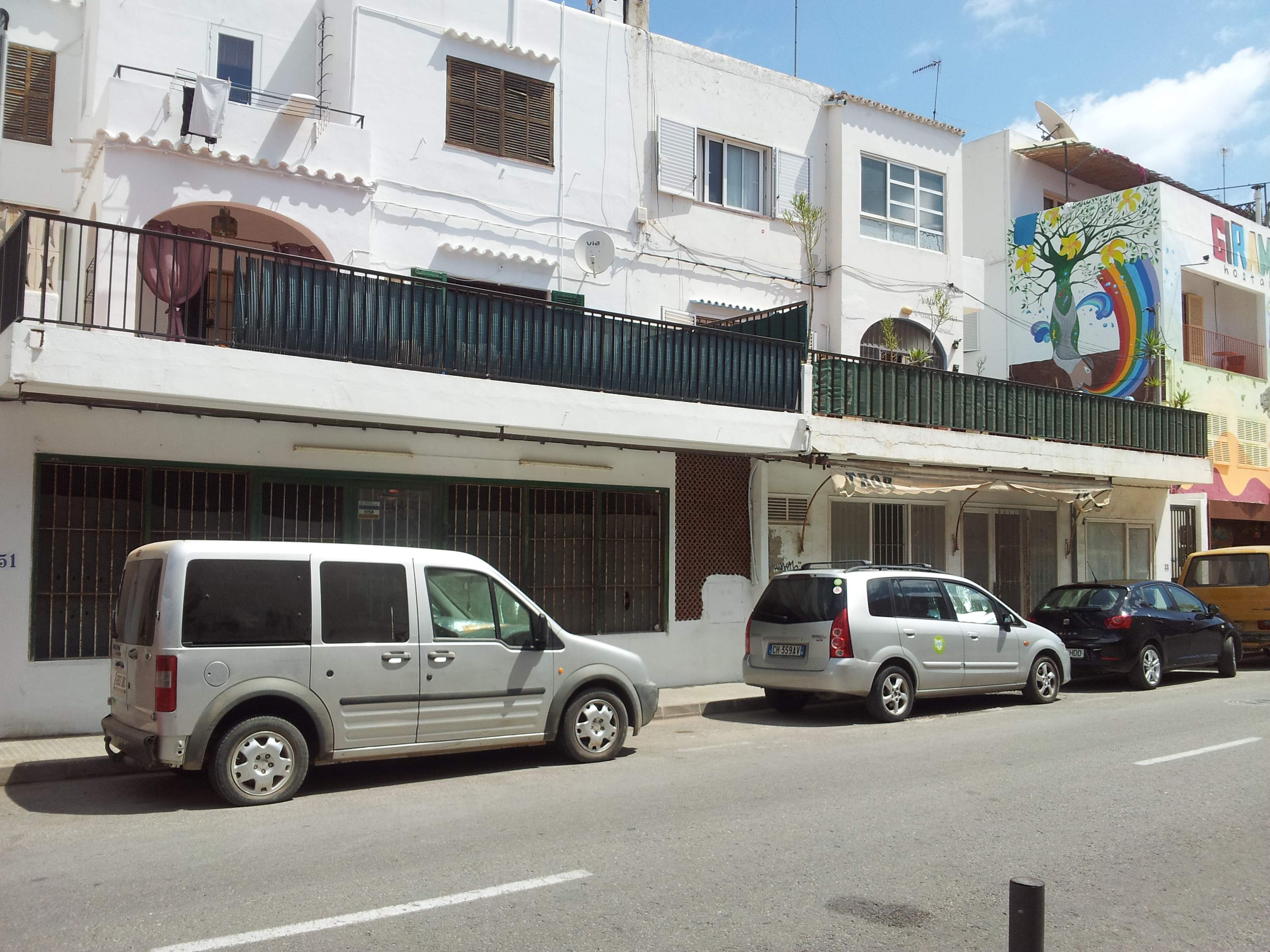
Gesloten winkels in Ibiza, juli 2012

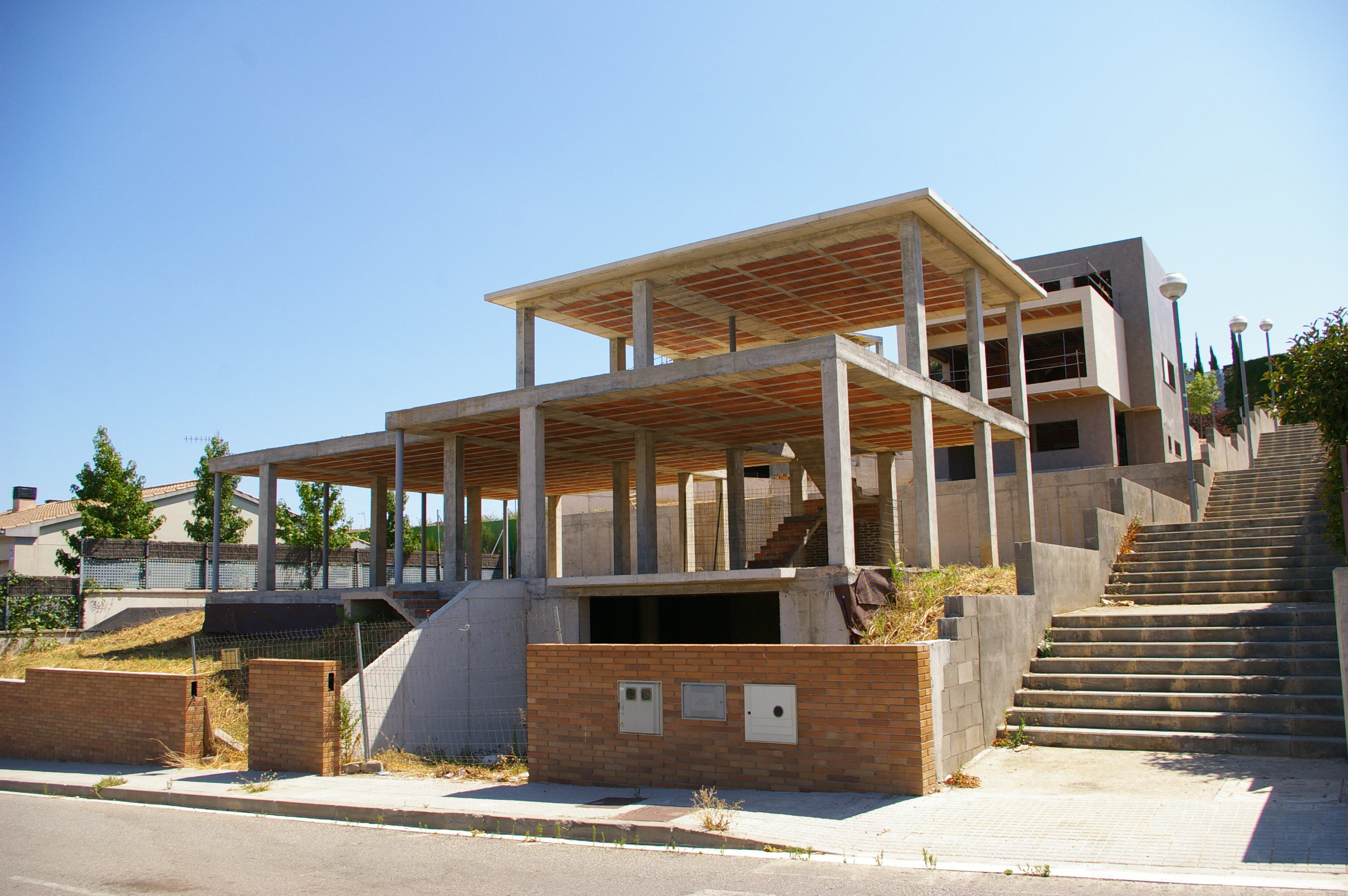
Stilgelegd bouwproject in Canovelles, Catalonië, 2012

Vanaf begin april 2012 ontstonden wederom toenemende zorgen over de Spaanse overheidsfinanciën. De oorzaken waren de snel afkoelende economie, de hoge werkloosheid, de financiële positie van de Spaanse regio's, de nog steeds verslechterende huizenmarkt en de vraag of de geplande bezuinigingen niet tot een verdere "afknelling" van de economie zouden leiden. Het rendement op Spaanse 10-jaars leningen steeg (met overigens forse fluctuaties) van 5,35% eind maart tot tegen de 6% op 13 april: een niveau waarop gespeculeerd werd of de ECB zou gaan ingrijpen, of zelfs Spanje een verzoek om steun zou moeten doen aan de EU en het IMF. De Spaanse regering ontkende echter in alle toonaarden dat dit nodig zou (gaan) zijn. Het rendement op Italiaanse staatsleningen steeg ook, maar minder.
Eind mei kwamen de Spaanse overheidsfinanciën weer in het nieuws na problemen met de onroerendgoedportefeuille van de Spaanse bank Bankia: er bleek een kapitaalinjectie van € 19 miljard nodig te zijn, doch over de uitwerking daarvan werden in enkele dagen tijd diverse plannen gepresenteerd. Het rendement op Spaanse 10-jaarsleningen was wisselend, doch steeg in de laatste dagen van mei 2012 af en toe tot boven 6,5%. Van direct ingrijpen van de ECB was echter, voor zover te traceren viel, geen sprake.

### Eind april 2012: bezuinigingen versus groei?
Vanaf eind april 2012 ontstond een discussie over de vraag of de bezuinigingen niet te zeer de groei afknelden. Vrijwel alle landen in de eurozone leken niet in staat om in 2013 een overheidstekort van 3% van het GDP te halen, laat staan in 2012. De Spaanse regering was hierin het meest expliciet, doch diverse andere landen "morrelden" eveneens aan het nog zeer recent afgesloten nieuwe begrotingsverdrag. Eind april leek alleen Duitsland nog voorstander van een onverkort vasthouden aan die norm, en leek de Europese Commissie bereid om de regels te versoepelen; de Nederlandse regering bleek, na de val van het kabinet-Rutte, in staat om in enkele dagen een akkoord te bereiken waarin aan een tekort van 3% (in 2013) werd vastgehouden.

### Vanaf mei 2012: discussies overEurobonds
Vanaf mei 2012 werd in toenemende mate tussen Europese regeringsleiders gediscussieerd over de merites van eurobonds: staatsleningen die door alle landen van de eurozone gezamenlijk zouden worden uitgegeven, en waarvoor men hoofdelijk aansprakelijk zou zijn. Het effect zou zijn dat de daarvoor te betalen rente op het gemiddelde van de eurozone zou uitkomen, zo niet lager (door de aanwezigheid van de aansprakelijkheid van de sterke eurozonelanden). De sterkere landen waren fel tegenstander; het aantal landen dat voorstander was, nam echter gestaag toe.

### 9 juni 2012: steun aan Spanje voor het saneren van Spaanse banken

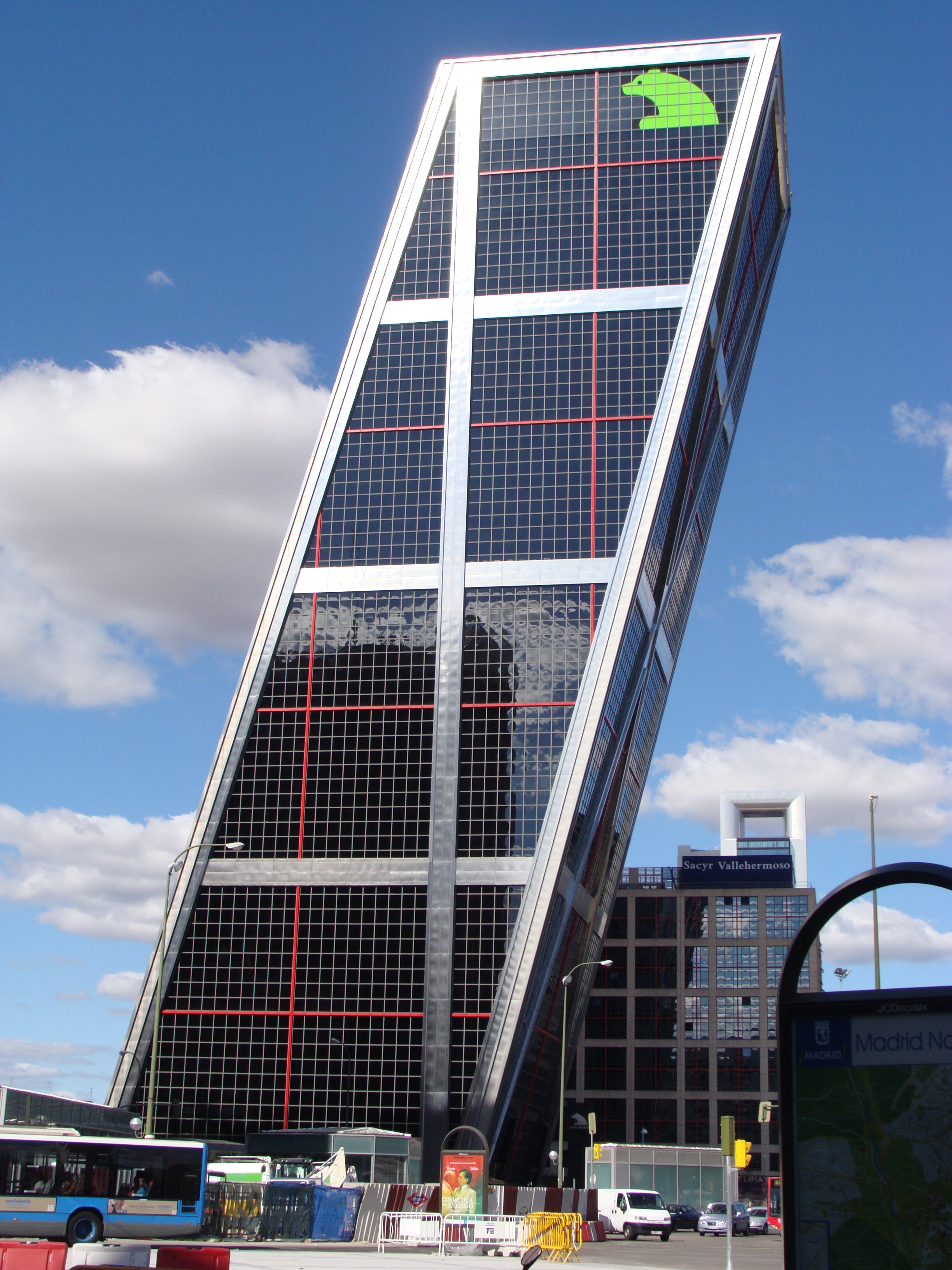
Het hoofdkantoor van Bankia in Madrid (op de foto nog met het logo van Caja Madrid, een van de banken waaruit Bankia is voortgekomen)

De grote problemen van de Spaanse banken leidden vanaf mei 2012 tot toenemende problemen rond de financiering van de Spaanse staatsschuld. In mei bleek dat Bankia omvangrijke staatssteun nodig had: de geraamde omvang liep in korte tijd op van € 4,5 miljard tot € 19 miljard. Ook de financiering van Spaanse regio's stuitte op problemen: de door hen te betalen rentes liepen op tot onhoudbare niveaus. Van diverse zijden werd druk uitgeoefend op Spanje om hulp te vragen, en op Europa om hulp te bieden. Het probleem hierbij was dat Spanje alleen hulp voor de bankensector wilde, zonder een "compleet" steunprogramma zoals Griekenland, Ierland en Portugal dat hadden, met alle daaraan verbonden voorwaarden en "inmenging" van de trojka, terwijl het EFSF (c.q. het toen bijna operationele ESM) alleen voorzag in een dergelijke vorm van steun ("alles of niets"), en steun alleen aan staten kon worden verleend, dus niet rechtstreeks aan banken. Uiteindelijk werd op 9 juni een vorm gevonden waarbij aan de bezwaren over en weer tegemoet leek te worden gekomen. Spanje zou van het EFSF (c.q. het ESM) tot € 100 miljard kunnen lenen, formeel te lenen door het Spaanse bankensaneringsfonds Fondo de Reestructuración Ordenada Bancaria, doch met garantie van de Spaanse regering; er zouden geen verdere hervormingen en herstructureringen hoeven plaats te vinden; het IMF zou geen financiële steun verlenen doch slechts uitgenodigd worden assistentie te verlenen. De exacte hoogte van het bedrag zou worden bepaald nadat consultants Roland Berger en Oliver Wyman hun rapport daarover uitgebracht hadden, hetgeen naar verwachting op 21 juni zou gebeuren.
Het effect van dit reddingsplan viel tegen: op maandag 11 juni reageerden de financiële markten aanvankelijk positief, doch reeds na enkele uren daalden Spaanse staatsleningen (evenals Italiaanse) naarmate meer twijfels rezen over de invulling en het effect van het plan. Met name de omstandigheid dat de te verstrekken leningen formeel zouden leiden tot een toename van de Spaanse staatsschuld, en dat deze in rangorde boven bestaande leningen zouden worden gesteld ("seniority") werd als negatief ervaren. Op woensdag 13 juni verlaagde S&P de rating van Spanje tot het laagste niveau boven "junk", nadat de andere ratingbureaus al eerder tot (ongeveer) dit niveau verlaagd hadden.

### 25 juni 2012: steunaanvraag van Cyprus
Op 25 juni 2012 vroeg Cyprus EU-steun aan voor een bedrag dat geraamd werd op 6 tot 10 miljard euro. De oorzaak was het instorten van het Cypriotische bankwezen, dat veel geld had verloren op zijn Griekse staatsleningen. (Opmerkelijk was dat Cyprus vanaf 1 juli 2012 het voorzitterschap van de EU gaat bekleden.)

### Eurotop 28 en 29 juni 2012
Op deze eurotop werd na ruim 13 uur vergaderen op vrijdag 29 juni 04.00 een compromis bereikt dat op diverse punten sterk afweek van de weinig hooggespannen verwachtingen van de financiële markten:
- De steun voor Spaanse banken zou (alsnog) direct door het EFSF c.q. het ESM aan die banken verstrekt worden, dus niet via de Spaanse overheid, waarmee de Spaanse staatsschuld niet met dat bedrag zou toenemen;
- Deze steun zou niet "senior" zijn aan andere vorderingen;
- Alvorens deze steun verleend zou kunnen worden, zou er een eenvormig Europees bankentoezicht komen; de steun zou verleend worden met inachtname van diverse voorwaarden (waarbij de EU-regels over staatssteun genoemd werden);
- Het EFSF/ESM zouden ook bestaande staatsleningen kunnen kopen, waarmee men de rol van de ECB overnam; de ECB zou wel als "agent" voor EFSF/ESM kunnen optreden;[noten 50]
- Voor staatssteun aan landen die al met hervormingen en bezuinigingen waren begonnen, zou een "compleet" pakket van controlemaatregelen (zoals bij Griekenland, Portugal en Ierland wel het geval was) vereist zijn, doch een lichter "Memorandum of Understanding";
- Voorts werd het groeistimuleringsprogramma van € 130 miljard goedgekeurd.

De reactie van de financiële markten op vrijdagochtend was zeer krachtig: Spaanse en Italiaanse staatsleningen stegen zeer sterk in koers, en Duitse en andere "core" staatsleningen daalden sterk. De reactie in de Noord-Europese landen was negatief: men had de indruk dat mevrouw Merkel bezweken was voor de op haar uitgeoefende druk, ten koste van haar belastingbetalers. Slechts op het punt van eurobonds was het Duitse standpunt overeind gebleven. Het effect van de eurotop bleek niet duurzaam: reeds een week later, op vrijdag 6 juli 2012, bereikte de Spaanse 10-jaarsrente weer kortstondig het niveau van 7%. Hierbij speelde een rol dat de ECB op 5 juli wel de refi-rate verlaagde van 1,00% tot 0,75%, doch geen verdere stappen aankondigde (met name niet de hervatting van het SMP-programma). Inmiddels was ook gebleken dat diverse politici een verschillende uitleg gaven aan het bereikte akkoord op hoofdlijnen: met name tussen Finland en Spanje speelde dit.

#### Sterke verschillen tussen rendementen van staatsleningen
Naarmate met name de crisis rond Spanje zich ontwikkelde, nam het verschil tussen de rendementen op staatsleningen van enerzijds de "core" eurozone-landen en anderzijds de periferen eurozone landen toe, vooral door een daling van de eerstgenoemde. Medio juli 2012 waren de rendementen voor kortlopende Duitse staatsleningen negatief, en slaagde Duitsland eer in voor dergelijke looptijden geld te lenen tegen negatieve rentes: beleggers waren bereid om meer te betalen voor leningen dan ze na 2 jaar zouden terugkrijgen. Voor korter lopende leningen slaagden ook andere landen (zoals Frankrijk) erin om tegen negatieve rentes te lenen.

### Eind juli/augustus 2012: aankondiging van de ECB van nieuwe steunverlening

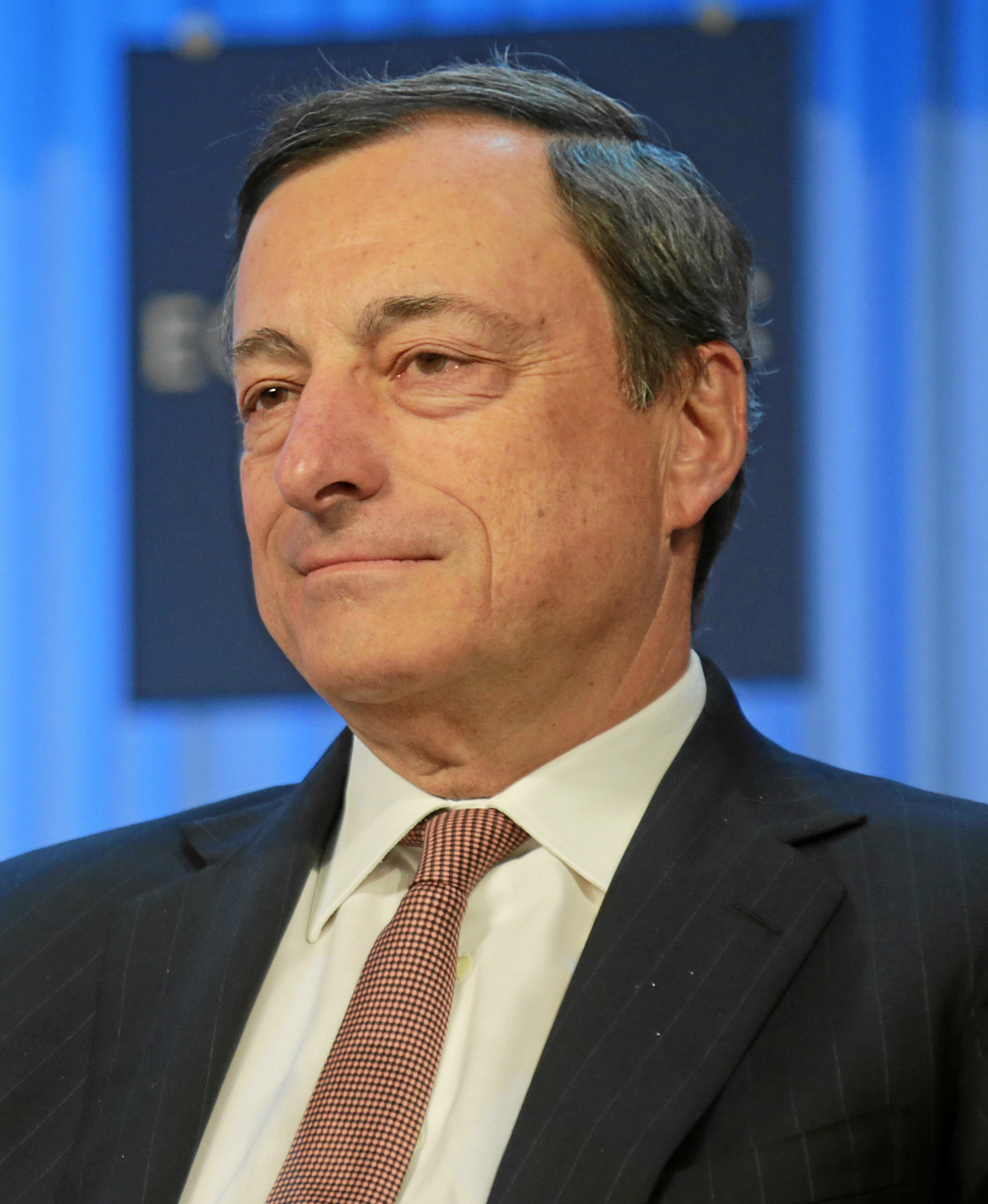
ECB-president Draghi

Eind juli 2012 kondigde ECB-president Draghi in een speech aan, alles te zullen doen wat nodig was ("whatever it takes") om het voortbestaan van de euro te verzekeren. De financiële markten vatten dit op als een toezegging om desnoods ongelimiteerd staatsleningen, vooral Spaanse en Italiaanse, te zullen opkopen. Bij de maandelijkse persconferentie na de vergadering van het ECB-bestuur op 2 augustus 2012 bleek dat dit middel voorlopig niet zou worden ingezet, doch dat de ECB in principe wel bereid leek om kortlopende staatsleningen op de secundaire markt op te kopen, indien en nadat het betreffende land een steunaanvraag zou hebben ingediend bij het EFSF of het ESM, en daarmee overeenstemming bereikt had over de daarbij horende voorwaarden. De heer Draghi stelde onomwonden dat het ESM geen bankvergunning zou krijgen (waarmee de mogelijkheid om liquiditeiten van de ECB te lenen tegen onderpand van door het ESM verstrekte leningen, hetgeen de potentiële omvang van het ESM zou verveelvoudigen, kwam te vervallen). In de weken daarna bleek dat over de merites van dit voornemen groot verschil van mening bestond: vooral Bundesbank-president en ECB-bestuurder Weidmann bleek een tegenstander. De reactie op de financiële markten (na een kortstondige paniek omdat men op meer maatregelen gehoopt had) was een duidelijke ontspanning: de rendementen op Spaanse en Italiaanse staatsleningen daalden in de loop van augustus (redelijk) gestaag, met name voor korter lopende leningen. Er kwam een levendige stroom geruchten op gang als zou de ECB bij die aankopen bepaalde absolute niveaus ("yield targets") dan wel relatieve niveaus ten opzichte van Duitse staatsleningen ("spread targets") gaan aanhouden.

### Augustus 2012: voortgaande discussies over Griekse schulden
In augustus 2012 trachtte de Griekse premier Samaras met name Duitsland en Frankrijk te bewegen tot een verlenging van de termijn voor het doorvoeren van de afgesproken hervormingen van 2014 tot 2016, nadat de Griekse regering er -met geruime vertraging- in geslaagd leek te zijn om de afgesproken bezuinigingen van € 11,5 miljard (plus € 2 miljard als gevolg van de voortgaande diepe recessie) in te vullen. Bondskanselier Merkel noch president Hollande bleken genegen tot veel concessies: de Griekse regering diende nu eerst haar verplichtingen na te komen. Men wenste eerst het rapport van de inspecteurs van de trojka omtrent de mate van voortgang van het hervormings- en bezuinigingsprogramma af te wachten, dat eerst eind september of begin oktober 2012 gereed zou zijn.
Ondertussen waren de arbeidskosten (per eenheid product) in Griekenland gedaald, met 4,5% ten opzichte van 2011, een jaar waarin ze gedaald waren met 3,4% ten opzichte van 2010 (8% op 2 jaar). De interne devaluatie was in volle gang.

### 6 september 2012: aankondiging ECB van ongelimiteerd opkopen staatsleningen
Op 6 september 2012 kondigde de ECB aan bereid te zijn ongelimiteerd staatsleningen op de secundaire markt op te kopen – voor welk programma de naam Outright Market Transactions (OMT) werd gelanceerd – onder de volgende voorwaarden:
- Steunaanvraag bij EFSF/ESM vereist ("conditionality"): De ECB zou eerst in actie komen nadat het betrokken land een steunaanvraag had ingediend en over de voorwaarden daarvan overeenstemming bereikt had. De ECB zou aankopen kunnen stopzetten (of zelfs aangekochte leningen weer verkopen) als het land zich niet aan de voorwaarden bleek te houden.
- Bereik ("coverage"): Het programma had betrekking op toekomstige steunaanvragen, en op lopende steun (Griekenland, Ierland, Portugal) indien die landen weer toegang hadden tot de kapitaalmarken. Aankopen zouden voornamelijk ("focused") betrekking hebben op looptijden van 1 tot 3 jaar. Er werd niet vooraf een maximumbedrag bepaald.
- Rangorde ("seniority"): De ECB verklaarde expliciet af te zien van een voorrangspositie ten opzichte van andere crediteuren.[noten 53]
- Sterilisatie: Deze aankopen zouden volledig ("fully") worden gesteriliseerd: door de aankopen zouden liquiditeiten in de markt vloeien, doch gelijke bedragen zouden, door banken geld bij de ECB te laten stallen, uit de markt worden genomen.
- Transparantie: De ECB zou wekelijks het totaal van de aangekochte leningen publiceren, en maandelijks details per land.

Het bestaande (doch niet actieve) aankoopprogramma ("SMP") werd beëindigd; de in dat kader aangekochte leningen zouden tot de expiratie worden aangehouden. Expliciete niveaus waarop de ECB zou ingrijpen, werden niet genoemd. Hoewel deze faciliteit formeel voor alle eurozone-landen beschikbaar zou zijn, was duidelijk dat het met name gericht was op Spanje.
Het besluit werd genomen met een tegenstem van Bundesbank-president en ECB-bestuurder Weidmann, die enkele uren deze stap afkeurde in een in zeer scherpe bewoordingen gesteld persbericht. De reactie op de financiële markten was zeer positief: Spaanse staatsleningen stegen zeer sterk in koers, hoewel de Spaanse premier Rajoy zei geen steunaanvraag te overwegen. In de weken daarna bleek dat de koersen van Spaanse staatsleningen (ook met langere looptijden dan de door de ECB genoemde maximale 3 jaar) redelijk stand hielden, hetgeen tot gevolg had dat een Spaanse steunaanvraag uitbleef, ondanks uitnodigingen van diverse zijden (onder meer de Franse president Hollande). Intussen verslechterde tevens de financiële positie van diverse Spaanse regio's: bij een steunfonds van € 18 miljard was eind oktober voor bijna hetzelfde bedrag aan steunaanvragen ingediend. De macro-economische ontwikkeling was teleurstellend, met een voortgaande krimp van de economie en een oplopende werkloosheid.

### Oktober/november 2012: hernieuwde zorgen omtrent Griekenland
Vanaf circa begin oktober 2012 ontstonden nieuwe zorgen over de houdbaarheid van de Griekse overheidsfinanciën. Uit hoofde van de voorwaarden verbonden aan het tweede steunpakket aan Griekenland (van februari 2012, zie hierboven) diende Griekenland een groot aantal hervormingen en (soms zeer drastische) bezuinigingen door te voeren. De beide verkiezingen (zie hierboven) hadden reeds tot vertraging geleid, doch ook daarna trad verdere vertraging op. De Griekse economie bleef intussen in een snel tempo krimpen. Het gevolg was dat de verwachte daling (op termijn: beoogd was 120% in 2020) van de Griekse staatsschuldquote steeds meer als onhaalbaar werd gezien: uit de schaarse berichten kon worden opgemaakt dat men nu eerder circa 180% verwachtte. Als gevolg van het niet doorvoeren van de afgesproken (c.q. opgelegde) maatregelen werd een volgende tranche van het steunpakket van circa € 31,5 miljard voorshands niet uitbetaald: hierdoor kon de afgesproken sanering van het Griekse bankwezen niet plaatsvinden. De conflicten tussen de Griekse regering en de Trojka leidden ertoe, dat de inspecteurs van de trojka enkele malen hun werk stillegden. Eind oktober bleek in het Griekse parlement nog slechts een minieme meerderheid de regering te steunen: een uitvoeringswet voor privatiseringen haalde slechts een nipte meerderheid.
Van Griekse zijde werd aangedrongen op een tweede ronde afwaarderingen van Griekse staatsschulden, ditmaal door de "officiële sector": de diverse steunverlenende eurozone-lidstaten. Ook de ECB, houder van naar schatting circa € 40 miljard aan Griekse staatsleningen, zou daaraan moeten meedoen. Van met name Duitse zijde werd het tegenvoorstel gedaan, Griekenland geld te lenen om daarmee uitstaande Griekse staatsleningen op de markt op te kopen. Tegen afwaardering verzette de ECB zich omdat dit een (de ECB verboden) vorm van financiering van overheden zou inhouden; voor de betrokken eurozone-lidstaten zou dit betekenen dat de bij de steunverlening bestaande (en vaak uitgesproken) verwachting dat deze leningen uiteindelijk geheel zouden worden terugbetaald niet gerealiseerd zou worden. Suggesties om de looptijd van de leningen (wederom) te verlengen en de rente (wederom) te verlagen werden gedaan, doch tot besluitvorming kwam het, ook door het ontbreken van de rapportage van de trojka, tot eind oktober 2012 niet. Griekenland stelde dat als er medio november 2012 geen uitbetaling zou hebben plaatsgevonden, het land failliet zou gaan.
Op 21 november 2012 was er een eurotop van ministers waarbij de Europese ministers wel toegaven dat Griekenland aan de voorwaarden voldeed maar er onenigheid was tussen het IMF en Europa over de langetermijnaanpak. Het IMF eist een schuldsanering, terwijl Europa meer voor een renteverlaging of uitstel van de terugbetaling is. De verwachting was dat Griekenland pas in december vers geld zou krijgen. In de tussentijd heeft Griekenland noodleningen gekregen.

#### 26/27 november 2012: herziening steunpakket Griekenland
In de nacht van 26 op 27 november 2012 bereikten de eurogroep en het IMF overeenstemming over een versoepeling van de steun aan Griekenland (na diverse eerdere marathonvergaderingen). Formeel werd een "haircut" (afschrijving) van verstrekte leningen vermeden: een maatregel die voor diverse eurozone-lidstaten niet bespreekbaar was.
- De rente op de bestaande (verstrekte en toegezegde) leningen werd verlaagd met 100 basispunten (1%-punt). Dit gold niet voor Ierland en Portugal, die inmiddels zelf steun ontvingen.[noten 56]
- De door het EFSF in rekening gebrachte fee voor het garanderen van leningen aan Griekenland werd verlaagd met 10 basispunten.
- De looptijd van de leningen werd verlengd met 15 jaar.
- De rente op leningen verstrekt door het EFSF werd voor 10 jaar kwijtgescholden.
- Inkomsten uit de door de ECB in het kader van SMP gekochte staatsleningen zouden door de lidstaten (aandeelhouders van de ECB) aan Griekenland worden doorgegeven en gebruikt worden voor het begrotingsjaar 2013. (Ook dit gold niet voor Ierland en Portugal.)
- Er werd een "debt buyback" (inkoop van bestaande leningen) van Griekse staatsleningen aangekondigd tegen de slotkoersen van 23 november 2012. (Niet geheel duidelijk werd in hoeverre een positief resultaat daarvan als voorwaarde gold voor het uitvoeren van de andere afspraken. Voor het IMF was dit in ieder geval een voorwaarde.)

Men verwachtte dat de Griekse schuldquote hiermee zou uitkomen op 175% in 2016, 124% in 2020 en "aanmerkelijk lager dan" 110% in 2022. Het pakket diende wel door een aantal nationale parlementen te worden goedgekeurd. De definitieve beslissing werd voorzien voor 13 december 2012. Na deze goedkeuring zou, op diverse tijdstippen, in totaal € 43,7 miljard worden betaald, waarvan € 23,8 miljard voor de herkapitalisatie van het Griekse bankwezen.

### December 2012: terugkoop staatsschuld door Griekenland
In december 2012 heeft de Griekse staat voor € 31,8 miljard nominaal aan schuld teruggekocht. Houders van deze obligaties hebben de stukken aangeboden tegen een gemiddelde koers van 33,8% en accepteerden daarmee een fors verlies. Het waren Griekse banken en buitenlanders die, elk voor ongeveer de helft van het totale bedrag, obligaties hebben aangeboden. De Griekse staatsschuld daalt hiermee per saldo met iets meer dan € 20 miljard oftewel zo’n 9-10% van het bnp. Deze terugkoopactie was een van de voorwaarden die het IMF stelde voor verdere noodleningen aan het land verstrekt zouden worden. Kort daarvoor hadden de ministers van Financiën uit de eurozone en het IMF de uitbetaling van de volgende tranche financiële steun ter waarde van € 44 miljard goedgekeurd. Hiervan wordt € 34,4 miljard direct uitgekeerd na een geslaagde terugkoopactie. Een deel van dit bedrag is bestemd om de vermogenspositie van de Griekse banken te versterken. Het restant zal in het eerste kwartaal van 2013 worden overgemaakt, mits Griekenland blijft voldoen aan de gestelde eisen.
De marktrente op 10-jarige Griekse staatsobligaties is gedaald van 37% begin maart 2012 tot 11,745% op 14 januari 2013.

### December 2012: Akkoord omtrent een Europese bankunie
De Europese ministers bereikten op 13 december een akkoord waarbij de grote Europese banken onder toezicht van de ECB worden geplaatst. Dit had uitsluitend betrekking op banken met een balanstotaal van meer dan € 30 miljard, of een balanstotaal dat meer dan 20% was van het GDP van het land van vestiging; de overige banken zouden onder toezicht van de nationale toezichthouder blijven; de ECB kreeg echter de bevoegdheid om die toezichthouders aanwijzingen te geven. Veel landen hebben niet de financiële middelen om hun grootste banken te saneren. Aangaande plannen om het ESM in staat te stellen direct deel te nemen in het aandelenkapitaal van banken, werd niet op dat moment overeenstemming bereikt. De oorspronkelijk beoogde ingangsdatum van 1 januari 2013 werd niet gehaald.
De kredietstatus van Griekenland werd door Standard & Poor's met zes stappen verhoogd naar B-/B. (Eerder was die op "Selective default", in verband met de schuldomwisseling; ten opzichte van de rating daarvoor was sprake van een verhoging met twee stappen.)
In december 2012 en januari 2013 was sprake van een duidelijke ontspanning, tot uiting komend in een aantal geslaagde emissies van Spaanse en Italiaanse staatsleningen, een dalende rente daarop, en een (beperkte) stijging van de rente op Duitse en andere "core" staatsleningen.

### Vanaf eind januari 2013: vervroegde terugbetaling deel LTRO-leningen
Vanaf eind januari 2013 hadden banken de mogelijkheid om leningen van het eerste LTRO-programma terug te betalen. Hiervan werd direct gebruikgemaakt voor een bedrag van € 137 miljard; in de weken daarna voor (relatief) beperkte bedragen. Het balanstotaal van de ECB (zie grafiek elders in dit artikel) daalde hierdoor aanmerkelijk.

### 17/25 maart 2013: akkoord over steunpakket Cyprus

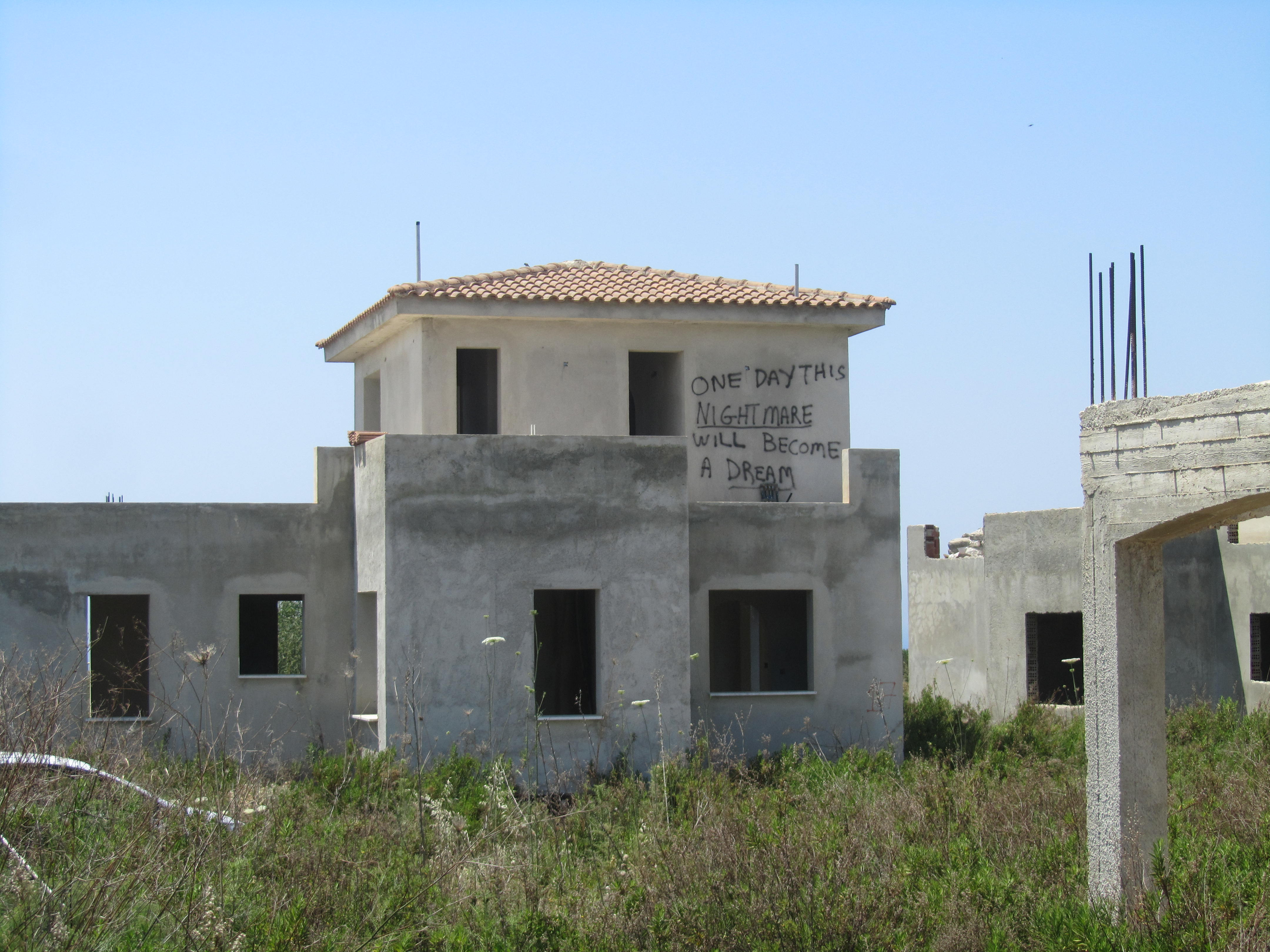
Verlaten bouwproject op Cyprus, mei 2013

Reeds in juli 2012 had Cyprus formeel om steun gevraagd aan de EU en het IMF. Cypriotische banken hadden grote verliezen geleden op Griekse staatsleningen, en dreigden failliet te gaan. (De Cypriotische bankensector was, in verhouding tot de omvang van de Cypriotische economie, zeer groot.) Onderhandelingen over de voorwaarden voor deze steun verliepen zeer moeizaam, onder meer omdat de (toenmalige) communistische president Dimitris Christofias zich verzette tegen privatisering van overheidsbedrijven en afslanking van het ambtenarenapparaat. Een tweede geschilpunt had betrekking op (vermeend) zwart geld dat door vooral Russische rekeninghouders bij Cypriotische banken gestald werd; met name van Duitse zijde werd er bezwaar tegen gemaakt dat EU-steun daarmee aan dergelijke illegale activiteiten ten goede zou komen.
Eerst op zaterdagochtend 16 maart 2013 bereikte de eurogroep na 10 uur vergaderen een akkoord over het steunpakket voor Cyprus. De eigenlijke steun bedroeg € 10 miljard; voorts werd overeengekomen dat depositohouders bij Cypriotische banken een eenmalige belasting zouden betalen over de waarde van hun tegoeden, hetgeen € 5,8 miljard zou moeten opbrengen. Tegoeden tot € 100.000 zouden belast worden met 6,75%; tegoeden daarboven met 9,9%. De banken op Cyprus werden op zaterdag 16 maart en de dagen daarna gesloten; geldautomaten waren leeg en overboekingen bleken niet te worden uitgevoerd. Op dinsdag keurde het Cypriotische parlement met 36 stemmen tegen, 19 onthoudingen en 0 stemmen voor, het steunpakket af.
In de dagen erna werd een alternatief plan ("plan B") ontwikkeld, waarbij een solidariteitsfonds zou worden gevormd, te voeden met leningen met de bezittingen van het staatspensioenfonds als onderpand, en met ontzien van depositohouders tot € 100.000 doch grotere heffingen op grotere bedragen. Geldopnames waren in de week op beperkte schaal mogelijk, hoewel bankkantoren gesloten bleven. Plan B werd op 23 maart met een minimale meerderheid door het parlement aangenomen.
Op 25 maart 2013, werd een definitief akkoord bereikt die door alle partijen werd goedgekeurd. De volgende maatregelingen werden genomen:
- Alle bankdeposito's tot € 100.000 worden beschermd.
- De probleembank Laiki werd onmiddellijk gesplitst, spaarders van deze bank verloren in principe alles boven een € 100.000. Het "goede" deel ging naar de Bank of Cyprus. Het depositobedrag boven de € 100.000 en het slechte deel ging naar een "bad" bank.
- Spaartegoeden boven de 100.000 euro op de Bank of Cyprus werden bevroren en omgezet in een onverzekerde schuldvordering op de bank. Dit om de kapitaalratio van de bank aan te vullen tot 9%. De verwachting was dat deze rekeninghouders tot 40% van het tegoed boven de 100.000 kunnen verliezen.

Op deze dag ontstond in de markten flinke commotie naar aanleiding van een interview met Jeroen Dijsselbloem in de Financial Times. Dijsselbloem was voorzitter van de Eurogroep en zou gezegd hebben dat de oplossing zoals uitgevoerd in Cyprus een blue print (voorbeeld) zou zijn voor toekomstige bail out situaties. Om de markten te bedaren werd dit later genuanceerd.
De ECB ging de Emergency Liquidity Assistance voortzetten: de "geldkraan". Het Cypriotische parlement gaf aan de nationale bank alle volmachten gegeven om alle maatregelen te nemen om het akkoord uit te voeren, de kapitaalvlucht tijdelijk te beperken, de banken te reorganiseren en te saneren. Er werden kapitaalexport beperkingen genomen om kapitaalvlucht te vermijden. De tijdelijke beperkingen waren:
- Maximale geldopname van € 300 per dag. Kredietkaart betalingen op het eiland waren onbeperkt evenals betalingen via de bank op het eiland.
- Bij het verlaten van het eiland mocht maximaal € 1000 meegenomen worden.
- Voor bankoverdrachten naar het buitenland van meer dan € 5000 was er toestemming nodig. (Uiteraard mochten importeurs wel goederen importeren, het ging om kapitaalvlucht.) Reeds na korte tijd werden de maatregelen versoepeld.

In september 2013 zei de Cypriotische president Anastisiades te verwachten dat alle nog resterende restricties in januari 2014 zouden kunnen worden opgeheven.

### Mei 2013: diverse plannen voor bestrijding jeugdwerkloosheid
In mei 2013 werd in door diverse politici en anderen de reeds eerder sterk gestegen jeugdwerkloosheid als acuut probleem geduid. Van diverse zijden werden plannen aangekondigd om dit te bestrijden. Een koppeling werd gelegd met de omstandigheid dat het MKB in zuidelijke eurozone-landen moeilijker kredieten kon krijgen (en duurder).

### 29 mei 2013: Uitstel van bereiken 3%-norm voor Spanje, Frankrijk en Nederland
Op 29 mei publiceerde de Europese Commissie de "Country specific recommendations" uit: een lijst van aanbevelingen aan landen ten aanzien van bezuinigingen en hervormingen. Spanje en Frankrijk kregen twee jaar langer de tijd om de nagestreefde doelstelling van een begrotingstekort van 3% te behalen; Nederland (dat dit in 2013 zou hebben moeten bereiken) kreeg één jaar extra. De discussie over de merites van het vasthouden aan afgesproken (c.q. opgelegde) bezuinigingsdoelstellingen, versus het daarmee (in meerdere of mindere mate) soepel mee omgaan, leek daarmee in het voordeel van het laatste standpunt te zijn beslecht.

### Juni 2013: voortgaande discussies over uniform bankentoezicht
In juni 2013 bleek dat de invulling van het in december 2012 bereikte akkoord omtrent de vorming van een bankenunie voor de gehele eurozone moeizamer ging dan verwacht. Vrijwel alle onderdelen van het akkoord bleken weer ter discussie gesteld te worden: zou het toezicht primair bij de nationale toezichthouders liggen, of bij de ECB; welke bevoegdheden zou de ECB hebben om nationale toezichthouders te "overrulen"; hoe moest het saneringsmechanisme worden ingericht: bij welke instelling moest dit worden belegd; welke bevoegdheden zou deze instelling krijgen; welke partijen zouden (in volgorde) moeten bijdragen? (Met name: vanaf welk moment zouden de Europese belastingbetalers, via bijdragen vanuit het ESM, risico moeten gaan lopen?
Deze vragen hingen samen met het "tumult" dat ontstaan was bij de crisis rond de Cypriotische banken, waarbij de aandeelhouders van die banken hun geld geheel verloren, en niet slechts obligatiehouders doch ook depositohouders een deel van hun geld kwijtraakten.
Medio juni werd een gedeeltelijk akkoord bereikt omtrent de rol van het ESM: dit zou voor in totaal € 60 miljard direct aandelenkapitaal in zwakke banken kunnen verschaffen, doch onder tamelijk strenge voorwaarden en eerst nadat andere mogelijkheden om aandelen uit te geven uitgeput waren. Op 21 juni werd, na 20 uur vergaderen, geen verder akkoord bereikt.

### Zomer 2013: voorzichtige tekenen van afvlakking van de recessie in de eurozone; beperkte groei in een aantal landen
In de zomer van 2013 wezen diverse stemmingsindicatoren (met name purchasing managers indices) en later ook macro-economische cijfers op een afvlakking van de recessie in de meeste landen van de eurozone, zo niet een beperkte groei, met Griekenland als uitzondering. De werkloosheid in de eurozone leek zich (wederom met Griekenland als uitzondering) in de meeste landen te stabiliseren, overigens nog op een historisch hoog niveau. De "spread" (het rendementsverschil) tussen staatsleningen van perifere landen en Duitsland daalde merkbaar. Staatsschuldquotes bleven stijgen, en een groot aantal problemen (zoals de vertraging rond de totstandkoming van een bankenunie) was nog niet opgelost, doch de markten besteedden daar weinig aandacht aan.

### September 2013: hernieuwde politieke problemen in Italië
In Italië ontstonden in september 2013 wederom politieke problemen die het voortbestaan van het kabinet-Letta bedreigden. Begin september begon een senaatscommissie met de discussie of Silvio Berlusconi uit de Senaat ontzet zou moeten worden als gevolg van zijn onherroepelijke veroordeling wegens belastingfraude. (Onder het vroegere kabinet-Monti was een wet aangenomen die dit bepaalde; de stelling van Berlusconi was (onder meer) dat de handelingen die tot zijn veroordeling hadden geleid hadden plaatsgevonden voor de inwerkingtreding van deze wet.) Berlusconi dreigde het kabinet ten val te brengen als hij uit de Senaat verwijderd zou worden. Na diverse schermutselingen in de senaatscommissie kondigde hij een "herstart" van zijn partij Forza Italia aan (die later was opgegaan in PdL). Op 28 september trok hij de 5 PdL-ministers terug uit het kabinet, op de grond dat het kabinet niet genoeg deed om een verhoging van de btw tegen te houden. Premier Letta kondigde een vertrouwensstemming aan voor 2 oktober; zijn regering kreeg een (ruime) meerderheid van de stemmen (inclusief die van PdL-senatoren.

### Oktober 2013: (verdere) besluitvorming over bankenunie
Op 15 oktober 2013 bereikten de EU-ministers van Financiën (gedeeltelijke) overeenstemming over de vorming van een bankenunie, voortbouwend op eerdere besluiten. Dit zou (uiteindelijk) de volgende zaken moeten omvatten:
- een uniform stelsel van bankentoezicht (in het jargon: Single Supervisory Mechanism, SSM), in te voeren na de hieronder genoemde Comprehensive Assessment; de beoogde startdatum was november 2014
- een uniform systeem voor de sanering van banken als die in moeilijkheden zouden komen (Single Resolution Mechanism, SRM)
- een gelijkluidend depositogarantiestelsel (deposit guarantee scheme, DGS)

Bij het SSM ging de discussie voornamelijk over de vraag of dit een taak zou blijven van de nationale toezichthouders of dat dit bij de ECB belegd zou worden. Uiteindelijk werd een compromis gevonden: slechts de grootste banken zouden direct onder het toezicht van de ECB gaan vallen. Dit zou begin 2015 operationeel worden.
Bij het SRM ging de discussie vooral over twee zaken. De eerste vraag was of het ESM ook zou moeten deelnemen in herkapitalisatie van probleembanken als de problemen reeds eerder bestonden ("legacy assets"). Spanje en Italië waren hier voorstander van; Duitsland en andere Noordelijke landen tegenstander. Dit punt bleef onopgelost. De tweede vraag was in welke volgorde belanghebbenden in banken zouden moeten bijdragen in de kosten van een sanering. De beoogde volgorde was dat eerst aandeelhouders en houders van achtergestelde schuld zouden worden aangeslagen ("bail-in"); daarna zou een nog op te richten European Single Resolution Fund bijdragen; eerst in laatste instantie zou het ESM in beeld komen. De vraag of houders van niet-achtergestelde obligaties en spaarders zouden moeten betalen bleef onbeantwoord.
Het uniforme depositogarantiestelsel beoogde de geheel verschillende nationale regelingen op één lijn te brengen.

#### Comprehensive Assessment en Asset Quality Review
In samenhang hiermee werd besloten tot een (in feite derde) stresstest van de grootste Europese banken, uit te voeren door de nationale centrale banken en de European Banking Authority onder supervisie van de ECB, onder de naam Comprehensive Assessment, ook aangeduid als Asset Quality Review hoewel dat laatste eigenlijk een onderdeel van het eerste was. Circa 130 banken, gezamenlijk circa 85% van het Europese bankwezen vormend, zouden onderzocht worden. Het doel was te komen tot een "definitief" beeld omtrent additionele kapitaalseisen op de startdatum van het uniforme bankentoezicht. Harmonisatie van begrippen zou een van de aspecten zijn: er was bijvoorbeeld gebleken dat de definitie van "non-performing loans" (dubieuze leningen) van land tot land verschilde.
Op 23 oktober publiceerde de ECB nadere details over de Comprehensive Assessment; er zouden 124 banken onderzocht worden, en de uitslag zou eerst in de herfst van 2014 gepubliceerd worden.

### November 2013: verdere verlagingrefi rateECB
Op 7 november 2013 verlaagde de ECB de refi rate van 0,50% tot 0,25%. Deze stap was, blijkens het persbericht, vooral ingegeven door de vrees van de ECB voor een te lage inflatie gedurende te lange tijd. Over deze stap was in de eraan voorafgaande dagen druk gespeculeerd; de overheersende mening in de financiële wereld was dat de ECB dit nog niet in november 2013 zou doen, doch de ontwikkeling van de inflatie nog even zou afwachten. Dit bleek dus niet het geval.

### December 2013: overeenstemming over bankenunie
Op 18 december 2013 bereikten de EU-ministers van Financiën overeenstemming over het laatste geschilpunt van de bankenunie: de vormgeving van een steunfonds van (uiteindelijk) € 55 miljard, waaruit de kosten van de redding van Europese banken bestreden zou moeten worden. Dit zou in 10 jaar tijd gevuld moeten worden door de Europese banken; hangende dat zou een bankensanering die daaruit niet bestreden kon worden in eerste instantie door de betreffende lidstaat gefinancierd moeten worden, die daartoe een lening van het ESM zou kunnen krijgen. Een en ander zou bij een apart verdrag geregeld worden, dus niet door een wijziging van het EU-verdrag, wat veel meer tijd zou vergen.

### December 2013: Ierland staat niet meer onder toezicht
Ierland heeft geen steunpakket meer nodig en haalt zelfstandig geld op uit de obligatiemarkt. Op 7 januari 2014 zijn er obligaties geplaatst met een rente van 3,40 % en een einddatum 18 maart 2024. Er werd 3,75 miljard euro opgehaald.

### Januari 2014: Toetreding van Letland tot de eurozone
Op 1 januari 2014 trad Letland toe tot de eurozone. Dit land wordt als voorbeeld gebruikt dat het mogelijk is met economische hervormingen en bezuinigingen uit de crisis te komen. Dit land had immers de optie om niet tot de eurozone toe te treden en valuta te devalueren. Letland heeft nu een van de beste groeicijfers van de Europese Unie.

### Begin januari 2014: sterke daling rendementen perifere staatsleningen
Begin januari 2014 lieten de rendementen van staatsleningen in de perifere landen sterke dalingen zien. De "spreads" (verschillen in rendement) tussen deze leningen en Duitse staatsleningen daalden tot niveaus die in meerdere jaren niet waren voorgekomen. Spanje, Ierland en Portugal plaatsten staatsleningen, waarvoor grote belangstelling bestond. Deze daling zette zich in de weken daarna voort, zelfs in die mate dat de absolute rendementen daalden tot in de buurt van historisch lage niveaus (voor de betreffende looptijden).

### 7 februari 2014: prejudiciële vragen van het Bundesverfassungsgericht
Op 7 februari 2014 deed het Duitse Bundesverfassungsgericht een tussenuitspraak in een geding, aangespannen door een groot aantal Duitse burgers tegen de Duitse regering, waarin verzocht werd om een oordeel dat de deelname van de Duitse regering aan het OMT-programma van de ECB een niet door de Duitse grondwet toegestaan prijsgeven van de Duitse soevereiniteit vormde. Het Bundesverfassungsgericht oordeelde dat dit naar zijn voorlopig oordeel het geval was, doch besloot prejudiciële vragen te stellen aan het Europese Hof van Justitie.

### April 2014: eerste normale staatslening Griekenland
Op 9 april 2014 kondigde Griekenland de eerste emissie van een normale staatslening sinds het begin van de crisis aan, met een looptijd van 5 jaar. De emissie op donderdag 10 april was zeer succesvol: voor een beoogd bedrag van € 2,5 miljard werd ruim € 20 miljard ingeschreven. Toegewezen werd € 3 miljard, op een rendement van 4,95%. (Opmerkelijk was dat de positieve stemming omtrent Griekse staatsleningen op vrijdag 11 april weer omsloeg; de dagen erna herstelde dit weer.)

### April 2014: akkoord Europese Parlement met bankenunie
Op 15 april ging het Europese Parlement akkoord met de voorstellen voor de bankenunie. Hiermee was deze besluitvorming hieromtrent nog in de lopende zittingsperiode (vóór de verkiezingen van mei 2014) afgerond.

### April 2014: succesvolle Portugese staatslening
Op 23 april 2014 plaatste Portugal met succes een 10-jarige staatslening voor € 750 miljoen tegen een rendement van 3,58%. Dit was de eerste normale staatslening sinds de "bail-out".

### Mei 2014: einde van het Portugese steunprogramma
Op 4 mei kondigde de Portugese regering aan, na het aflopen van het (driejarige) steunprogramma, geen nieuwe steun aan te vragen, ook niet in de vorm van een "precautionary credit line".

### 5 juni 2014: verdere maatregelen van de ECB ter stimulering van de economie
Op 5 juni 2014 kondigde de ECB een divers pakket van maatregelen aan, die vooral gericht waren op het stimuleren van de economie in de eurozone; de rendementsniveaus van staatsleningen en de belangstelling van beleggers daarvoor waren op dat moment niet meer problematisch. Zie hiervoor:

## Circa medio 2014: voorlopig "uitdoven" van de crisis
Financiële crises hebben zelden een duidelijke "einddatum": veeleer kan -vaak achteraf- geconstateerd worden dat de crisis zodanig in intensiteit is afgenomen dat er eigenlijk niet meer van een crisis gesproken kan worden. Voor deze crisis leek medio 2014 een dergelijk moment wel te zijn bereikt.
Voor deze opvatting pleitten toen de volgende omstandigheden:
- De spreads tussen staatsleningen van perifere landen en "core"-landen waren sterk ingekomen, niet geheel tot de niveaus van voor de crisis, maar hiervoor waren duidelijke redenen te noemen (de gestegen staatsschuldquotes en de toegenomen verschillen in ratings).
- De algehele rentedaling had in de meeste landen geleid tot een daling van de gemiddelde nominale rente die op staatsleningen betaald diende te worden. (In sommige landen was dit niet of althans minder het geval omdat in de "dure" periode leningen met een hoge coupon hadden moeten worden uitgegeven.)
- De "primary balance" (het overheidstekort indien rentelasten buiten beschouwing worden gelaten) was in alle landen sterk verbeterd: die situatie dat "het gat steeds groter werd" was daarmee sterk verminderd, zo niet (nagenoeg) verdwenen.
- De uitgifte van staatsleningen, ook door perifere landen, ondervond geen enkel probleem.
- De ratings van diverse perifere landen waren recent (in kleine stappen) verhoogd.
- De financiële markten hadden het beeld dat de ECB, in aanvulling op de hierboven genoemde maatregelen, desnodig zou overgaan tot kwantitatieve versoepeling: dit zou een "bodem" onder de eurozone-staatsleningen leggen. De bereidheid daartoe was door de ECB een en andermaal uitgesproken.[186]

De "sustainability" ("houdbaarheid") van de overheidsfinanciën leek daarmee voorlopig niet aan concrete twijfel onderhevig.
Als punten van twijfel dienaangaande werden op dat moment genoemd:
- De staatsschuldquotes waren medio 2014 aanzienlijk hoger dan voor het uitbreken van de crisis: dit beperkte de mogelijkheden van overheden om de economie te stimuleren. (Opvallend was dat medio 2014 de staatsschuldquotes in de eurozone als geheel nog nooit zo hoog waren geweest, terwijl de absolute renteniveaus bijna historische dieptepunten hadden bereikt.)
- De beperkte groei beperkte de mogelijkheden voor een verbetering van de staatsschuldquotes.
- De (in de ogen van onder meer de ECB) te lage inflatie betekende dat de mogelijkheid om het GDP te laten stijgen en ook daarmee een verbetering van de schuldquotes te verkrijgen voorlopig zeer beperkt zou zijn.

Voor de eurozone als geheel werd door het IMF voor 2015 een stabilisering tot een beperkte verdere stijging van de staatsschuldquote verwacht, eerst daarna gevolgd door een daling, echter onder de aanname dat de ingezette lijn zou worden voortgezet.
Medio 2014 overheerste echter de positieve teneur.
Griekenland had een bijzondere positie: na de diverse steunoperaties was het overgrote deel van de Griekse staatsschuld in overheidshanden (IMF, EFSF/ESM en trojka). De looptijd van deze leningen was zeer lang, terwijl de coupon zeer laag was. Slechts als gevolg hiervan kon de Griekse staatsschuld, die ook na de "PSI" van maart 2012 in 2014 nog circa 170% van het GDP was, nog als enigermate houdbaar worden beschouwd. Van Griekse zijde werd gedurig aangedrongen op verdere kwijtschelding of versoepeling.
Vermeldenswaard is de mate waarin de ECB in de loop van de crisis een steeds meer actieve (zo niet activistische) rol kreeg. Zowel het scala aan maatregelen dat gedurende de crisis werd ingezet als de omvang ervan was groter dan enkele jaren voor de aanvang van de crisis voorspeld had kunnen worden. Hiermee ontstond een zekere verwevenheid tussen "de politiek" en de ECB (ondanks dat de ECB er veelvuldig op wees dat "monetary policy cannot be a substitute for fiscal policy").

## December 2014: hernieuwde zorgen om Griekenland
In december 2014 leefden de zorgen omtrent de Griekse staatsschulden weer op, ondanks tekenen van herstel van de Griekse economie. Onderhandelingen over de financiële verhoudingen na het (in 2015) aflopen van de bestaande steunprogramma's sleepten zich al sinds september 2014 zonder resultaat voort: Griekenland meende aan alle verplichtingen voldaan te hebben; de trojka was een andere mening toegedaan. De Griekse premier Samaras schreef in december 2014, enkele maanden eerder dan vereist, presidentsverkiezingen uit. (Opgemerkt wordt dat de Griekse president een in hoofdzaak ceremoniële functie heeft.) De Griekse president wordt door het parlement gekozen: indien bij de eerste stemming geen meerderheid van 200 stemmen (op 300 parlementsleden) wordt behaald, vindt kort daarna een tweede ronde (met dezelfde vereiste 200 stemmen) plaats, en daarna indien nodig een derde ronde (met 180 stemmen vereist). Indien dan nog geen president gekozen is, wordt het parlement ontbonden en vinden parlementsverkiezingen plaats.
Deze verkiezingen konden worden gezien tegen de achtergrond van de politieke verhoudingen: oppositiepartij SYRIZA had een (in diverse polls enigszins wisselende) voorsprong op regeringspartij ND. Het vermoeden was dat Samaras bereid was het risico van verkiezingen te nemen omdat de kiezers bevreesd zouden zijn voor de repercussies (van de trojka en de financiële markten) van de radicale plannen van SYRIZA.
Bij de eerste ronde op 17 december behaalde de voorgestelde kandidaat Stavros Dimas 160 stemmen; bij de tweede ronde op 23 december 168 stemmen. De derde ronde werden eveneens 168 stemmen voor Dimas uitgebracht, waarmee vervroegde parlementsverkiezingen noodzakelijk werden.

## 22 januari 2015: ECB kondigt opkopen van staatsleningen aan
Met de aangekondigde kwantitatieve versoepeling zal de financiering van de staatsschulden laag blijven. De staatsleningen zullen gedeeltelijk opgekocht worden door de ECB. De verwachting is dat deze kwantitatieve versoepeling een stimulans zal geven aan de Europese economie. Met economische groei zullen de staatsschulden beter beheerst en afbetaald kunnen worden.

## Eind januari 2015 tot eind juni: herleven crisis omtrent Griekse staatsschulden en onderhandelingen
Eind januari 2015 vlamde de crisis rond de Griekse staatsschulden weer op, na de verkiezingen van 25 januari 2015. Deze werden gewonnen door SYRIZA, die met 149 zetels net geen absolute meerderheid kreeg. Reeds de volgende dag vormde SYRIZA een coalitie met de Onafhankelijke Grieken. Het nieuwe kabinet bevatte uitgesproken tegenstanders van de bezuinigingen. Onmiddellijk na de beëdiging kondigde premier Alexis Tsipras een verhoging van het mimimumloon aan, het terugdraaien van het ontslag van meerdere duizenden ambtenaren en het stilleggen van privatiseringsplannen De EU toonde zich direct na de regeringswisseling niet genegen tot tegemoetkoming; regeringsleiders van diverse lidstaten bleken niet gelukkig met de opstelling van de nieuwe Griekse regering.

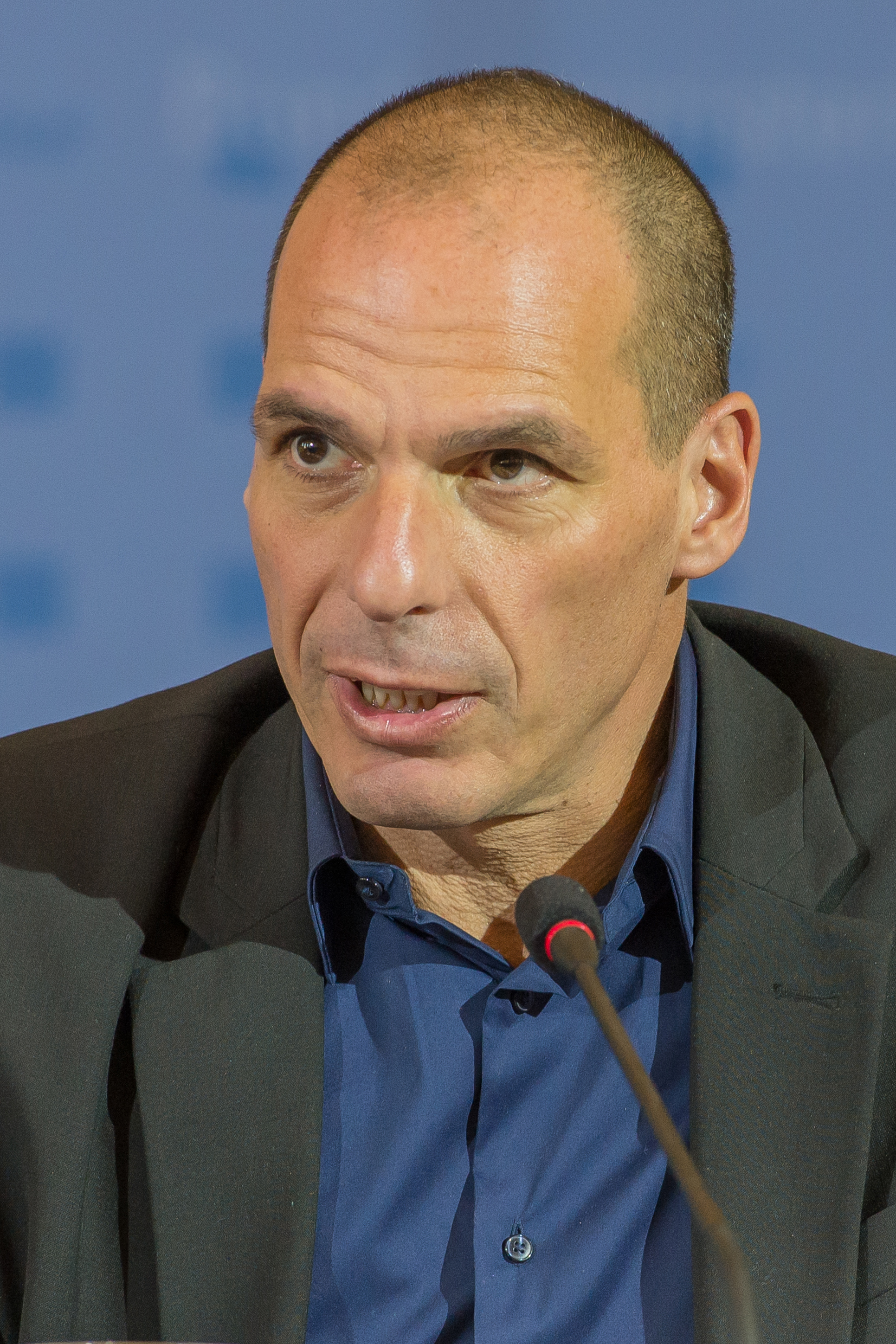
Yanis Varoufakis

 De nieuwe Griekse regering onder leiding van SYRIZA pleitte voor een of andere vorm van schuldsanering en gaf aan dat de schuld onmogelijk volledig betaald zal kunnen worden. De steunleningen werden hoofdzakelijk gebruikt om de schuldeisers terug te betalen en Griekenland had er zelf weinig aan. De terugbetaling wilde Griekenland koppelen aan de groei van de Griekse economie. De Griekse regering wilde andere hervormingen uitvoeren. Onder andere een stevige aanpak van corruptie en privileges. De Griekse minister van financiën Yanis Varoufakis reisde Europa rond om het publiek en de regeringen van de Eurolanden te overtuigen.
De Griekse financiële markten lieten in de dagen na de verkiezingen grote verliezen zien, zowel bij staatsleningen als bij aandelen Rekeninghouders bleken grote bedragen bij Griekse banken te hebben opgenomen wat leidde tot sterke daling van de aandelen van die banken. Enige dagen later herstelden deze koersen zich weer nadat uitlatingen omtrent nationalisatie van die banken waren toegeschreven aan "onervarenheid" van de enkele dagen daarvoor aangetreden ministers.
Op 4 februari 2015 kondigde de ECB aan, de bestaande "waiver" ten aanzien van het accepteren van Griekse staatsleningen en door de Griekse staat gegarandeerde leningen (wegens een te lage rating) als onderpand voor leningen aan Griekse banken met ingang van 11 februari 2015 te beëindige, aangezien het niet mogelijk was uit te gaan van een succesvol afsluiten van het steunprogramma. De Griekse minister van Financiën Varoufakis bezocht diverse Europese hoofdsteden om steun te zoeken voor het gedeeltelijk afschrijven van de Griekse schulden, doch zonder resultaat. S&P verlaagde de rating van Griekenland op 6 februari tot B-; Moody's kondigde aan de rating van Caa1 te herzien. Bij zijn eerste redevoering in het parlement hield de Griekse minister-president Tsipras vast aan zijn aangekondigde programma.
Op 11 februari 2015 vond een ingelaste vergadering van de Eurogroup plaats; concrete resultaten werden na 7 uur vergaderen niet geboekt, zelfs werd geen overeenstemming bereikt over de persverklaring.
Op donderdag 12 februari berichtte diverse media dat de ECB het maximumbedrag van Emergency Liquidity Assistance die de Griekse centrale bank aan de Griekse banken kon verschaffen had verhoogd van € 60 miljard tot € 65 miljard; de ECB wilde hier niet op reageren.
Op 16 februari 2015 bereikte de Eurogroup wederom geen overeenstemming: reeds na enkele uren brak de Griekse delegatie de onderhandelingen af. De ECB verhoogde het bedrag van de toegestane noodsteun door de Griekse centrale bank met € 3,3 miljard, hetgeen gezien werd als hooguit voor enkele dagen toereikend. Eerst op donderdag 19 februari verzocht Griekenland formeel om verlenging van het steunprogramma. Op vrijdag 20 februari werd overeenstemming bereikt over een verlenging van vier maanden; het toezicht door de Troïka zou worden voortgezet; Griekenland zou zich onthouden van stappen die de financiële stabiliteit zouden verslechteren.
Op maandagavond 23 februari stuurde Griekenland een lijst met voorgenomen plannen aan de Eurogroup; het IMF en de ECB bleken deze voornemens als weinig specifiek te ervaren. Rendementen van andere perifere staatsleningen daalden intussen sterk: zo daalde de Ierse 10-jaars rente tot beneden 1% en de Portugese 10-jaars rente tot beneden 2%. In de dagen daarna rees steeds meer twijfel of Griekenland niet reeds in maart in acute geldnood zou komen. De Griekse premier Tsipras betichtte regeringsleiders van o.a. Spanje en Portugal ervan bij de onderhandelingen een onevenredig hard stanpunt te hebben ingenomen wegens de dreigende opkomst van anti-austerity partijen in eigen land.
ECB-president Draghi wees er bij de persconferentie op 5 maart 2015 op dat de ECB op dat moment € 100 miljard aan Griekenland geleend had, een verdubbeling in twee maanden, en overeenkomend met 68% van het Griekse GDP.
Op 8 maart dreigde de Griekse minister van Financiën met een referendum indien het verzoek om een schuldherstructurering zou worden afgewezen; daags erop zei hij door de interviewende journalist verkeerd geciteerd te zijn. Een overleg van de Eurogroup op maandag 9 maart leidde niet tot concrete resultaten. In de daarop volgende dagen verslechterden de verhoudingen in een snel tempo. De Griekse regering stelde nog vorderingen op Duitsland te hebben wegens oorlogsschade, die vele tientallen miljarden euro's zouden bedragen; Duitsland wees deze claims af. De financiële positie van de Griekse regering verslechterde ondertussen snel: vervallend schatkistpapier kon slechts nipt worden geherfinancierd, waarbij de ECB slechts de minimale uitbreiding van de maximale ELA-steun goedkeurde. Betalingen aan het IMF bleken te kunnen plaatsvinden. Het "primary surplus" bleek over 2014 niet te zijn uitgekomen op de verwachte (en afgesproken) 1,5%, doch slechts op 0,3%. Op donderdag 12 maart keerden "technical experts" van "the institutions" terug in Athene, nadat een conference call met de Eurogroup op 9 maart reeds na 45 minuten beëindigd was; van een vruchtbare samenwerking bleek geen sprake. Een vertegenwoordiger van het IMF duidde Griekenland aan als de meest recalcitrante cliënt ("most unhelpful client") in de 70-jarige geschiedenis van het IMF. Op woensdag 18 maart nam het Griekse parlement een wet aan die voorzag in steun aan de armste groep Grieken, bestaande uit voedselbonnen en een beperkte hoeveelheid gratis elektriciteit, nadat de EU zich daartegen had uitgesproken. Eurogroup-voorzitter Dijsselbloem zei onder omstandigheden het invoeren van "capital controls" noodzakelijk te achten om een "Grexit" te voorkomen; de Griekse regering wees dit zonder meer af. Op donderdag 19 maart bleek het overleg met de "technical experts" te zijn afgebroken. Het vermoeden dat Grieken op grote schaal geld van hun rekeningen hadden opgenomen bleek juist te zijn.
Griekenland slaagde er in maart wel in om vervallend schatkistpapier te herfinancieren, en om vervallende leningen aan het IMF terug te betalen, doch slechts met steeds grotere noodsteun van de Griekse centrale bank; de ECB stond hiervoor wekelijks toenemende maxima toe, tot per 25 maart 2015 € 71 miljard. (en per 12 mei 2015 € 80 miljard). Op 20 maart bezocht premier Tsipras Bondskanselier Merkel, hetgeen wel tot een verbetering van de verstandhouding leek te leiden maar niet tot een toenadering.
In april werd geen voortgang geboekt: Griekenland slaagde er steeds in om vervallend schatkistpapier te herfinancieren, aan het IMF verschuldigde aflossingen werden op tijd gedaan, en de verstandhouding met "the institutions" bleef zeer slecht. Ambtenarensalarissen en pensioenen konden op tijd betaald worden. Duidelijk was wel dat de belastinginkomsten achterbleven bij de uitgaven. Op 20 april 2015 droeg de Griekse regering per decreet alle Griekse overheidsentiteiten en overheidsondernemingen (met uitzondering van pensioenfondsen) op hun reserves over te maken naar de Griekse centrale bank. ECB-bestuurder Constancio zei op 20 april 2015 dat een eventuele default van Griekenland niet een vertrek uit de eurozone behoefde te impliceren. De ECB verhoogde het ELA-maximum (naar verluidt met steeds grotere tegenzin) tot per eind april ruim € 75 miljard. De uitwerking van de op 20 februari 2015 bereikte overeenstemming bleef uit, ook doordat de "technical experts" weinig tot geen informatie kregen. Bij de bijeenkomst van de Eurogroup in Riga op 24 april 2015 werd de heer Varoufakis door zijn collega's een "tijdverspiller, gokker en amateur" genoemd.
In de weken daarna slaagde Griekenland er steeds in om tijdig aan zijn betalingsverplichtingen te doen. (Betaling van pensioenen vond aan het eind van april op de beoogde dag plaats, doch deels met enkele uren vertraging, hetgeen aan "technische problemen" werd geweten.) Een op 12 mei 2015 verschuldigd bedrag van circa € 756 miljoen aan het IMF kon (op 11 mei 2015) betaald worden door voor een bedrag van € 600 miljoen in te teren op de reserve van Griekenland bij het IMF. Op een Eurogroup-vergadering van 11 mei werd geen concrete vooruitgang geboekt, doch er leek wel een sfeerverbetering te zijn.
Over de mate waarin men elkaar genaderd was werden in de weken daarna regelmatig tegenstrijdige uitspraken gedaan; van Griekse zijde was men optimistisch; de crediteuren zagen dit anders. Deposito's bij Griekse banken bleken in april met € 5,5 miljard te zijn gedaald tot € 139,4 miljard, het laagste niveau sinds november 2004; de ECB had de noodsteun aan Griekse banken eind mei stapsgewijs verhoogd tot € 80 miljard, doch hield dit bedrag eind mei ongewijzigd.
Op 3 juni 2015 deed Griekenland de crediteuren een voorstel, dat door de crediteuren daags erop met een tegenvoorstel werd beantwoord, dat voor de Griekse regering direct niet aanvaardbaar bleek.
Op 5 juni kondigde de Griekse regering aan, de vier in de loop van juni vervallende betalingen aan het IMF samen te voegen en eerst op 30 juni te zullen betalen. Op 9 juni deed Griekenland een meer beknopt voorstel (twee maal drie pagina's); ook dit werd direct van de hand gewezen. In een interview in de Corriere della Sera zei Tsipras dat Europa een "horrorscenario" te wachten stond als Griekenland de eurozone zou verlaten.
Een ontmoeting tussen premier Tsipras, Bondskanselier Merkel en president Hollande op 10 juni leidde niet tot enige overeenstemming. S&P verlaagde de rating van Griekenland van CCC+ tot CCC. De ECB zou het maximumbedrag van de ELA op 10 juni hebben verhoogd met € 2,3 miljard tot € 83 miljard. Op vrijdag 12 juni bleek dat de delegatie van het IMF vanuit Brussel was teruggekeerd naar Washington, wegens een gebrek aan voortgang.
Op zondag 14 juni 2015 werd overleg in Brussel reeds na 45 minuten afgebroken. In de dagen erna verhardde de toonzetting aan beide zijden aanmerkelijk: de heer Tsipras dreigde het aan het IMF verschuldigde bedrag van circa € 1,6 miljard niet te zullen betalen als geen overeenstemming over schuldreductie werd bereikt. De Griekse centrale bank waarschuwde in een (periodiek) rapport voor de gevolgen van het uitblijven van een akkoord; parlementsvoorzitter Zoe Constantopoulou weigerde dit rapport (dat aan het parlement placht te worden gezonden) in ontvangst te nemen. Een door het Griekse parlement ingestelde onderzoekscommissie rapporteerde dat de Griekse staatsschuld merendeels onrechtmatig was aangegaan, aangezien deze niet in het belang van het Griekse volk was aangegaan, en derhalve niet behoefde te worden terugbetaald. Op 17 juni zou het ELA-bedrag zijn verhoogd met € 1,1 miljard; reeds op 19 juni bleek een volgende verhoging nodig, volgens geruchten met € 1,8 miljard terwijl om € 3,5 miljard verzocht was. Een vergadering van de Eurogroup op donderdag 18 juni leidde niet tot resultaat: een EU-top werd gepland voor maandag 22 juni.
Het ESM merkte in zijn jaarverslag over 2014 op dat de Griekse staatsschuld, indien rekening zou worden gehouden met de effecten van de lange looptijd van de verstrekte leningen en de (zeer) lage coupon daarvan, in feite aanzienlijk lager lag dan de nominale 180% van het GDP, doch 49% minder, dus circa 130%. (Dit was ongeveer het niveau van de Italiaanse en Portugeste staatsschuld.) Het ESM concludeerde dat de Griekse staatsschuld hoog doch niet onhoudbaar was.
Op maandag 22 juni 2015 deed de Griekse regering nieuwe voorstellen, slechts enkele uren voor het begin van een Eurogroup-vergadering en een Eurotop in de avond. Deze werden redelijk welwillend ontvangen. De uitstroom van gelden bij Griekse banken ging echter verder: de ECB verhoogde op 22 juni wederom het ELA-plafond, nu tot € 87,8 miljard.
Op woensdag 24 juni leken een aantal landen het Griekse voorstel niet te hebben geaccepteerd; ook het IMF zou bezwaren hebben.
Ook op woensdag 24 juni leidden onderhandelingen (tot 1 uur 's nachts) niet tot resultaat; de besprekingen werden op donderdag 25 juni voortgezet doch wederom zoner resultaat; uiteindelijk werden na enkel uren de onderhandelingen afgebroken.
Uiteindelijk werd op donderdagavond besloten tot een nieuwe Eurogroup-vergadering, te houden op zaterdag 27 juni.
Op vrijdagmiddag 26 juni was sprake van een nieuw steunpakket, bestaande uit een verlenging van het bestaande (tweede) pakket met vijf maanden (tot 1 november 2015), en indien de afspraken van dat pakket correct zouden blijken te zijn nagekomen, een derde pakket van beperkte omvang, indien vast zou staan dat de staatsschuld houdbaar ("sustainable") zou zijn. Hiermee zou in totaal circa € 15 miljard gemoeid zijn, deels bestaande uit nog niet uitbetaalde tranches van het (formeel nog) lopende steunpakket.

## Eind juni 2015: Het afbreken van de onderhandelingen, referendum, sluiten van de banken en het niet betalen van IMF

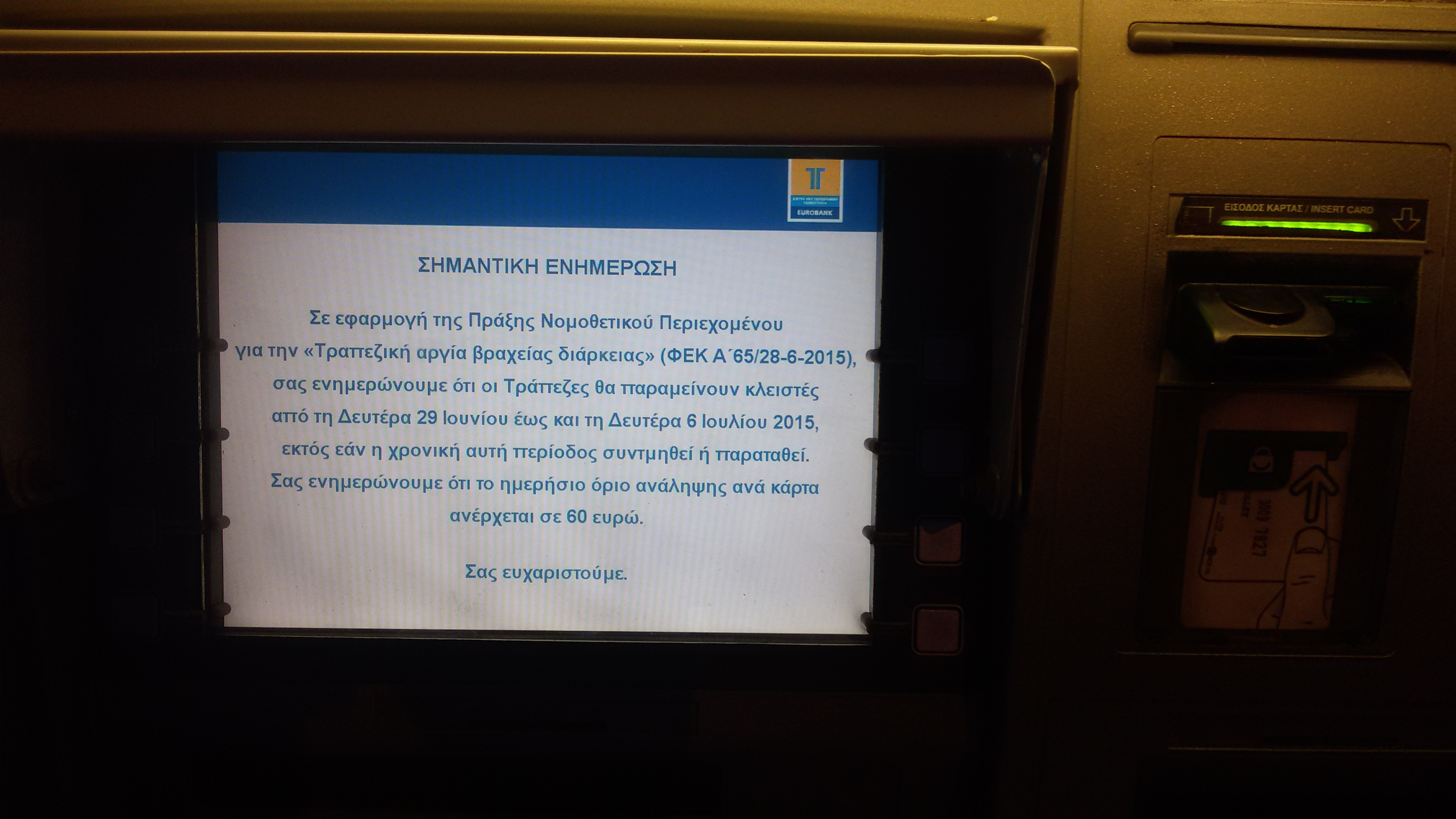
Mededeling op Griekse geldautomaat dat slechts 60 euro per dag kon worden opgenomen, op 29 juni 2015

Op vrijdagavond 26 juni 2015 kondigde de Griekse regering een referendum aan, te houden op 5 juli. De Griekse regering zal de kiezers aanraden tegen het Europees voorstel te stemmen. De Eurogroep-regeringsleiders adviseren de Griekse kiezers ja te stemmen, daar anders Griekenland zeer waarschijnlijk de Eurozone gaat verlaten en mogelijk ook de Europese Unie. De ECB besloot zondag de noodsteun aan Griekse banken niet verder te verruimen. Door de grote opnames van geld heeft de Griekse regering in overleg met de banken, besloten de bankenfilialen de komende week te sluiten om de banken te beschermen. Er mag maximaal 60 euro per dag opgenomen worden; dit geldt niet voor toeristen (die opnames zijn gedekt door buitenlandse rekeningen); voor betalingen naar het buitenland is toestemming nodig. Om de vele gepensioneerden zonder pinpas tegemoet te komen, maakten de banken voor hen een uitzondering. Zij konden bij de bank maximaal 120 euro opnemen.
Op 29 juni verlaagde S&P de rating van Griekenland tot CCC-. ECB-bestuurder Cœuré zei op 29 juni in een interview met Les Echos dat de ECB indien de situatie zou verslechteren de beschikking had over diverse instrumenten, waaronder QE en OMT, alsmede "nieuwe instrumenten" ("nouveaux instruments"). Op 30 juni deden geruchten de ronde dat premier Tsipras een voorstel van EC-president Juncker, dat hij de avond ervoor had afgeslagen, alsnog zou willen accepteren. De crediteuren weigeren de onderhandelingen te hervatten tot na het referendum. De Griekse regering betaalde de op 30 juni aan het IMF verschuldigde € 1,6 miljard niet. Om 15.30 (CET) werd bekend dat de Griekse regering had verzocht om een tweejarig steunpakket door het ESM, met schuldherstructurering. Het bestaande steunprogramma liep, nu het niet verlengd was, op 30 juni 2015 om 24.00 (Brusselse tijd) af. Fitch verlaagde op 1 juli de rating van Griekenland van CCC tot CC; DBRS verlaagde de rating tot CC met negative outlook; Moody's verlaagde de rating to Caa3.
Volgens de Raad van Europa voldeed het referendum niet aan de aanbeveling om ten minste twee weken aan te houden tussen aankondiging en het houden ervan: de bevolking had te weinig tijd zich een mening te vormen.
De ECB hield de ELA op 1 juli ongewijzigd op (naar de markten aannamen) circa € 90 miljard. Minister van Financiën Varoufakis zei ontslag te zullen nemen als het referendum een "ja" opleverde.
Op 3 juli publiceerde het IMF een Preliminary draft debt sustainability analysiss waarin geconcludeerd werd dat om de Griekse staatsschuld duurzaam houdbaar te maken van oktober 2015 tot eind 2018 een injectie van € 51,6 miljard nodig zou zijn; ook zou de coupon van bestaande leningen gedurende 20 jaar tot nul moeten worden teruggebracht, en de looptijd (voor de derde keer) verlengd moeten worden.
Het referendum werd gewonnen door de nee stemmers met een onverwachte grote meerderheid van 61,32%. Het neecampagneteam/Griekse regering heeft benadrukt dat een ´Nee´ stem geenszins een stem is voor het opgeven van de euro of het verlaten van de Europese Unie en dat met een nee-stem de onderhandelingspositie van de Griekse regering versterkt zou worden met een nieuw mandaat van de kiezer.

## Begin juli 2015: Na het Grieks referendum en de aanvraag van het derde steunpakket
Nadat de uitslag van het referendum bekend was traden zowel Andonis Samaras, partijleider van Nea Dimokratia en voormalig premier als de Minister van Financiën, Yanis Varoufakis, af. Varoufakis trad af om het onderhandelingsproces meer ruimte te geven. Hij werd opgevolgd door Euclid Tsakalotos. Op dinsdag 7 juli was er een crisisoverleg van de eurozone leiders om te beslissen hoe verder te gaan. Griekenland had tot donderdag 9 juli om nieuwe voorstellen in te dienen. De voorstellen die Griekenland die donderdag indiende waren grotendeels dezelfde voorstellen die bij het referendum waren weggestemd. In de nacht van de opvolgende vrijdag op zaterdag werden de voorstellen door het Griekse parlement bekrachtigd met een meerderheid van 250 op 300 stemmen. Voor zondag 12 juli werd een bijeenkomst gepland van de leiders van alle Europese Unie landen (ook de niet Eurozone-landen) zodat als er geen akkoord zou komen voor een derde steunpakket, er maatregelen genomen konden worden voor een mogelijke Grexit en humanitaire noodhulp voor Griekenland. Er werd ernstig rekening gehouden met een Grexit/faillissement en tijdens de onderhandelingen kwam de Duitse minister van economie met een voorstel om Griekenland tijdelijk uit de Eurozone te zetten voor minimaal vijf jaar. De Griekse voorstellen werden door Duitsland en andere landen echter als onvoldoende beoordeeld. De aanwezigheid van de niet eurolanden werd zaterdag niet meer nodig geacht daar men toch mogelijkheden tot een overeenkomst zag. Maandag in de vroege ochtend, 13 juli, voor de opening van de Europese beurzen, werd een voorlopig akkoord afgesloten. Het grootste struikelblok was het op te richten fonds voor de te privatiseren Griekse overheidseigendommen/staatsbedrijven en hoe de opbrengsten ervan gebruikt zouden moeten worden. Dit akkoord is goedgekeurd door het Griekse parlement in een nachtelijke sessie op woensdagavond en is vrijdag 17 juli goedgekeurd door het Duitse parlement als laatste van de parlementen van diverse de Eurozone landen die een stemming vereisen. De onderhandelingen voor een definitief akkoord kunnen beginnen.
Het steunpakket van ruim 80 miljard euro moet nog uitonderhandeld worden en de verwachting is dat dit minstens weken tot maanden gaat duren. Ondertussen zijn er plannen om op korte termijn een noodkrediet van zeven miljard euro te geven voor de maand juli door het EFSF zodat Griekenland de IMF en de ECB crediteuren kan betalen. Deze noodlening heeft echter de goedkeuring nodig van de Europese Unie staten, op basis van een gekwalificeerde meerderheid, dus ook de niet Eurolanden waaronder Groot-Brittannië. Deze noodlening kan pas worden verleend na de goedkeuring van het Griekse parlement op donderdag 16 juli. Het IMF zegt ondertussen dat het steunpakket niet gaat werken zonder schuldafschrijving en dreigt daarom geen steun te verlenen.
Om te voorkomen dat als de banken weer geopend werden er een bankrun zou ontstaat werd aangekondigd dat de restricties voorlopig zouden blijven bestaan. Volgens de schatting van de Griekse centrale bank is 45 miljard euro fiduciair geld (bankbrieven) in omloop in Griekenland. Dat is 4,5% van de bankbrieven voor de hele Eurozone, terwijl Griekenland maar 2% van het bruto nationaal product van de Eurozone heeft. Om weer vertrouwen te krijgen in de banken zullen die geherkapitaliseerd en geherstructureerd moeten worden, zodat ze op termijn niet afhankelijk meer zijn van ECB noodleningen. Op dinsdag 14 juli heeft de Europese Centrale Bank (ECB) het plafond voor de noodsteun aan Griekse banken met 900 miljoen euro verhoogd omdat er nu weer sprake is van uitzicht op een hulpprogramma voor Griekenland. De banken zijn heropend op maandag 20 juli, maar de kapitaal beperkingen en opnamebeperkingen worden gehandhaafd. Wel zijn deze beperkingen soepeler: Er mag maximaal 420 euro per week opgenomen worden (in een keer) in plaats van 60 euro per dag.

## Augustus 2015: overeenstemming over derde steunpakket
Op 3 augustus werd de Griekse effectenbeurs heropend na een langdurige sluiting. De beurskoersen openden met een koersval van ongeveer twintig percent ten op zichtte van de vorige koers; de koersen van aandelen van Griekse banken daalden nog meer. De Griekse beurshandelaren hebben last van de financiële restricties. Zo kunnen ze alleen effecten kopen met geld uit het buitenland of de opbrengst van de verkoop van effecten.
De besluitvorming over het derde steunpakket verliep niet zonder slag of stoot. Op 11 augustus werd, na een nacht onderhandelen, overeenstemming bereikt tussen de troïka en Griekenland. Uiteindelijk zou het derde steunpaket circa € 86 miljard bedragen, uit te betalen naargelang Griekenland een aantal hervormingen zou doorvoeren.
Het Griekse parlement vergaderde er op donderdag 13 augustus over, hetgeen uitliep tot de ochtend van vrijdag. Uiteindelijk werd, na circa een etmaal discussie, de vereiste wetgeving aangenomen met steun van de oppositie en tegenstemmen van een flink deel van de Syriza-fractie. Ook in diverse andere parlementen bleek het steunpaket op weerstand te stuiten. De eerste uitbetaling van 26 miljard werd goedgekeurd door de ministers van financiën. Daarvan werd 13 miljard direct overgemaakt aan de Griekse regering voor het aflossen van leningen en andere dringende uitgaven waaronder een lening aan de ECB van 3,4 miljard euro die op 20 augustus afgelost moest zijn. Die werd dan ook op 20 augustus afgelost. Een paar uur nadien trad de regering af. Van de eerste uitbetaling is 10 miljard gereserveerd voor steun aan de Griekse banken. Het resteerde drie miljard van de eerste uitbetaling zou in de herfst uitbetaald worden. Er blijft nog een grote onzekerheid bestaan of het IMF mee zal doen aan het derde steunpakket. Het IMF eist namelijk een bijkomende schuldsanering omdat ze alleen steun kan geven als er uitzicht is op de aflossing van de schuld.
Op 20 augustus kondigde Tsipras vervroegde verkiezingen aan, te houden op 20 september 2015. Dissidenten van de Syrizapartij hebben een nieuwe partij ´Eenheid van het Volk´ opgericht. Deze partij haalde echter niet de kiesdrempel.
Op 3 september berichtten financiële media dat de ECB het plafond van de Griekse ELA had verlaagd van € 89,7 miljard tot € 89,1 miljard, op verzoek van de Griekse centrale bank; dit was de eerste verlaging in lange tijd.
De Griekse verkiezingen op 20 september leidden tot een overwinning van SYRIZA; een voortzetten van de coalitie van SYRIZA en Onafhankelijke Grieken werd het meest waarschijnlijk geacht.

## Oktober 2015 en later: wetgeving ter uitvoering van derde steunpakket
Deze coalitie kwam inderdaad tot stand. Op 17 oktober werd het eerste pakket maatregelen door het parlement aangenomen, met tegenstemmen van de Onafhankelijke Grieken doch met steun van de oppositie. Discussies over de voortgang van de hervormingen leidden tot het opschorten van volgende tranches. Op 5 november werd een tweede pakket maatregelen aangenomen; vooral de verhoging van accijns op diesel voor Griekse boeren stuitte op weerstand. Op 11 november werd in griekenland uitgebreid gestaakt tegen het regeringsbeleid en de bezuinigingen die op grond het eerder bereikte principe-akkoord dienden te worden getroffen,, doch op 16 november werd een als "substantieel" omschreven detail-akkoord bereikt. Hierna werden overeengekomen steunbedragen in delen vrijgegeven.
Op maandag 14 december tekenden de Griekse regering en een consortium onder leiding van het Duitse Fraport (onder meer exploitant van de luchthaven van Frankfurt) een overeenkomst voor de exploitatie van 14 regionale Griekse luchthavens. Met het contract was een bedrag van circa € 1,2 miljard gemoeid, waarmee dit de grootste Griekse privatisering was. De Griekse vakbonden kondigden stakingen aan. Eind december bleek dat de uitvoering van voorgenomen bezuinigingen ("prior actions") nodig voor het vrijgeven van verdere tranches aan steun achterstand had opgelopen; uitbetaling zou, volgens de overeenkomsten van juli 2015, eerst plaatsvinden nadat de "troïka", aangevuld met het ESM, op 18 januari 2016 deze maatregelen afdoende zou hebben geoordeeld.

## Begin april 2016: conflict tussen IMF, Griekenland en EU over schuldreductie Griekenland
Begin april 2016 bleek sprake te zijn van diepgaande meningsverschillen tussen het IMF enerzijds en zowel de EU als Griekenland anderzijds. Aanleiding was een bezoek van vertegenwoordigers van de Troïka om de voortgang van hervormingen vast te stellen. Vrijgave van volgende tranches van het steunpakket van € 86 miljard, overeengekomen in juli 2015, was daarvan afhankelijk. Het standpunt van het IMF was dat schuldreductie noodzakelijk was; zo niet, dan zou het IMF niet (verder) deelnemen aan het steunpakket. Gespeculeerd werd dat het IMF op deze wijze druk wenste uit te oefenen op met name Duitsland om akkoord te gaan met schuldverlichting.
WikiLeaks publiceerde de tekst van een kennelijk afgeluisterd telefoongesprek op 19 maart 2016 tussen Poul Thomsen, IMF-directeur voor Europa, en Delia Verkouleskou, hoofd van de IMF-missie in Griekenland, waarin de te voeren strategie werd besproken. Naar aanleiding van de hierdoor ontstane commotie publiceerde IMF-managing director Lagarde een brief van haar aan de Griekse premier Tsipras waarin zij haar bezorgdheid uitte over het klimaat van de onderhandelingen.
Op zondag 8 mei nam het Griekse parlement een pakket bezuinigingsvoorstellen aan, bedoeld om te komen tot een "primary surplus" van 3,5% van het GDP en uitvloeisel van de overeenkomst van juli 2015. Het IMF had, zoals al enkele weken bekend was, twijfels over de haalbaarheid hiervan, en achtte een primary surplus van maximaal 1,5% mogelijk. Op maandag 9 mei vergaderden de Europese ministers van financiën. Op de agenda zou tevens de vraag naar een mogelijke herstructurering (kennelijk inclusief gedeeltelijke afschrijving) staan. De EU-ministers zeiden "a form of debt relief" vanaf 2018 toe indien de hervormingen dan voltooid zouden zijn.

## Mei 2016: alsnog overeenstemming over verdere steun
Op 24 mei 2016 werd tussen Griekenland en de Eurogroup overeenstemming bereikt over voortzetting van de steun aan Griekenland. Griekenland zou € 10,3 miljard extra krijgen, in ruil voor verdere hervormingen en belastingverhogingen, die op 22 mei door het Griekse parlement waren aangenomen. Dit bedrag zou deels in juni en deels in oktober 2016 worden uitbetaald. Het IMF zou bij de steunverlening betrokken blijven. Op 10 juni ging de financiële commissie van de Bundestag akkoord met vrijgave van de eerste tranche.

## Juli 2016: geen sancties tegen Spanje en Portugal
Op 12 juli 2016 besloten de EU-ministers van financiën dat Spanje en Portugal wegens te hoge tekorten de begrotingsregels van de EU hadden overtreden, met tekorten van respectievelijk 4,5% en 5,1% van het GDP. Hiermee was de mogelijkheid van boetes gecreëerd, die in theorie konden oplopen tot 0,2% van het GDP. Onderhandelingen zouden echter ook kunnen leiden tot boetes ter hoogte van nihil. (In dezelfde week emitteerde Duitsland een 10-jarige staatslening met een coupon van 0%, tegen een effectief rendement van −0,05%.) Op 27 juli 2016 besloot de Europese Commissie geen boetes op te leggen.

## Augustus 2017: wederom vragen van Bundesverfassungsgericht aan het Hof van Justitie van de EU
Op 15 augustus 2017 werd bekend dat het Duitse Bundesverfassungsgericht besloten had aan het Hof van Justitie van de EU prejudiciële vragen te stellen over de toelaabaarheid van het Public Sector Purchase Programme van de ECB. Op 25 juli had Griekenland voor het eerst sinds 2014 weer succesvol een 5jarige lening geplaatst.

## Mei 2018: opnieuw koersdalingen Italiaanse staatsleningen
Eind mei 2018 daalden Italiaanse staatsleningen sterk in koers nadat coalitiebesprekingen mislukt waren, en de beoogde minister van Financiën, een euro-scepticus, door de Italiaanse president was afgewezen. De "spread" (het verschil in renteniveaus) tussen 2-jaars Italiaanse en Duitse staatsleningen liep in korte tijd op tot circa 2,8% op 20 mei 2018. Een emissie van 5- en 10-jaars staatsleningen op 30 mei was echter redelijk succesvol, terwijl koersen van bestaande leningen iets herstelden. Op 1 juni trad een nieuw Italiaans kabinet aan, met een andere minister van Financiën. Het coalitie-akkoord voorzag in een zeer groot bedrag aan extra uitgaven, die de toch al hoge staatsschuld (circa 130% van het GDP) nog verder zouden verhogen. Eveneens op 1 juni werd de Spaanse premier Rajoy gedwongen af te treden wegens een corruptieschandaal.

## Juni 2018: herziening Grieks steunpakket uit 2015
Tijdens de Eurotop van 21 juni 2018 (met uitloop tot de vroege uren van 22 juni) werd overeenstemming bereikt over het herzien van het steunpakket uit 2015, dat zonder dat op 20 augustus 2018 zou aflopen: de terugbetaling van uit hoofde van dat pakket uitbetaalde leningen werd 10 jaar opgeschoven, de renteloze periode van die leningen werd eveneens 10 jaar opgeschoven (van 2023 tot 2033). EU-commissaris Moscovici zei dat hiermee de Griekse staatsschuldencrisis "voorbij" was. De Griekse minister van Financiën Tsakalotos zei dat de Griekse staatsschuld 
hiermee "viable" was". 5 Maart 2019 haalde de Griekse staat zelfstandig 2,5 miljard euro uit de markt tegen een couponrente van 3,9% met een looptijd van 10 jaar. Uiteindelijk verdiende de ECB ruim 7 miljard euro aan het ondersteunen van Griekenland. In 2020 was de economie van Griekenland dermate hersteld, dat het land ook met negatieve rentes kortlopend kon lenen. Februari 2022 kondigde Griekenland aan de noodsteun dat jaar versneld en totaal te zullen afbetalen, waarmee alle schuld aan IMF en ECB uiteindelijk toch werd afgelost.

## Gevolgen

### Effect sinds begin van de crisis: aanvankelijk sterk oplopende werkloosheid in perifere landen

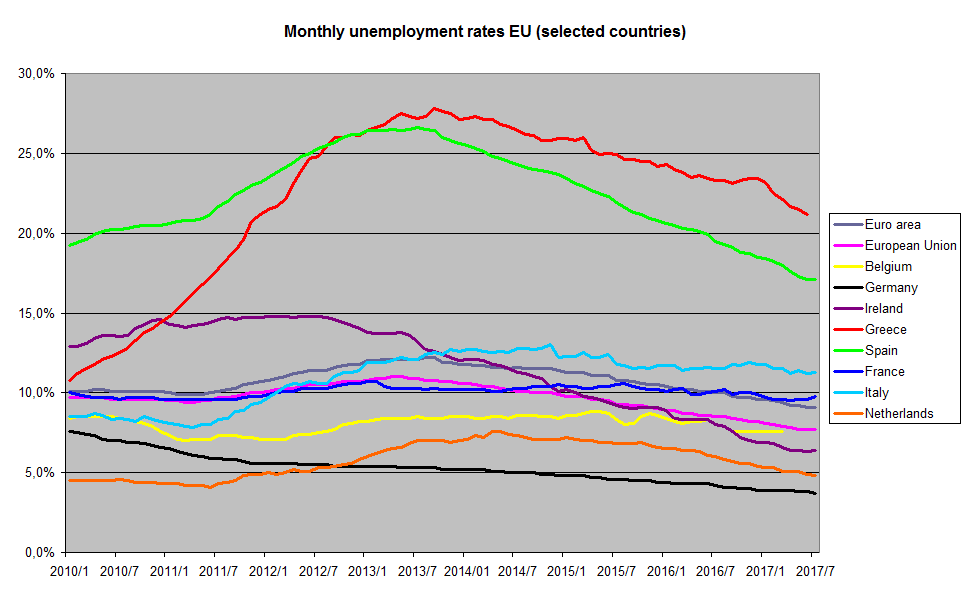
Verloop werkloosheid in EU, eurozone en een aantal eurozone-landen

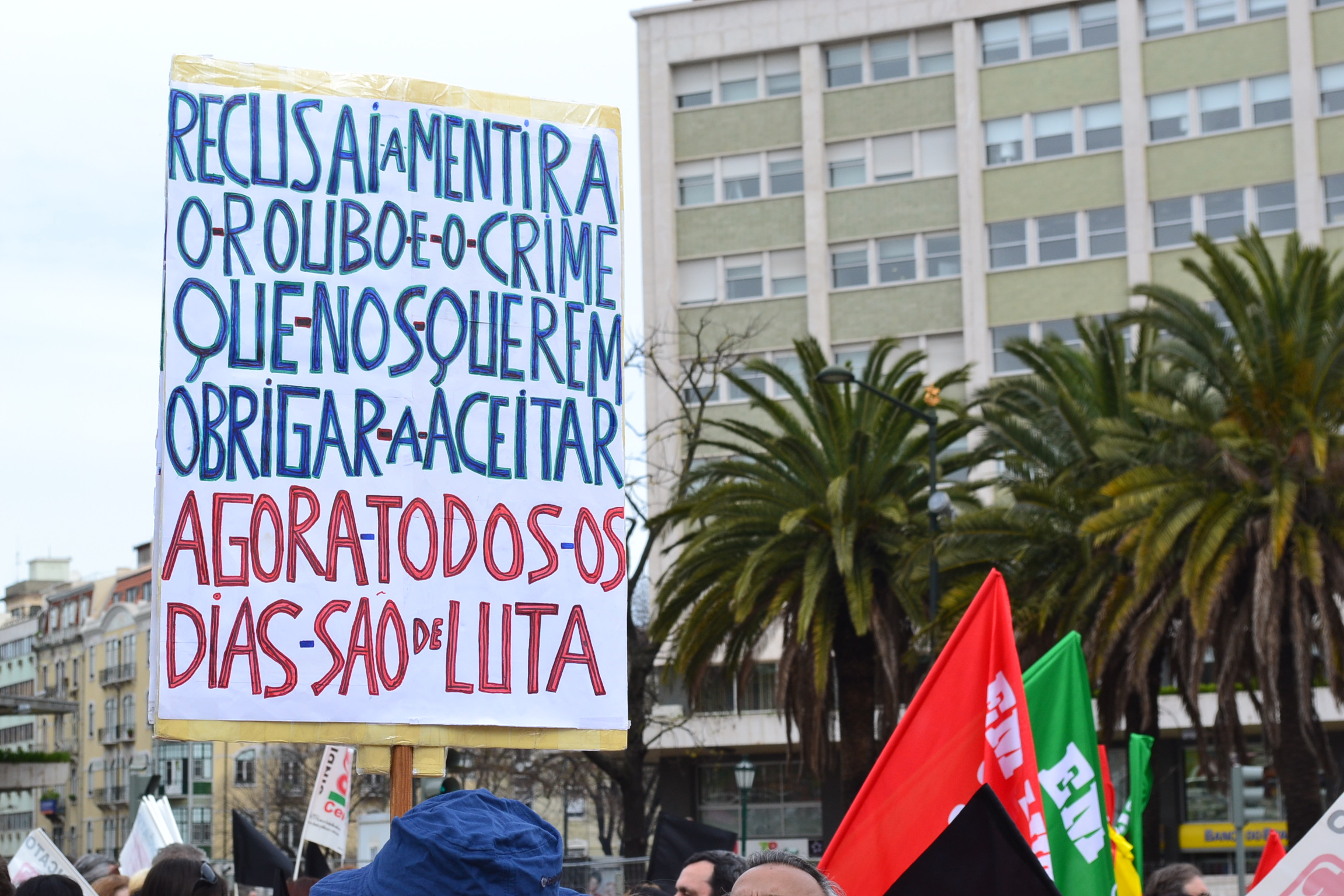
Demonstratie van gemeenteambtenaren, Lissabon, 15 maart 2013

Naarmate de crisis langer voortduurde, steeg de werkloosheid in de perifere landen tot soms ongekende niveaus, en slaagden andere landen er niet in hun (relatief) lage werkloosheid vast te houden. Het verloop van de werkloosheid in een aantal landen is weergegeven in nevenstaande grafiek. Sinds 2013 is de werkeloosheid overal in de Eurozone dalende. Volgens Mario Draghi wegens zijn beleid.

### Effect over langere tijd: aanvankelijke fragmentatie van de kapitaalmarkt in de eurozone
Een belangrijke doelstelling van de invoering van de euro, was te komen tot een geïntegreerde Europese kapitaalmarkt, waarin binnengrenzen niet meer van belang waren. Beleggers zouden zich niet meer in eerste instantie moeten richten op hun eigen land ("home bias") maar zouden hun beleggingen over de gehele eurozone moeten (en kunnen) spreiden. Hierdoor zou de beschikbaarheid van kapitaal voor de "armere" eurozone-lidstaten (hopelijk sterk) worden bevorderd, zowel ten aanzien van het volume als ten aanzien van de te betalen rendementen. Aanvankelijk werden beide doelstellingen bereikt, doch vanaf het begin van de crisis namen niet alleen de rendementsverschillen toe (zoals elders in dit artikel genoemd), doch trokken beleggers in niet-perifere landen steeds meer kapitaal weg uit de perifere landen. Met name Duitsland en Finland (die als zeer betrouwbaar werden gezien) profiteerden hiervan.
In onderstaande grafieken is het verloop weergegeven van het percentage van de staatsleningen van onderscheiden landen dat in handen was van banken in het betrokken land respectievelijk het totaal van alle buitenlandse beleggers. Bij de interpretatie van deze grafieken kan in het algemeen worden gezegd dat een oplopend percentage in handen van buitenlandse beleggers duidt op een hoog (relatief) vertrouwen in de solvabiliteit van de centrale overheid van dat land, en vice versa. Diverse andere factoren kunnen echter ook een rol spelen. (Voor Nederland, bijvoorbeeld, dient opgemerkt te worden dat de beleggingen van Nederlandse pensioenfondsen in Nederlandse staatsleningen niet in deze grafiek zichtbaar zijn.) Ten aanzien van de cijfers van Griekenland wordt opgemerkt dat naarmate de crisis vorderde Griekenland steeds meer afhankelijk werd van buitenlands kapitaal, verstrekt door de "trojka". Een dergelijk vertrouwen is echter niet iets waarop beleidsmakers in het betreffende land blijvend kunnen vertrouwen: bij een afnemend vertrouwen, door welke oorzaak ook, kan er in korte tijd een "kapitaalvlucht" optreden. Voordat een dergelijk vertrouwen herwonnen is, kan geruime tijd verstreken zijn. Ratingverlagingen kunnen aanleiding zijn om de beleggingen in staatsschuld van een land ("exposure") structureel te verminderen. Dit speelt met name indien de rating daalt tot beneden "investment grade": die staatsobligaties passen dan niet meer, of slechts voor een (zeer) beperkt percentage, in normale beleggingsportefeuilles van institutionele beleggers als pensioenfondsen en verzekeringsmaatschappijen.
De uitspraken en het beleid van Mario Draghi hebben ervoor gezorgd dat na 2013 de renteniveaus voor alle Eurolanden, uitgezonderd Griekenland, weer dichter bij elkaar kwamen. Beleggers zochten zelfs bewust naar landen met een hoger risicoprofiel voor een iets hogere rentevergoeding. In 2017 begon ook de Griekse rente verder te dalen richting de andere zuidelijke Eurolanden. Begin 2018 stond de Griekse 2-jaarsrente onder de 2% en de 20-jaarsrente onder de 5%.

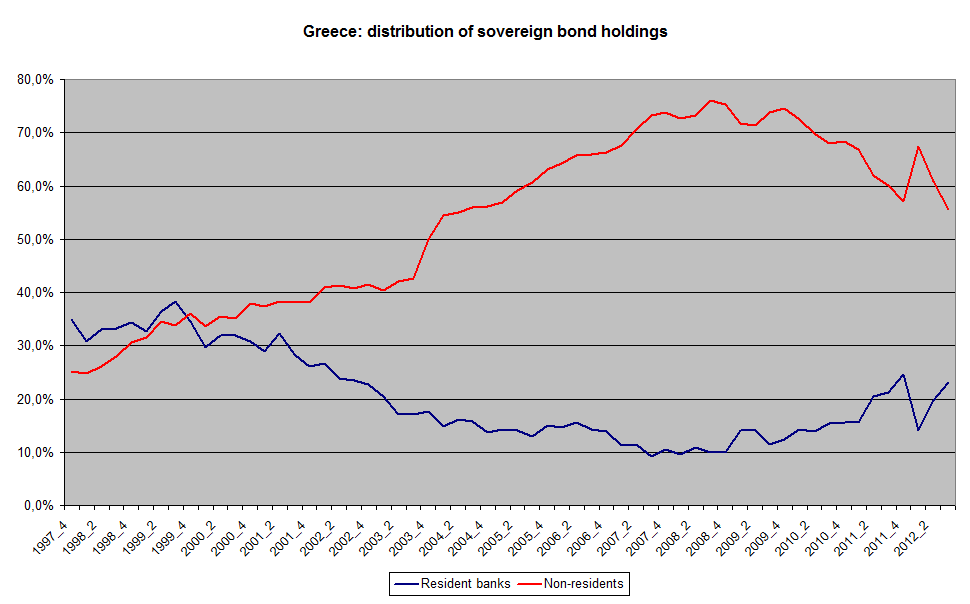
Verloop houderschap staatsschuld Griekenland
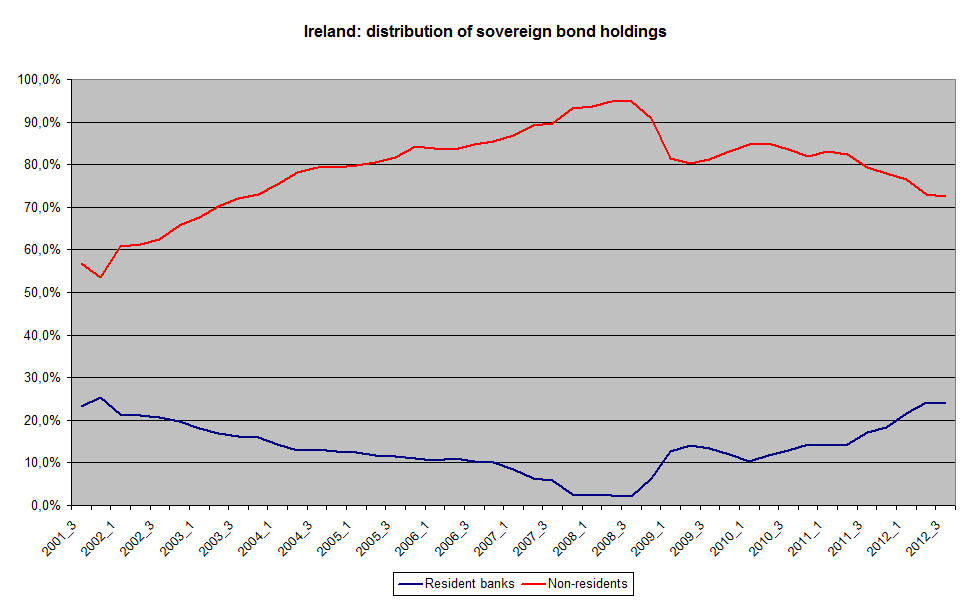
Verloop houderschap staatsschuld Ierland
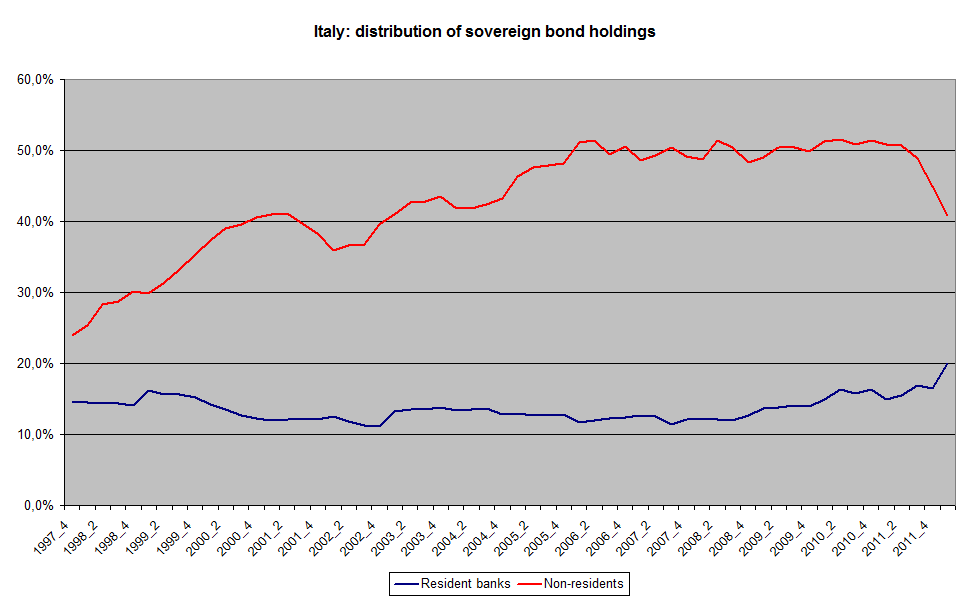
Verloop houderschap staatsschuld Italië
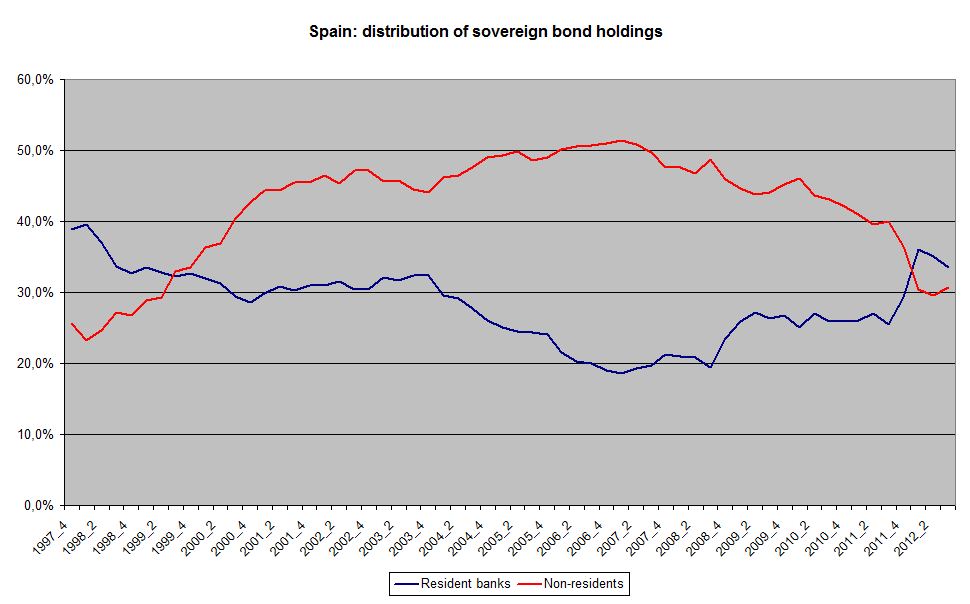
Verloop houderschap staatsschuld Spanje
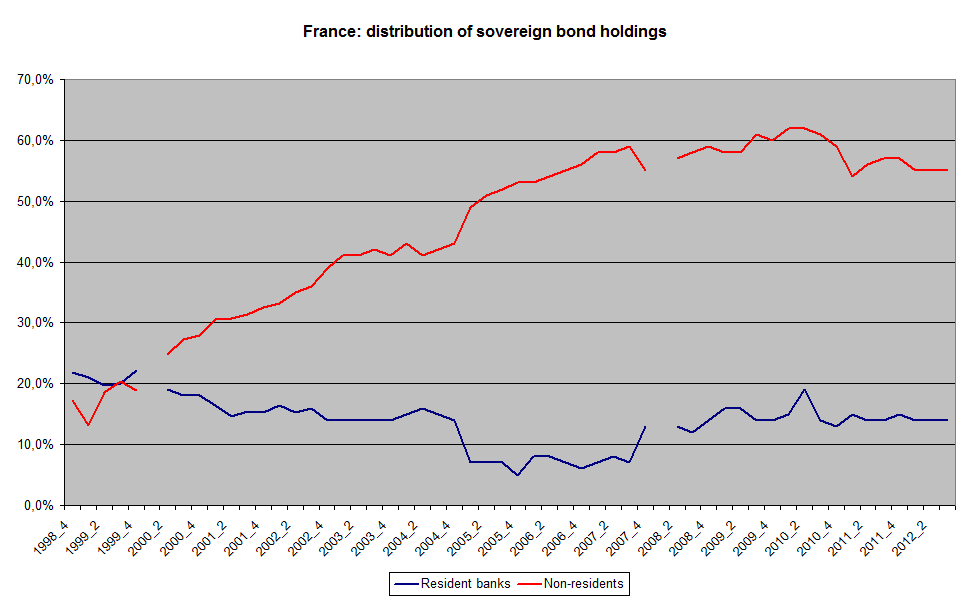
Verloop houderschap staatsschuld Frankrijk
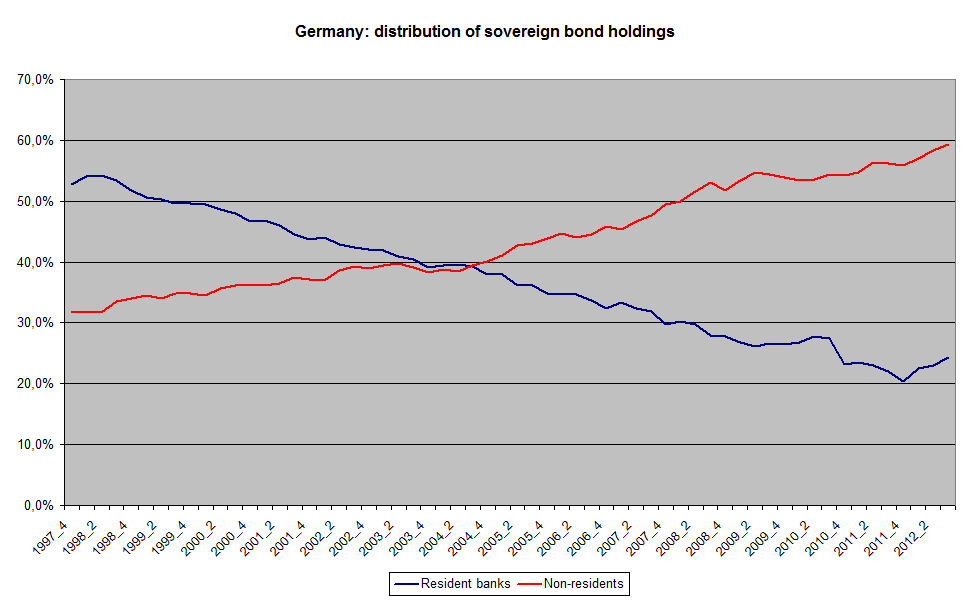
Verloop houderschap staatsschuld Duitsland
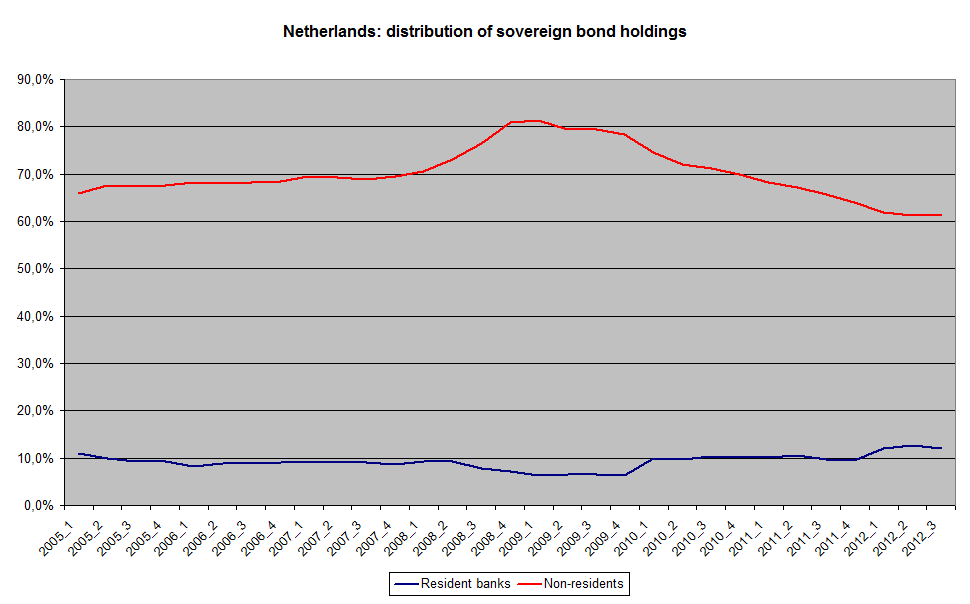
Verloop houderschap staatsschuld Nederland
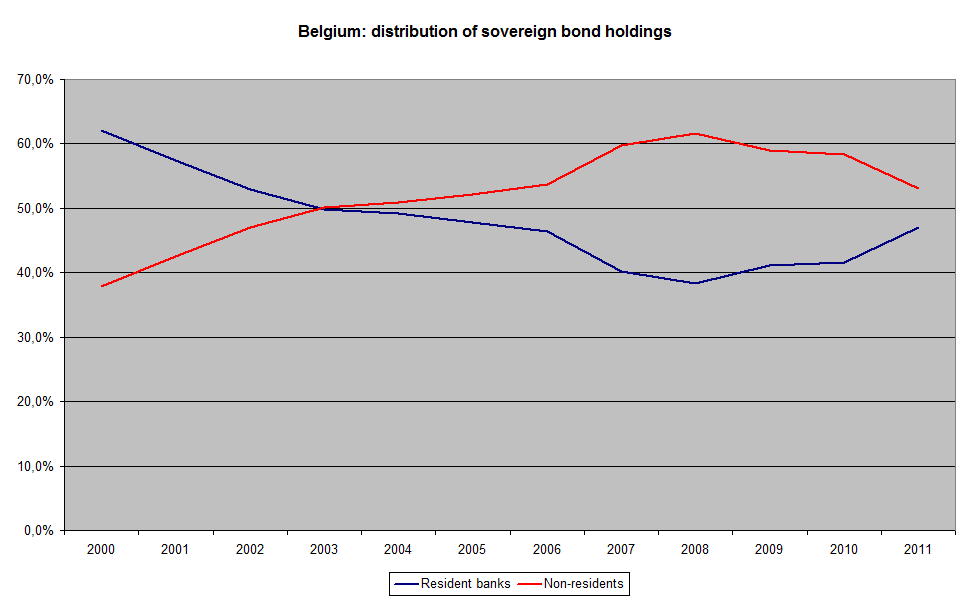
Verloop houderschap staatsschuld België
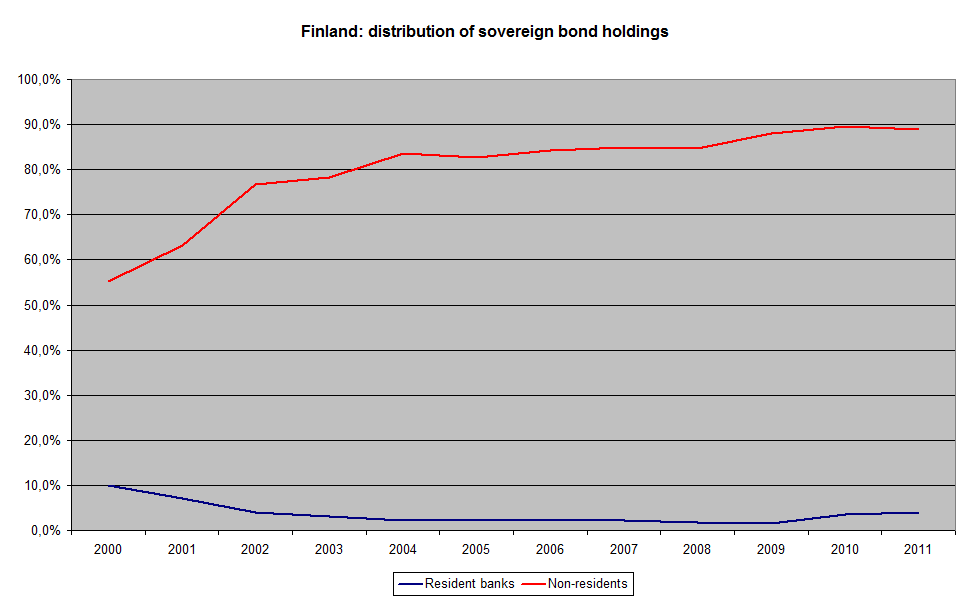
Verloop houderschap staatsschuld Finland

### Brexit
Door de staatsschuldencrisis in Europa hebben de Britten een negatief beeld gekregen over de economische toekomst van Europa. Naast de andere argumenten zoals over immigratie heeft de Europese crisis misschien de doorslag gegeven bij Britse kiezers om voor Brexit te kiezen. Overigens is de Britse staatsschuld nog steeds ontzettend hoog en ten opzichte van het BNP groter dan die van Griekenland.

## Meningen, argumenten en vaststellingen
Er worden door financiële commentatoren en experts vele oplossingen voorgesteld. Vaak lijken deze adviezen innerlijk tegenstrijdig, of toch minstens moeilijk verenigbare zaken te willen verenigen: er moet tegelijk schuld gesaneerd worden en de economie gestimuleerd worden; banken moeten tegelijk meer aan bedrijven lenen en hun reserves en balans versterken. De volgende aspecten worden regelmatig genoemd (waarbij opgemerkt wordt dat over ieder ervan discussie mogelijk is en gevoerd wordt):
- De schulden in euro's blijven bestaan als een land uit de euro stapt. Het schuldprobleem wordt niet opgelost met de devaluatie van de nieuwe munt.
- Het is technisch heel lastig voor een land om uit de euro te stappen. Welke tegoeden worden geconverteerd naar de nieuwe munt? Particulieren en bedrijven zullen hun euro's massaal in veiligheid brengen door deze buiten het land te plaatsen.
- De totale schuld van de hele eurozone is niet problematisch in vergelijking met andere landen zoals de V.S., Japan en Engeland.
- De stabiliteit van de banken is essentieel en hiervoor moeten de banken ondersteund worden en de balansen versterkt worden zodat de verliezen door afschrijving van staatsschulden gedragen kunnen worden.
- Indien de marktrente van de staatsschuld 7% of hoger is, wordt de staatsschuld op termijn onbeheersbaar beschouwd en heeft het land ondersteuning nodig.
- De kredietwaardigheid van een land kan alleen hersteld worden als er geloofwaardige maatregelen worden genomen om de schuld te saneren. Helaas hebben bezuinigingen ook een negatief effect op de economie van een land, waardoor de crisis nog verergerd wordt. De politieke wil om een probleemland te helpen, is sterk afhankelijk van de saneringsmaatregelen die het land zelf neemt. Probleemlanden moeten bemoeienis in hun economisch beleid van buitenaf dulden, willen ze steun en leningen krijgen. Voor probleemlanden buiten de eurozone geldt hetzelfde, maar dan onder de begeleiding van het IMF.
- De ECB kan onbeperkt euro's bijdrukken om de probleemlanden te ondersteunen, alleen mag de ECB volgens de Europese regels dit niet doen. Wel koopt de ECB wekelijks staatsleningen van probleemlanden op, zonder die landen bij naam te noemen[noten 100] Dit om speculanten tegengas te geven.[363]
- De financiële "markt" heeft gefaald: Hoewel in de Europese muntunie-verdragen, altijd werd uitgesloten dat er een collectieve verantwoordelijkheid voor de staatsschulden was, heeft de "markt" er niet naar gehandeld en alle leningen, ongeacht het land, in de eurozone aanvankelijk dezelfde kredietstatus gegeven. Zo hebben de schuldlanden veel te hoge schulden kunnen opbouwen, omdat krediet te goedkoop voor ze was. Feitelijk dringt de "markt" nu de collectieve Europese verantwoordelijkheid voor alle eurozone staatsschulden op. Door vele financiële commentatoren wordt de stelling verkondigd dat een monetaire unie onmogelijk is zonder een politieke en fiscale eenheid.[noten 101]
- Voor de beleggers zijn er weinig risico-vrije staatsleningen meer. Ook de V.S. hebben een hoge staatsschuld met een politieke patstelling om deze op te lossen. De overblijvende kredietwaardige landen kunnen de vraag niet aan. Bovendien zijn de rentes zeer laag en compenseren deze de inflatie niet. Op termijn veroorzaken de lage rendementen grote problemen voor de toekomst. Pensioenen en andere voorzieningen zijn daar grotendeels van afhankelijk. Premiestijgingen en de vermindering van de uitkeringen hebben op hun beurt een nadelig effect op de economie. Door de onzekerheid over hun pensioenen gaan de mensen meer sparen.

Vele financiële analisten en commentatoren van vooral de V.S. en GB schetsten een zeer negatief beeld over de euro. Een voorbeeld hiervan is de uitspraak van eind januari 2010 door Albert Edwards van Société Générale, die zei dat de crisis zal leiden tot het uiteenvallen van het eurogebied: “Zuid-Europese landen zitten gevangen in een te hoog gewaardeerde valuta en worden verstikt door hun te lage concurrentiekracht. (…) Alle hulp die nu gegeven wordt aan Griekenland is slechts uitstel van het onvermijdelijke uiteenvallen van de eurozone”.
- Ook in Nederland zijn er economen die de euro als onhoudbaar beschouwen en de wisselkoersen willen herstellen, soms onder handhaving van de euro als 'valuta franca', een gemeenschappelijke achttiende munt die de deelname aan het internationale handelsverkeer moet vergemakkelijken en pas geleidelijk zou uitgroeien tot een uniforme munt. De gedachte is: de eurolanden zijn te ongelijk in concurrentiekracht voor een muntunie. Met de opheffing van de nationale munten is het stabilisatiemechanisme tussen de lidstaten onderling, waarbij handelsstromen zich automatisch verbreden, versmallen of opdrogen onder invloed van de relatieve koersen, geëlimineerd. Dit versterkt de positie van sterke landen en brengt de zwakke in een neerwaartse spiraal. Het aanpassingsproces binnen een muntunie kan alleen via de financiële markten lopen, wat onder de huidige ongelijkheid een (te) groot risico wordt gevonden voor de politieke en monetaire stabiliteit.

### Vergelijkingen tussen de Griekse en Argentijnse crisis
Veel commentatoren trekken een vergelijking met de Argentijnse economische crisis, een land dat zijn staatsschuld niet meer kon betalen en die de vaste koppeling tussen de dollar en de peso moest loslaten. Hierbij werden alle dollartegoeden en contracten verplicht omgezet in peso's. In een artikel zegt de vroegere Argentijnse centrale bank gouverneur, Mario Blejer, samen met de Mexicaanse vroegere centrale bank gouverneur, Guillermo Ortiz, dat er belangrijke verschillen zijn met de Griekse crisis. Zijn advies is dat het voor zowel Griekenland als Europa onverstandig is om de euro te verlaten bij een faillissement. De belangrijkste verschillen zijn:
- De koppeling tussen de peso was niet gegarandeerd door internationale akkoorden en tegenpartijen. Zodra het vertrouwen in het land weg is, kon de koppeling onmogelijk standhouden. Griekenland kan wel op steun van Europa rekenen.
- De oude Griekse munt, is volledig afgeschaft, terwijl de peso altijd is blijven bestaan, alleen was het gebruik ervan beperkt doordat de meeste handel en transacties in dollars plaatsvonden. Er moet een nieuwe Griekse munt gecreëerd worden. Dit is vrijwel onmogelijk als er geen vertrouwen is in de dekking van de waarde door de Griekse centrale banktegoeden (of de bijna failliete Griekse staat).
- Er waren voor Argentinië gunstige economische vooruitzichten: er was een exportoverschot en de staatsfinanciën waren gezond gemaakt. De staatsschuld werd gesaneerd onder leiding van het IMF, door een belangrijke afboeking van de schulden. De definitieve afboeking gebeurde pas, nadat de sanering grotendeels rond was. De afboeking trof alle crediteuren en niet alleen de banken, zoals in Griekenland.
- Griekenland is veel meer geïntegreerd in de Europese economie en de gevolgen zijn hierdoor groter. Bijna alle commerciële contracten hebben een internationaal karakter en kunnen niet verplicht omgezet worden in de nieuwe munt. Argentinië heeft een veel grotere interne economie. Argentijnen konden veel moeilijker hun geld in veiligheid brengen. Het meeste geld van de rijkere Grieken is al buiten Griekenland, waarbij een verplichte conversie van euro's tegoeden in de nieuwe munt weinig effect heeft.

### Kosovo- en Montenegro-optie
Beide landen gebruiken de euro zonder toestemming van de EU. Er zijn vele andere landen met zwakke economieën die geen lokale munt hebben, maar een internationale munt zoals de dollar gebruiken. Als Griekenland weigert een lokale munt in te voeren, zal de euro in gebruik blijven zelfs bij een ineenstorting van de lokale banken. Voor het opzetten van een geloofwaardige lokale munt, zijn nationale bankreserves noodzakelijk. Er is dus internationale steun nodig zowel voor de invoering van een lokale munt als ondersteunen van het bank/geldverkeer onder de euro.